# Sticky & Sweet Tour
Sticky & Sweet Tour  — восьмий світовий  тур американської співачки Мадонни, який проходив у 2008-2009 роках на підтримку її одинадцятого студійного альбому  Hard Candy. Вважається найуспішнішим в історії музики концертним туром сольного виконавця. Касові збори перевищили $408,000,000.

## Історія
Під час промо-туру для свого одинадцятого студійного альбому Hard Candy в березні та квітні 2008 року Мадонна   в інтерв'ю на радіо казала, що сподівається наприкінці літа влаштувати світове турне. 25 квітня французька  радіостанція NRJ офіційно подтвердила, що Мадонна виступить на  Стад де Франс 20 вересня.  Розпочалося турне 23 серпня 2008 року  в місті Кардіфф, а закінчилося 2 вересня 2009 року в Тель-Авіві.
Турне запам'яталося,  перш за все,  рекордами відвідуваності концертів і популярністю квитків на них.  70 000 глядачів у Верхтері (Бельгія); - 76 000 глядачів у Гельсінкі (абсолютний рекорд Фінляндії серед сольних концертів); - 40 000  проданих квитків в Осло (Норвегія); - 72 000 квитків, які було розпродано за один день у Таллінні; - 650 000 розпроданих квитків у Південній Америці; - 75 000 квитків у Лондоні; - Більше ніж  60 000 квитків у Медісон Сквер Гарден у Нью-Йорку. Концерт в Буенос-Айресі у  грудні 2008 року зібрав 260 000 глядачів і був встановлений рекорд по швидкості продажу квитків: за перші 3 години  продано понад 70 000 квитків.
На концерті 6 листопада  в Лос-Анджелесі під час виконання композиції Human Nature на сцені разом з Мадонною з'явилася Брітні Спірс. Позніше на цьому ж  концерті з Мадонною також виступив Джастін Тімберлейк, виконавши дуетом композицію 4 Minutes.

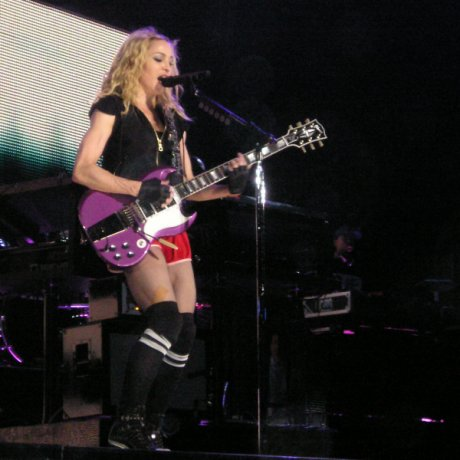
Мадонна виконує пісню «Borderline».

## Сет-ліст туру
2008

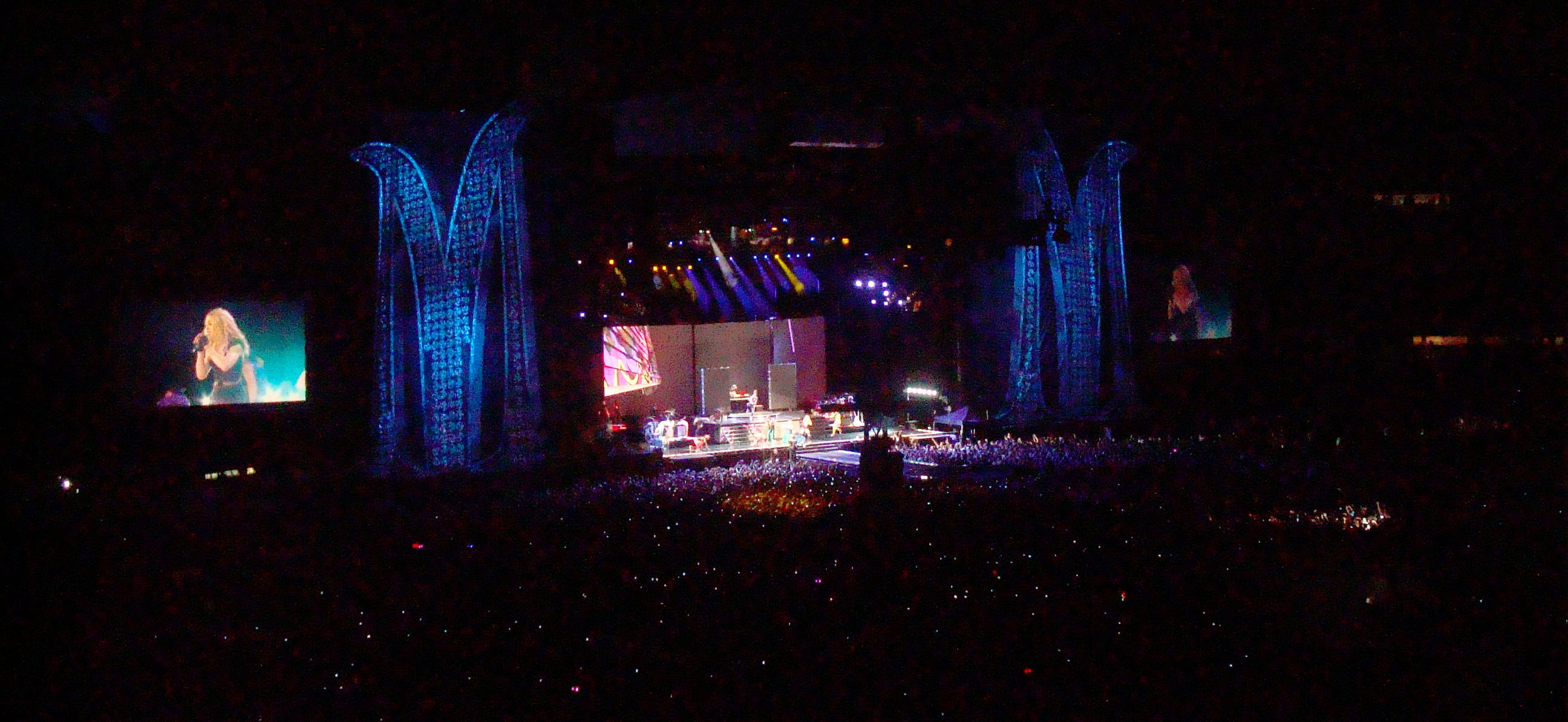
Сцена Sticky & Sweet Туру.

- «Sweet Machine» (Video Introduction)
- «Candy Shop»
- «Beat Goes On»
- «Human Nature»
- «Vogue»
- «Die Another Day» (Remix) (Video Introduction)
- «Into the Groove»
- «Heartbeat»
- «Borderline»
- «She’s Not Me»
- «Music»
- «Rain» (Remix) (Video Introduction)
- «Devil Wouldn’t Recognize You»
- «Spanish Lesson»
- «Miles Away»
- «La Isla Bonita» («Lela Pala Tute»)
- «Doli Doli» (Kolpakov Trio solo) (без Мадонни)
- «You Must Love Me» ²
- «Get Stupid» (Video Introduction)
- «4 Minutes»
- «Like a Prayer»
- «Ray of Light»
- «Hung Up»
- «Give It 2 Me» (Jody den Broeder Club Mix)

2009
- «Sweet Machine» (Video Introduction)
- «Candy Shop»
- «Beat Goes On»
- «Human Nature»
- «Vogue»
- «Die Another Day» (Remix) (Video Introduction)
- «Into the Groove»
- «Holiday»
- «Dress You Up»
- «She’s Not Me»
- «Music»
- «Rain» (Remix)(Video Introduction)
- «Devil Wouldn’t Recognize You»
- «Spanish Lesson»
- «Miles Away»
- «La Isla Bonita»
- «Doli Doli» (Kolpakov Trio solo) (Без Мадонни)
- «You Must Love Me»
- «Get Stupid» (Video Introduction)
- «4 Minutes»
- «Like a Prayer»
- «Frozen»
- «Ray of Light»
- «Give It 2 Me» (Jody den Broeder Club Mix)

1. В різних містах Мадонна запитувала публіку - який із старих хітів заспівати, а потім співала куплет і приспів вибраної пісні, після чого переключалася на «Hung Up». Найчастіше  вибирали пісню  «Express Yourself», також були пісні «Like A Virgin», «Holiday», «Open Your Heart», «I Love New York», «Lucky Star», «Dress You Up», «Beautiful Stranger», «American Life», «Burning Up», «Sorry», «Secret», «Material Girl» и «Everybody».
2. 11 жовтня в Нью-Йорку співачка присвятила виконання пісні своїй дочці Лурдес.

## Відмінності туру 2008 року від туру 2009
- В пісні «Candy Shop» був замінений  відеоряд
- «Heartbeat» була замінена на  «Holiday»
- Рок-версія пісні «Borderline»  замінена рок-версією пісні «Dress You Up»
- В 2009, червона спідниця Мадонни замінена на червоні шорти.
- Передостанньою піснею замість «Hung Up» стала «Ray Of Light», а на місце «Ray Of Light»  поставлена «Frozen»
- Після смерті Майкла Джексона Мадонна присвятила йому пісню.
- В інтерлюдії Get Stupid частково  замінений відеорд.

## Дати туру
| 2008 рік          |                      |                 |                                  |
| Європа            |                      |                 |                                  |
| 23 серпня 2008    | Кардіфф              | Велика Британія | Millennium Stadium               |
| 26 серпня 2008    | Ніцца                | Франція         | Stade Charles-Ehrmann            |
| 28 серпня 2008    | Берлін               | Німеччина       | Olympic Stadium                  |
| 30 серпня 2008    | Дюбендорф            | Швейцарія       | Military Airfield, Dübendorf     |
| 2 вересня 2008    | Амстердам            | Нідерланди      | Amsterdam Arena                  |
| 4 вересня 2008    | Дюссельдорф          | Німеччина       | LTU Arena                        |
| 6 вересня 2008    | Рим                  | Італія          | Olympic Stadium                  |
| 9 вересня 2008    | Франкфурт            | Німеччина       | Commerzbank Arena                |
| 11 вересня 2008   | Лондон               | Велика Британія | Wembley Stadium                  |
| 14 вересня 2008   | Лісабон              | Португалія      | Parque da Bela Vista             |
| 16 вересня 2008   | Севілья              | Іспанія         | Olympic Stadium                  |
| 18 вересня 2008   | Валенсія             | Іспанія         | Circuito Ricardo Tormo Cheste    |
| 20 вересня 2008   | Париж                | Франція         | Stade de France                  |
| 21 вересня 2008   | Париж                | Франція         | Stade de France                  |
| 23 вересня 2008   | Відень               | Австрія         | Danube Island                    |
| 25 вересня 2008   | Будва                | Чорногорія      | Jaz Beach                        |
| 27 вересня 2008   | Афіни                | Греція          | Olympic Stadium                  |
| Північна Америка  |                      |                 |                                  |
| Дата              | Місто                | Країна          | Місце проведення                 |
| 3 жовтня 2008     | Іст-Ратерфорд        | США             | Izod Center                      |
| 6 жовтня 2008     | Нью-Йорк             | США             | Madison Square Garden            |
| 7 жовтня 2008     | Нью-Йорк             | США             | Madison Square Garden            |
| 11 жовтня 2008    | Нью-Йорк             | США             | Madison Square Garden            |
| 12 жовтня 2008    | Нью-Йорк             | США             | Madison Square Garden            |
| 15 жовтня 2008    | Бостон               | США             | TD Banknorth Garden              |
| 16 жовтня 2008    | Бостон               | США             | TD Banknorth Garden              |
| 18 жовтня 2008    | Торонто              | Канада          | Air Canada Centre                |
| 19 жовтня 2008    | Торонто              | Канада          | Air Canada Centre                |
| 22 жовтня 2008    | Монреаль             | Канада          | Bell Centre                      |
| 23 жовтня 2008    | Монреаль             | Канада          | Bell Centre                      |
| 26 жовтня 2008    | Чикаго               | США             | United Center                    |
| 27 жовтня 2008    | Чикаго               | США             | United Center                    |
| 30 жовтня 2008    | Ванкувер             | Канада          | BC Place Stadium                 |
| 1 листопада 2008  | Окленд               | США             | Oracle Arena                     |
| 2 листопада 2008  | Окленд               | США             | Oracle Arena                     |
| 5 листопада 2008  | Сан-Дієго            | США             | Petco Park                       |
| 6 листопада 2008  | Лос-Анджелес         | США             | Dodger Stadium                   |
| 8 листопада 2008  | Лас-Вегас            | США             | MGM Grand                        |
| 9 листопада 2008  | Лас-Вегас            | США             | MGM Grand                        |
| 11 листопада 2008 | Денвер               | США             | Pepsi Center                     |
| 12 листопада 2008 | Денвер               | США             | Pepsi Center                     |
| 16 листопада 2008 | Х'юстон              | США             | Minute Maid Park                 |
| 18 листопада 2008 | Детройт              | США             | Форд Філд                        |
| 19 листопада 2008 | Філадельфія          | США             | Wachovia Center                  |
| 22 листопада 2008 | Атлантик-Сіті        | США             | Boardwalk Hall                   |
| 24 листопада 2008 | Атланта              | США             | Philips Arena                    |
| 26 листопада 2008 | Маямі                | США             | Dolphins Stadium                 |
| 29 листопада 2008 | Мехіко               | Мексика         | Foro Sol Stadium                 |
| 30 листопада 2008 | Мехіко               | Мексика         | Foro Sol Stadium                 |
| Південна Америка  |                      |                 |                                  |
| Дата              | Місто                | Країна          | Місце проведення                 |
| 3 грудня 2008     | Буенос-Айрес         | Аргентина       | River Plate Stadium              |
| 4 грудня 2008     | Буенос-Айрес         | Аргентина       | River Plate Stadium              |
| 6 грудня 2008     | Буенос-Айрес         | Аргентина       | River Plate Stadium              |
| 7 грудня 2008     | Буенос-Айрес         | Аргентина       | River Plate Stadium              |
| 10 грудня 2008    | Сантьяго             | Чилі            | Estadio Nacional                 |
| 11 грудня 2008    | Сантьяго             | Чилі            | Estadio Nacional                 |
| 14 грудня 2008    | Ріо-де-Жанейро       | Бразилія        | Maracanã Stadium                 |
| 15 грудня 2008    | Ріо-де-Жанейро       | Бразилія        | Maracanã Stadium                 |
| 18 грудня 2008    | Сан-Паулу            | Бразилія        | Morumbi Stadium                  |
| 20 грудня 2008    | Сан-Паулу            | Бразилія        | Morumbi Stadium                  |
| 21 грудня 2008    | Сан-Паулу            | Бразилія        | Morumbi Stadium                  |
| 2009 рік          |                      |                 |                                  |
| Європа            |                      |                 |                                  |
| Дата              | Місто                | Країна          | Місце проведення                 |
| 4 липня 2009      | Лондон               | Велика Британія | The O2                           |
| 5 липня 2009      | Лондон               | Велика Британія | The O2                           |
| 7 липня 2009      | Манчестер            | Велика Британія | Manchester Evening News Arena    |
| 9 липня 2009      | Париж                | Франція         | Palais Omnisports de Paris-Bercy |
| 11 липня 2009     | Верчтер              | Бельгія         | Festivalpark                     |
| 14 липня 2009     | Мілан                | Італія          | San Siro Stadium                 |
| 16 липня 2009     | Удіне                | Італія          | Friuli Stadium                   |
| 19 липня 2009     | Марсель (відмінений) | Франція         | Stade Vélodrome                  |
| 21 липня 2009     | Барселона            | Іспанія         | Olympic Stadium                  |
| 23 липня 2009     | Мадрид               | Іспанія         | Vicente Calderon                 |
| 25 липня 2009     | Сарагоса             | Іспанія         | Recinto de la Feria de Zaragoza  |
| 29 липня 2009     | Осло                 | Норвегія        | Valle Hovin Stadium              |
| 30 липня 2009     | Осло                 | Норвегія        | Valle Hovin Stadium              |
| 2 серпня 2009     | Санкт-Петербург      | Росія           | Дворцова площа                   |
| 4 серпня 2009     | Таллінн              | Естонія         | Tallinn Song Festival Grounds    |
| 6 серпня 2009     | Гельсінкі            | Фінляндія       | West Harbour                     |
| 8 серпня 2009     | Гетеборг             | Швеція          | Ullevi Stadium                   |
| 9 серпня 2009     | Гетеборг             | Швеція          | Ullevi Stadium                   |
| 11 серпня 2009    | Копенгаген           | Данія           | Parken Stadium                   |
| 13 серпня 2009    | Прага                | Чехія           | Chodov Natural Amphitheatre      |
| 15 серпня 2009    | Варшава              | Польща          | Bemowo Airport                   |
| 18 серпня 2009    | Мюнхен               | Німеччина       | Olympic Stadium                  |
| 22 серпня 2009    | Будапешт             | Угорщина        | Kincsem Park                     |
| 24 серпня 2009    | Белград              | Сербія          | Ušće Park                        |
| 26 серпня 2009    | Бухарест             | Румунія         | Parc Izvor                       |
| 29 серпня 2009    | Софія                | Болгарія        | Стадион Васил Левски             |
| Азія              |                      |                 |                                  |
| Дата              | Місто                | Країна          | Місце проведення                 |
| 1 вересня 2009    | Тель-Авів            | Ізраїль         | Yarkon Park                      |
| 2 вересня 2009    | Тель-Авів            | Ізраїль         | Yarkon Park                      |

Sticky & Sweet Tour (альбом) -  музичний live-альбом, записаний під час туру в Буенос-Айресі. Загальна тривалість композицій становить CD — 62:12, на DVD — 125:09.

## Галерея

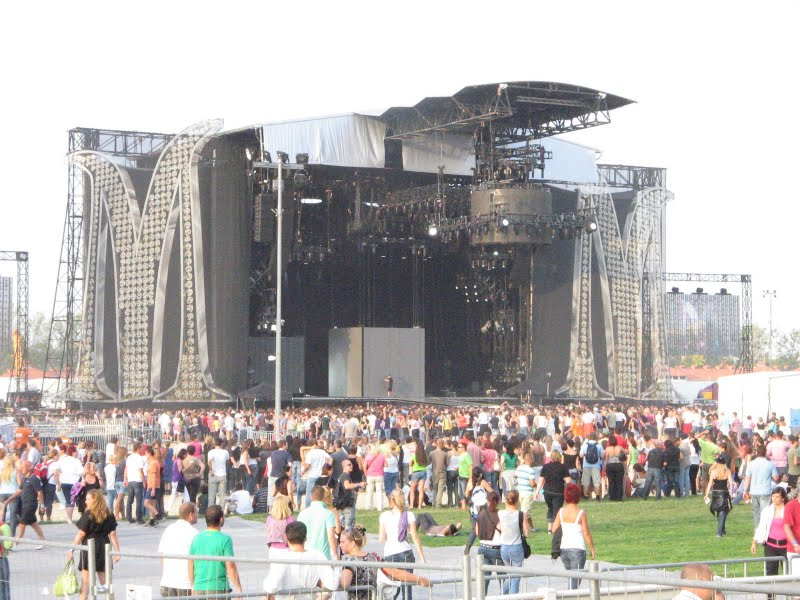
Сцена
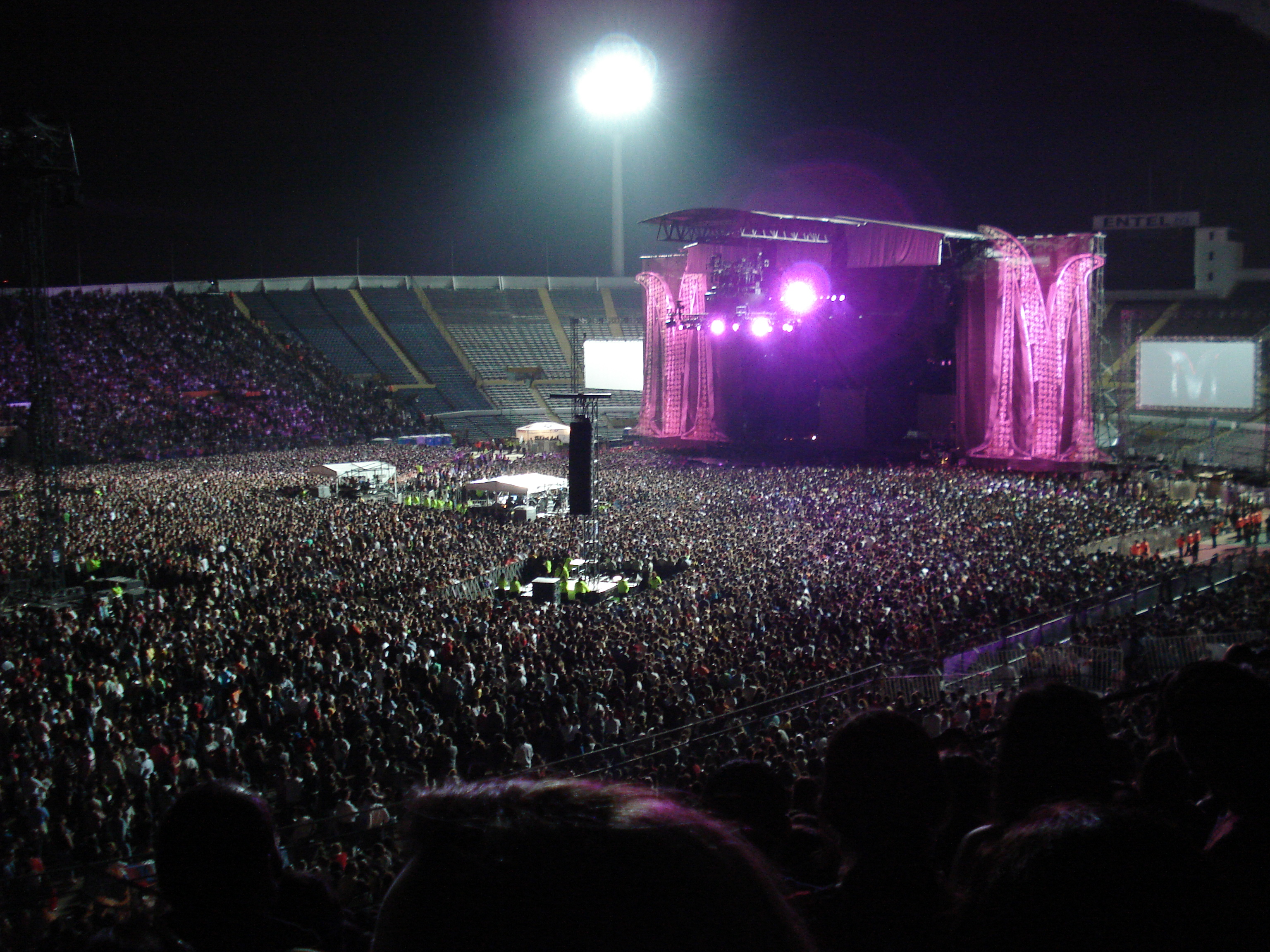
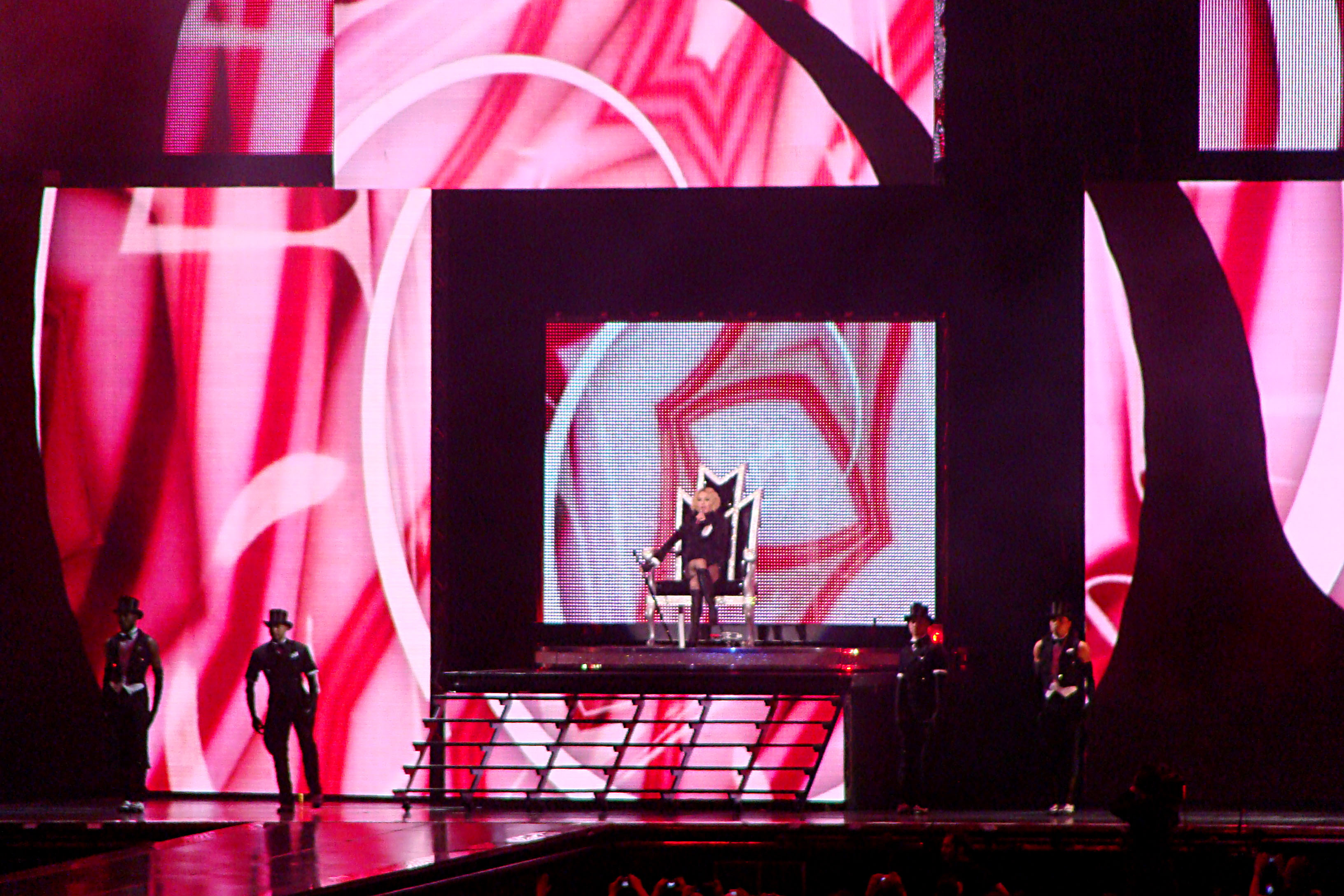
Candy Shop
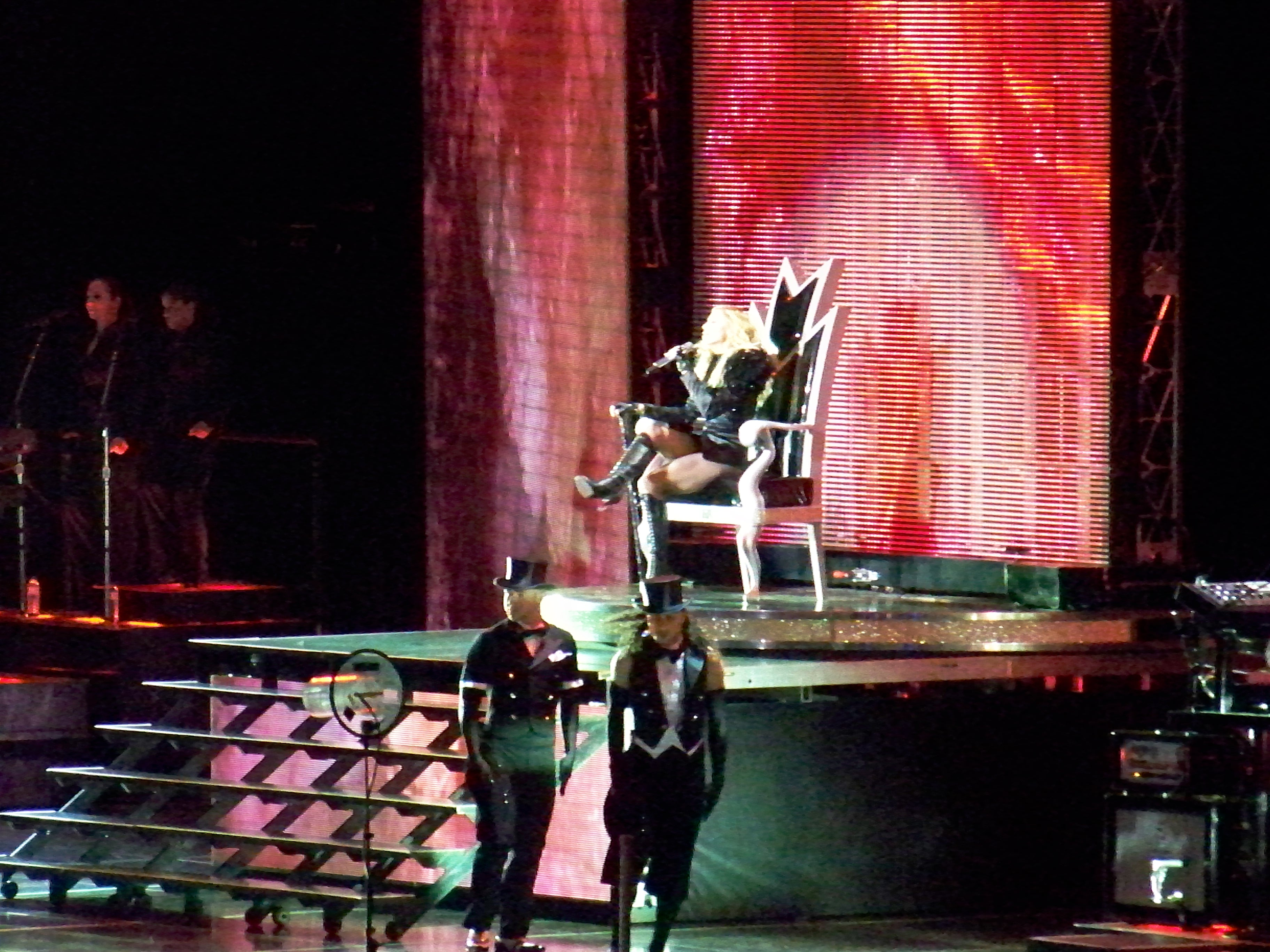
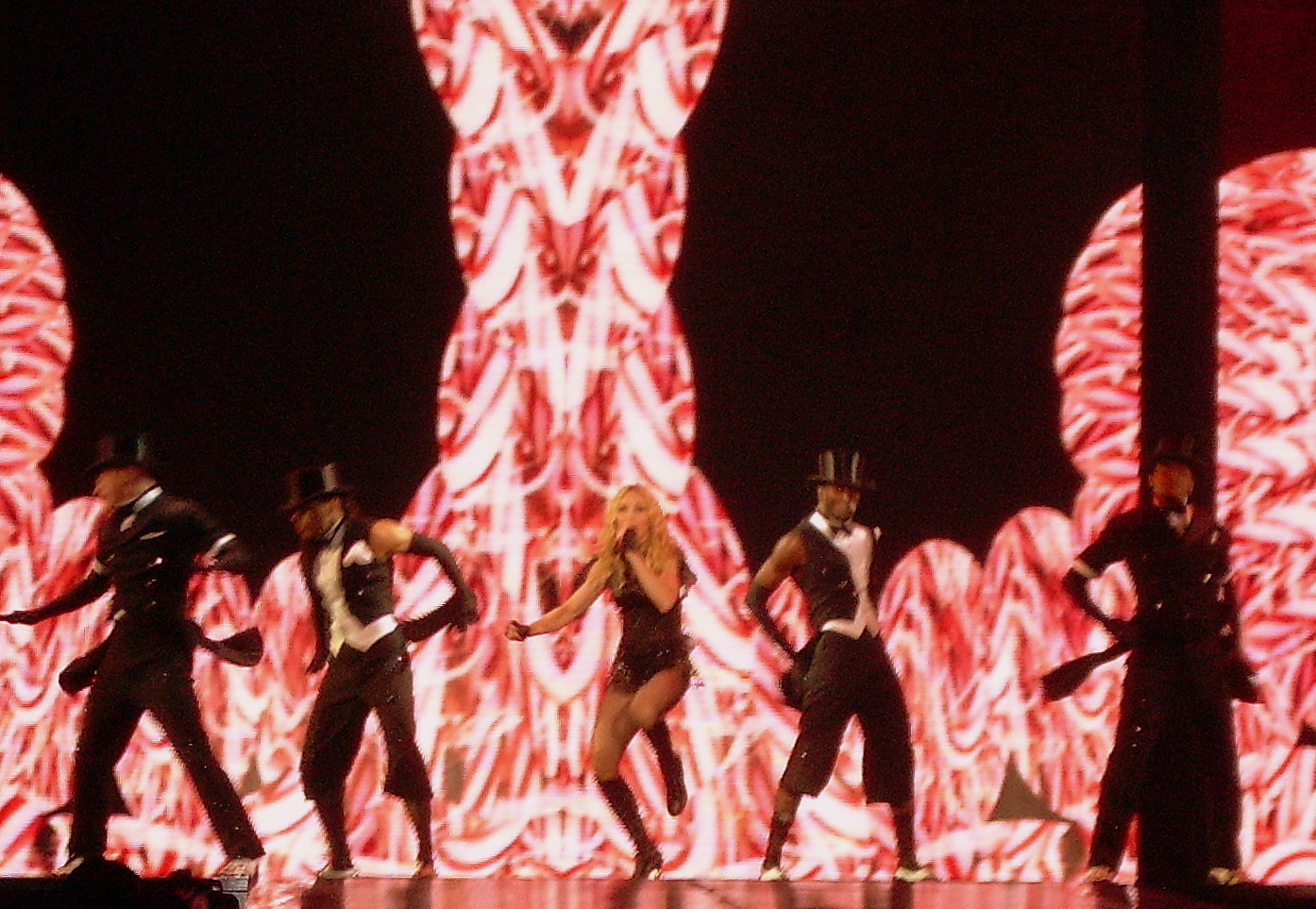
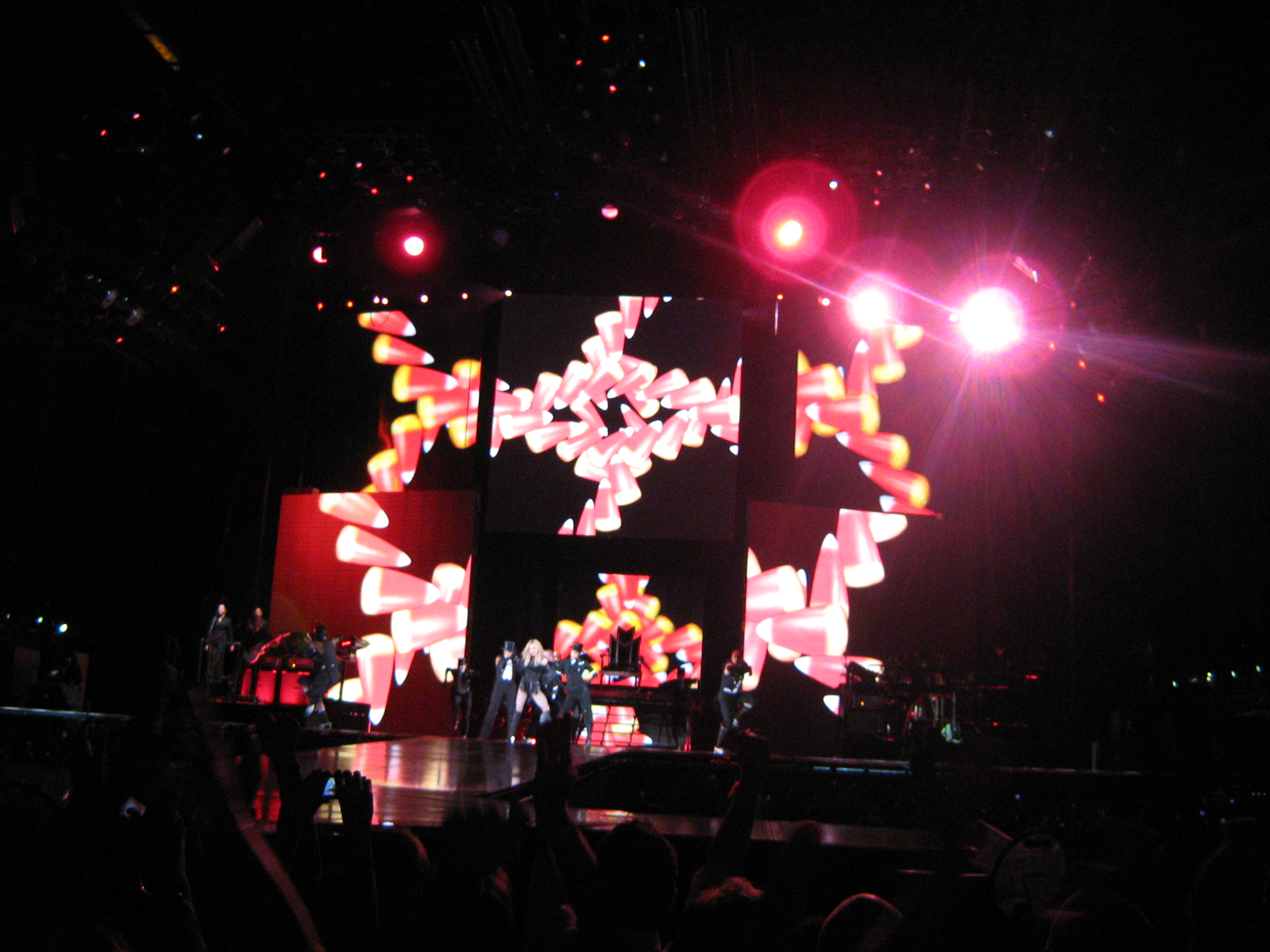
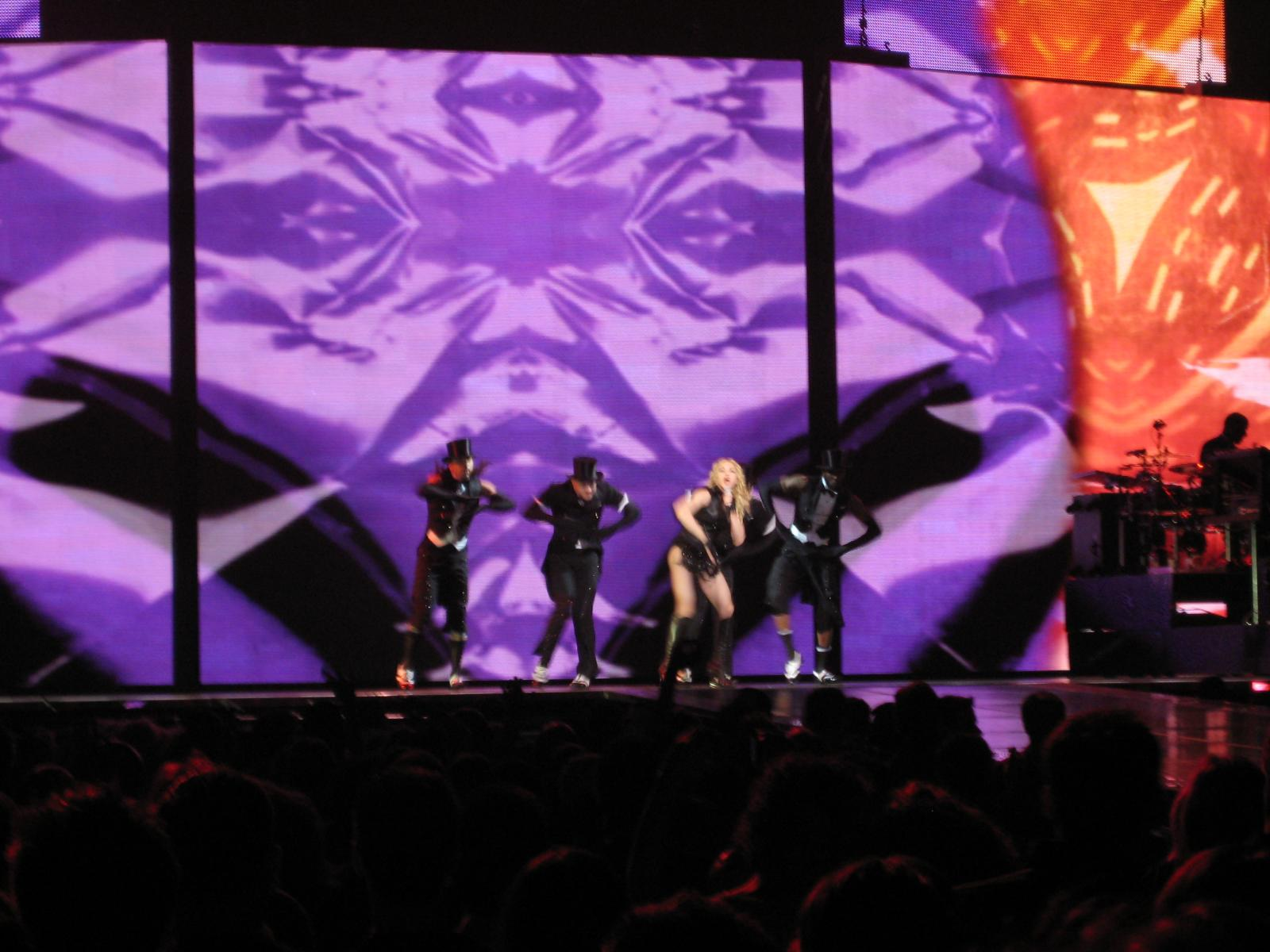
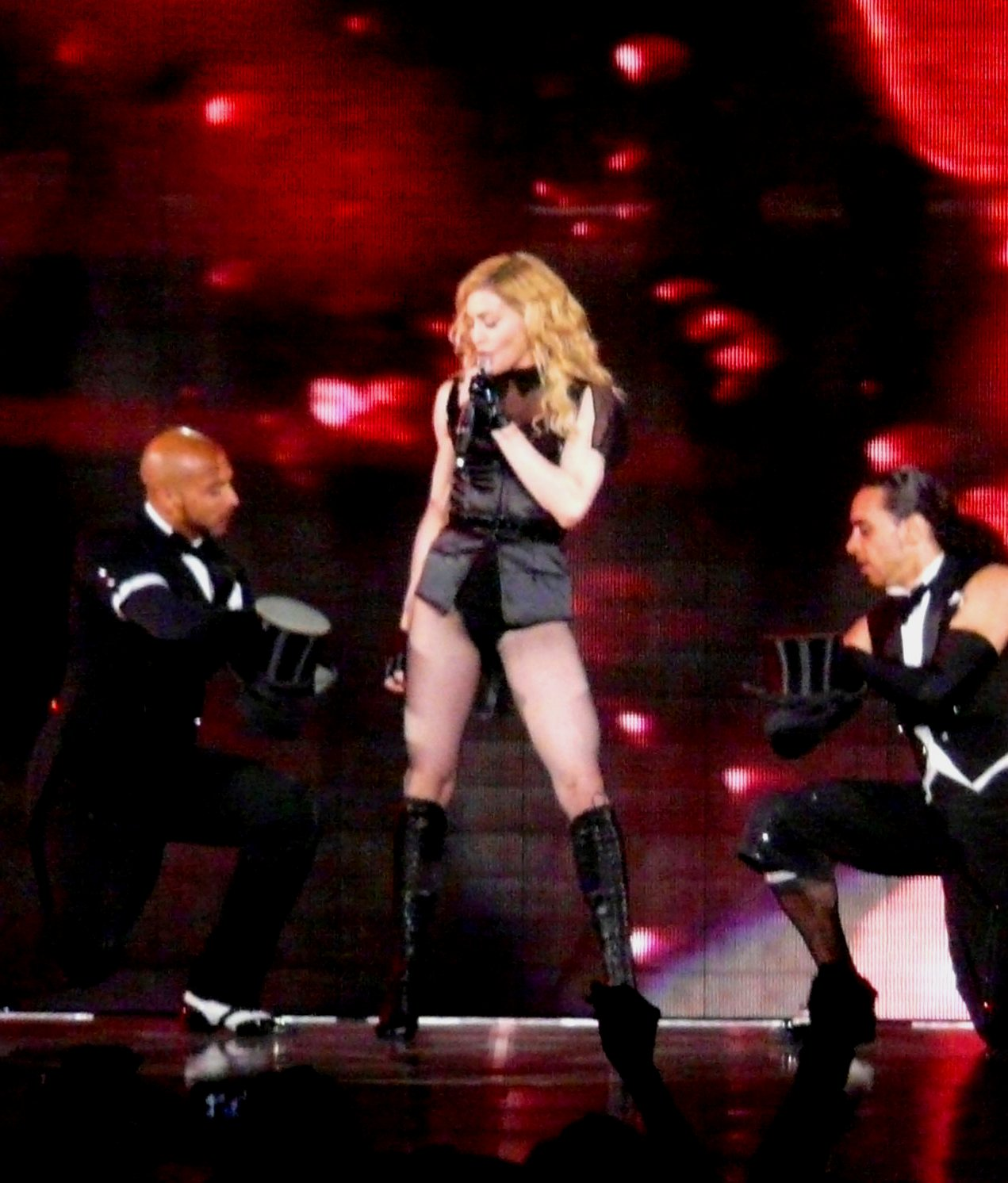
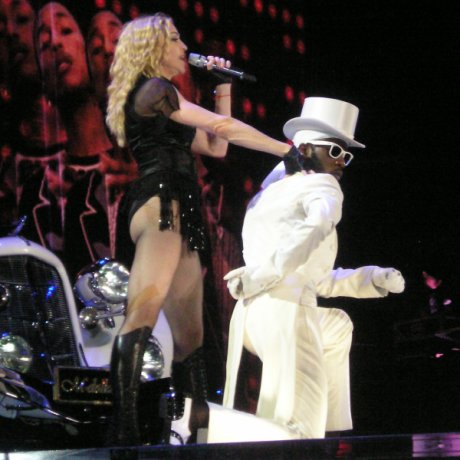
Beat Goes On
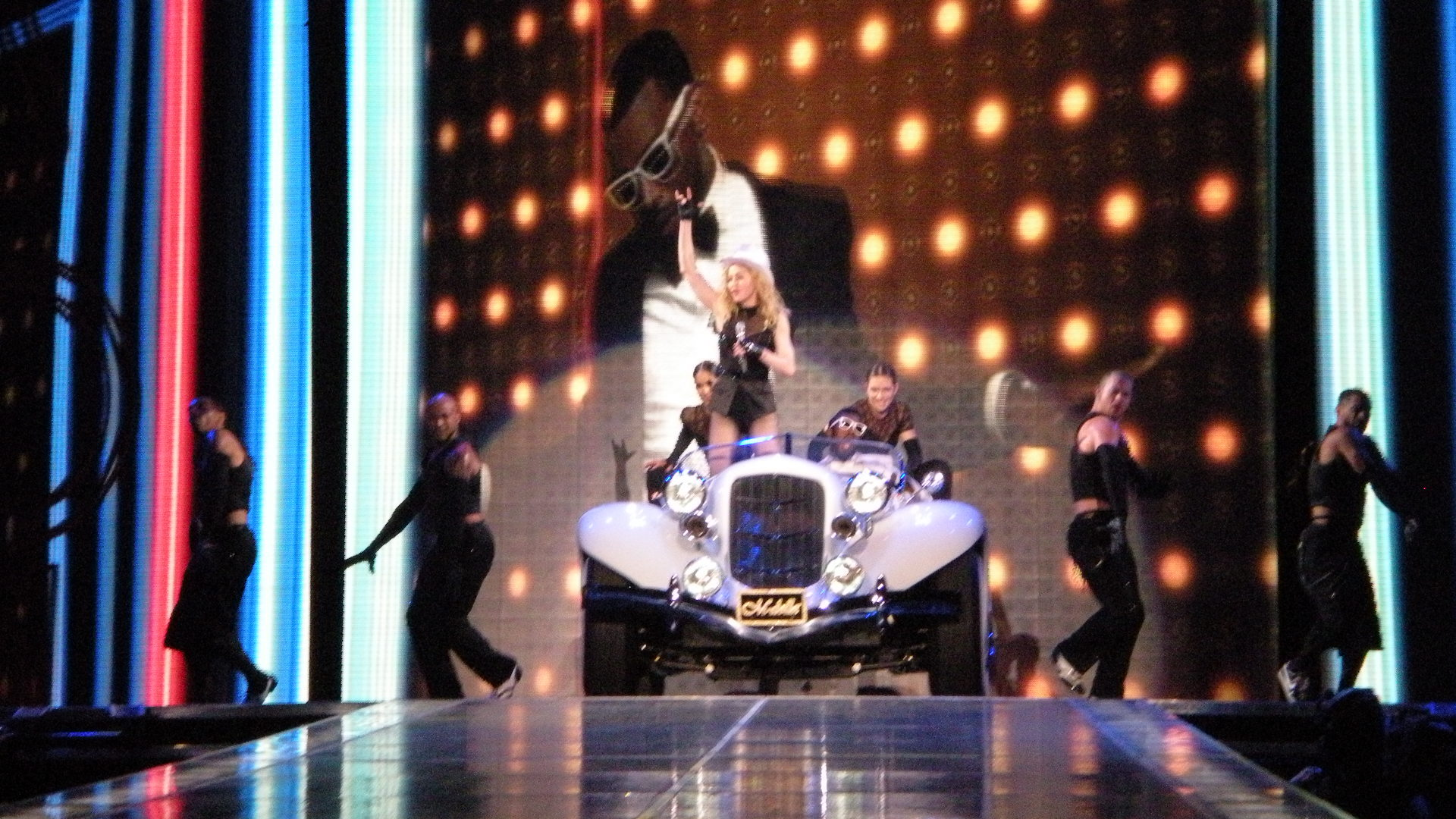
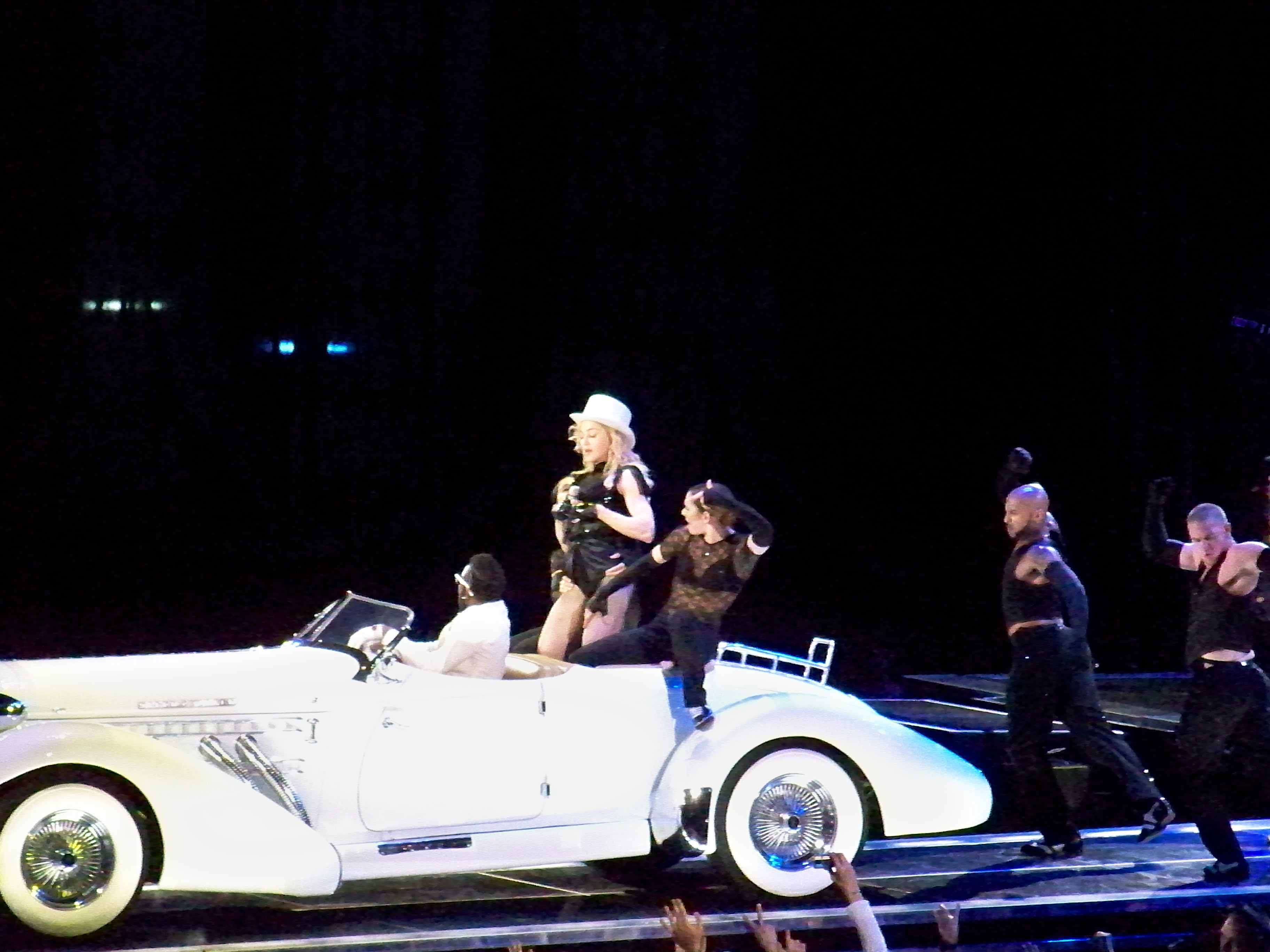
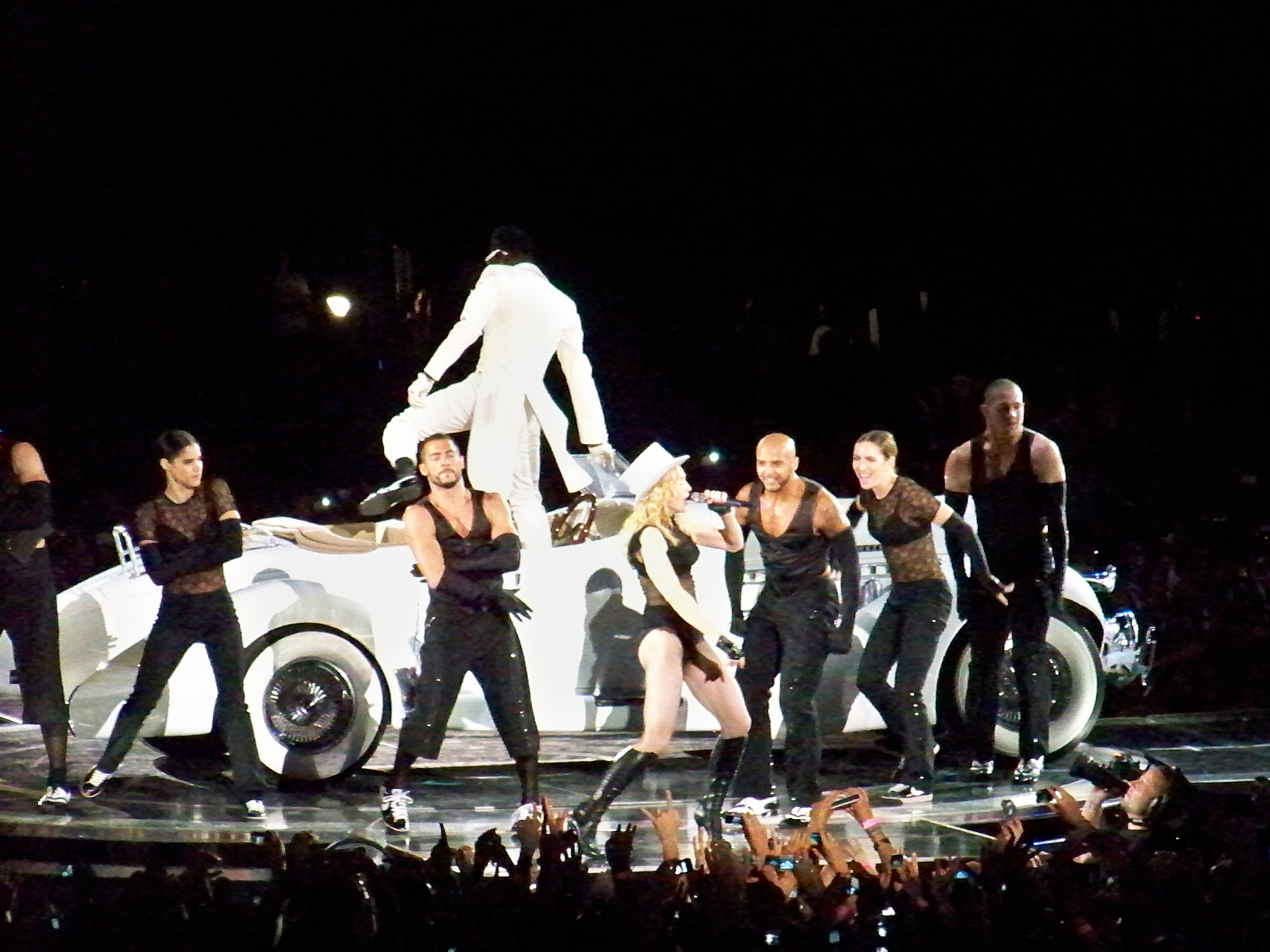
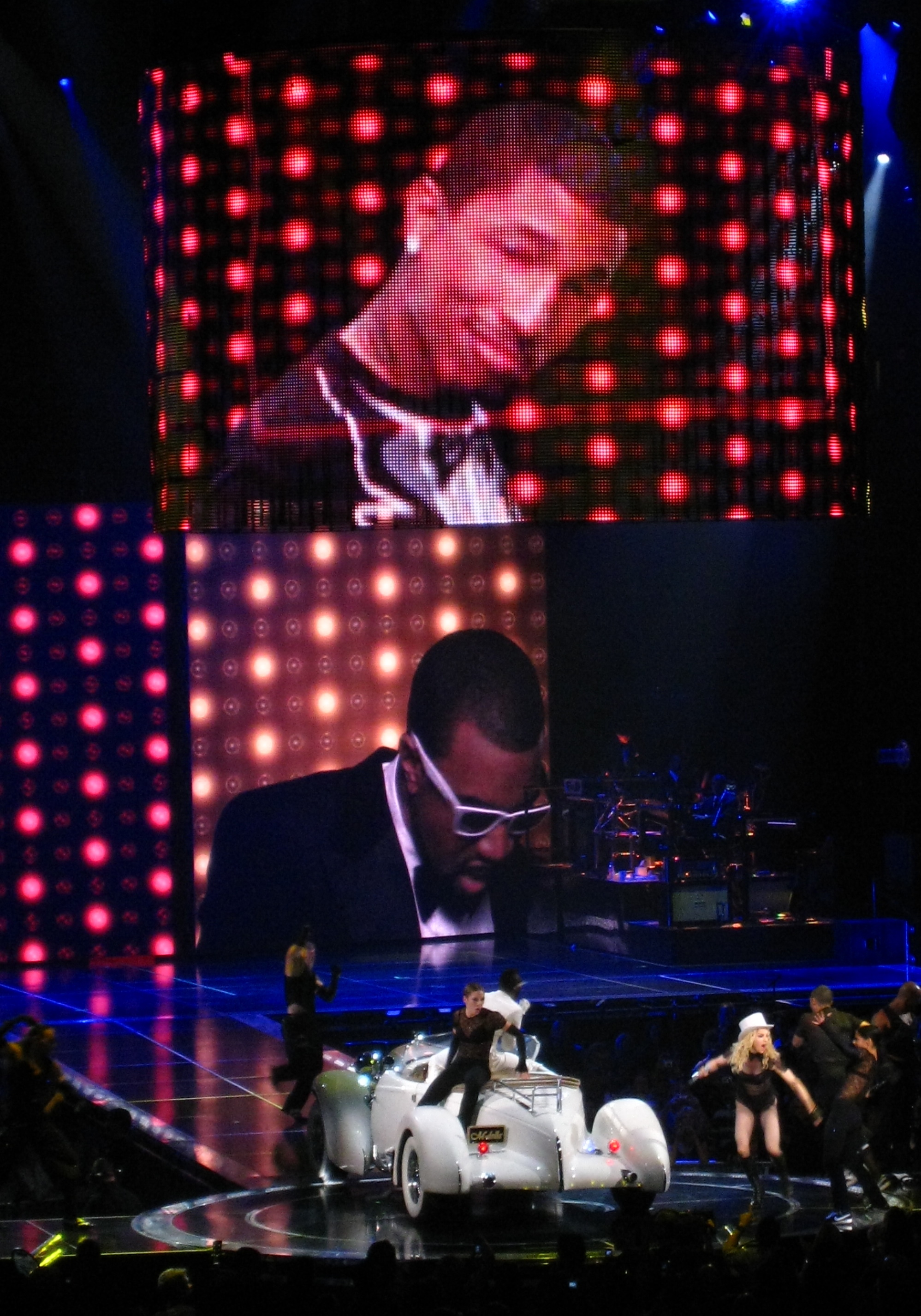
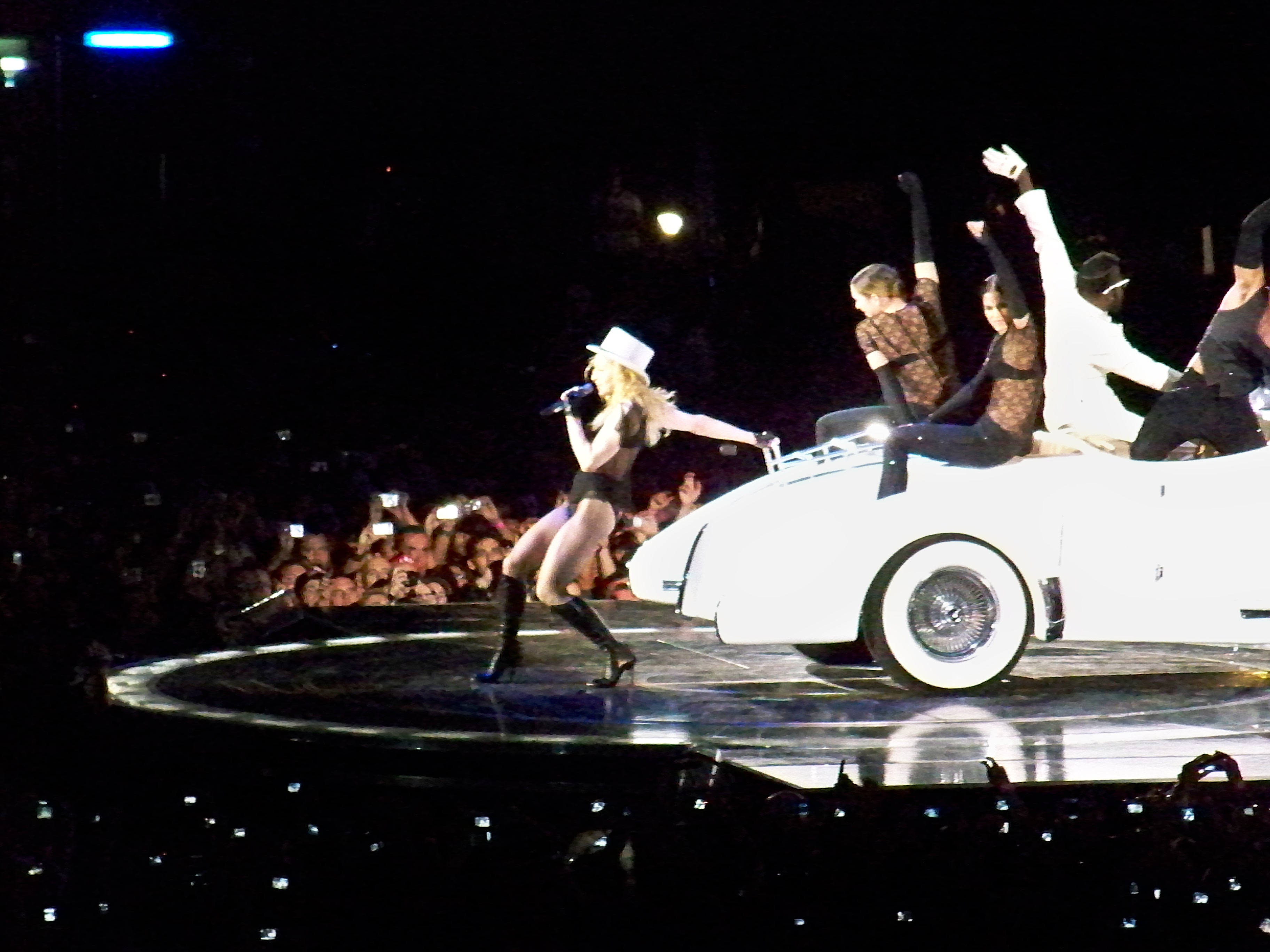
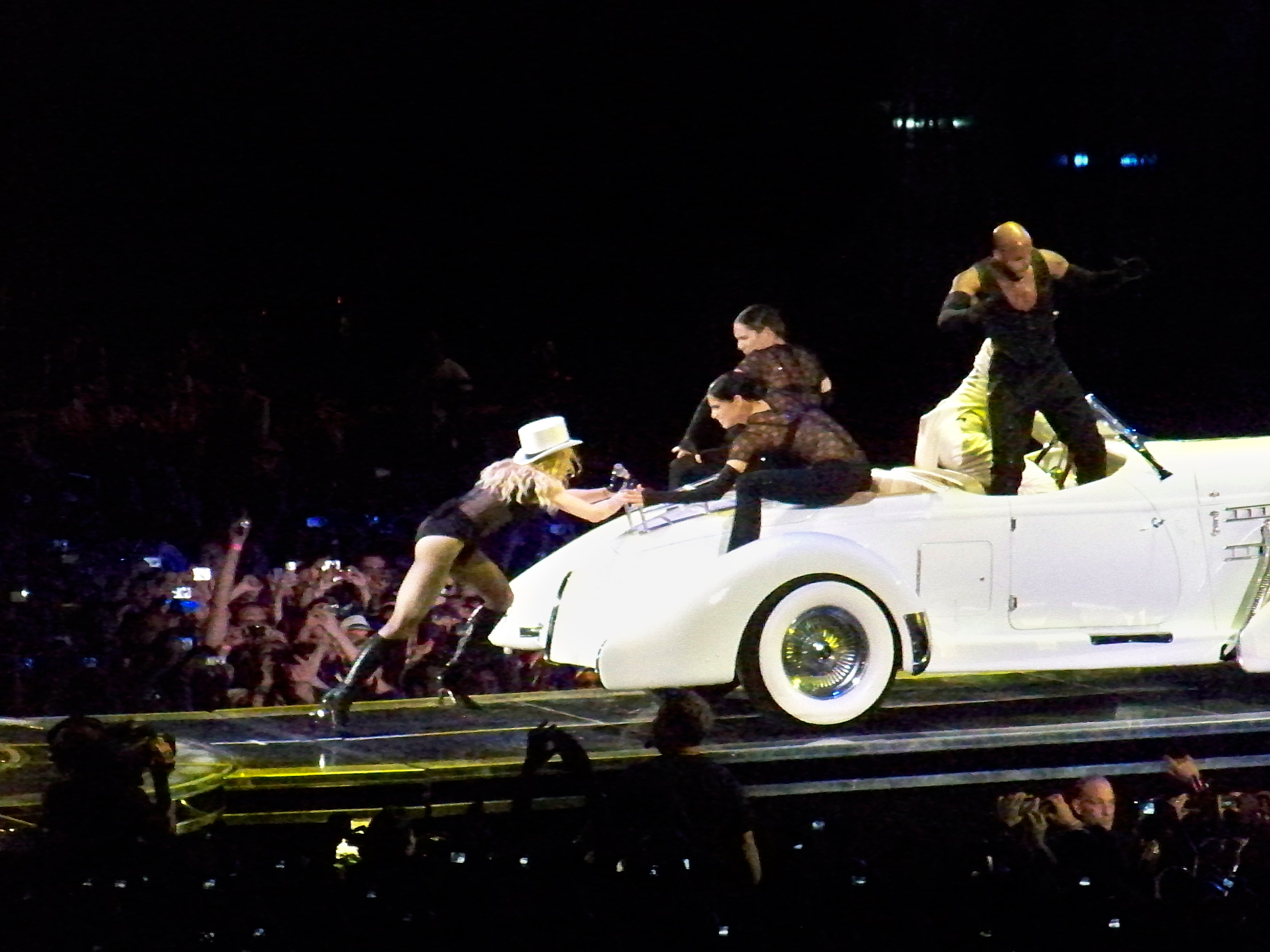
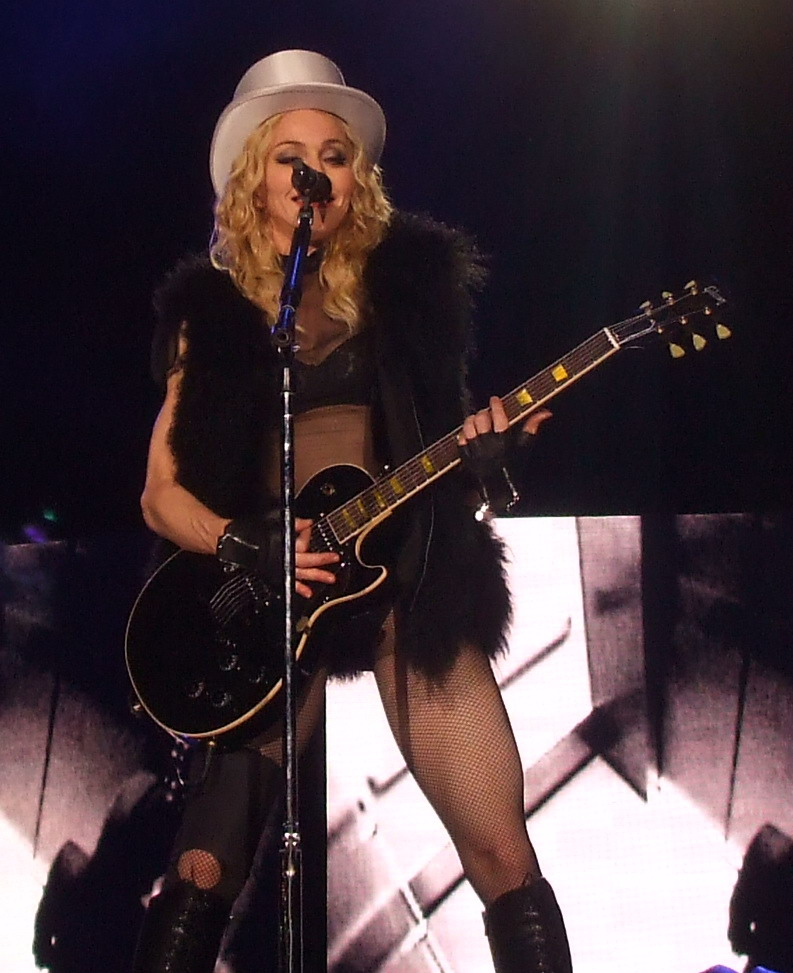
Human Nature
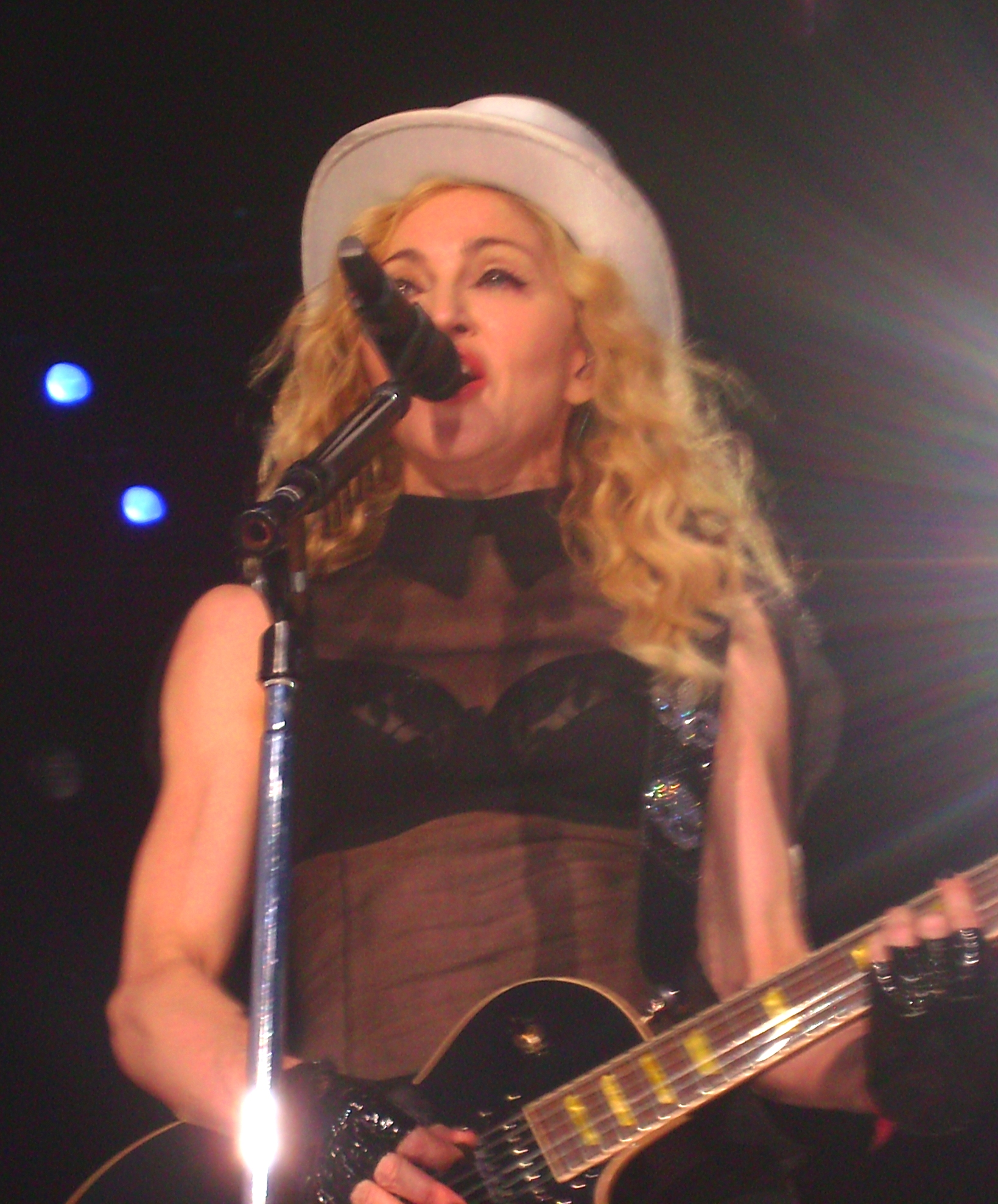
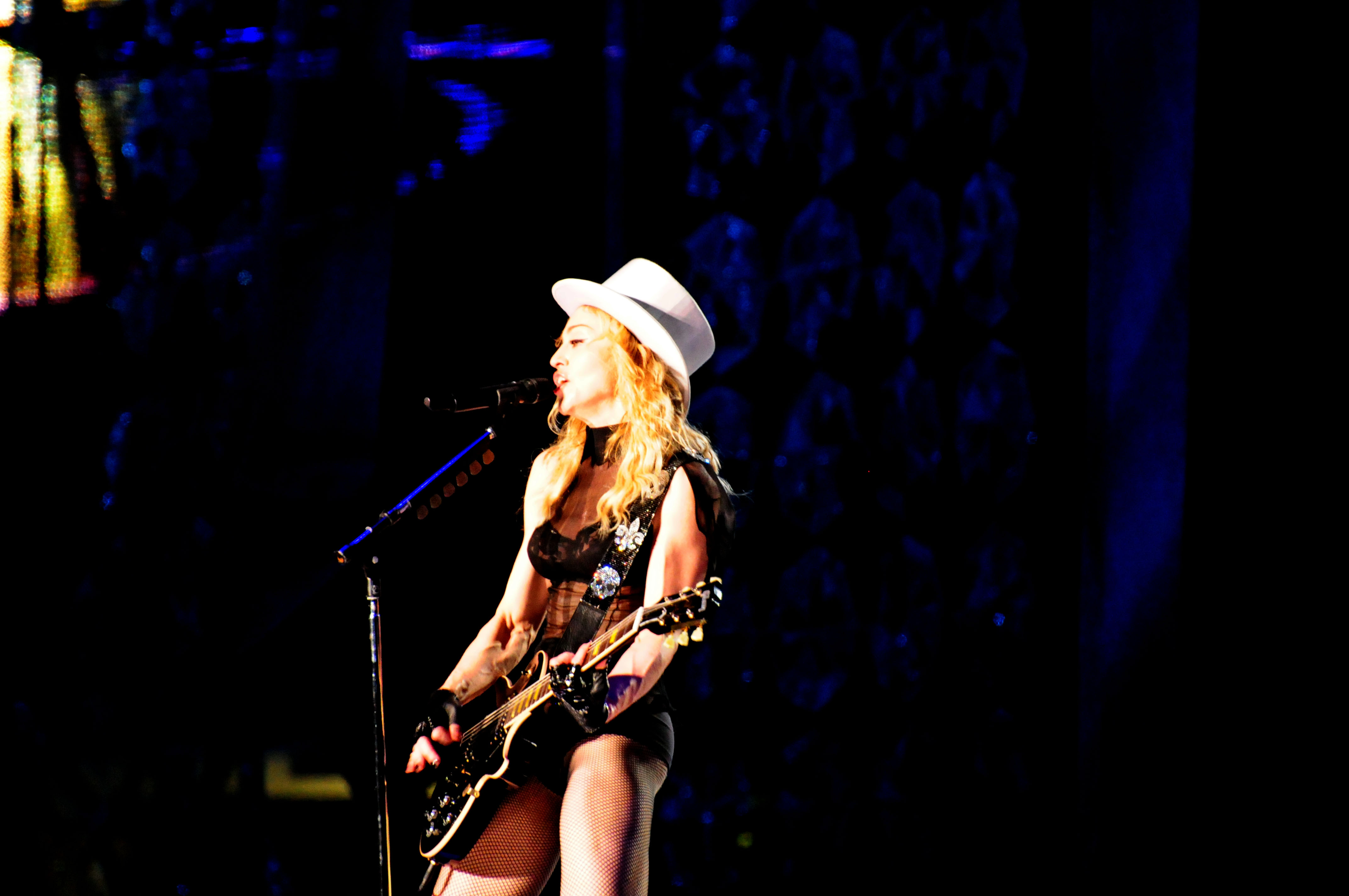
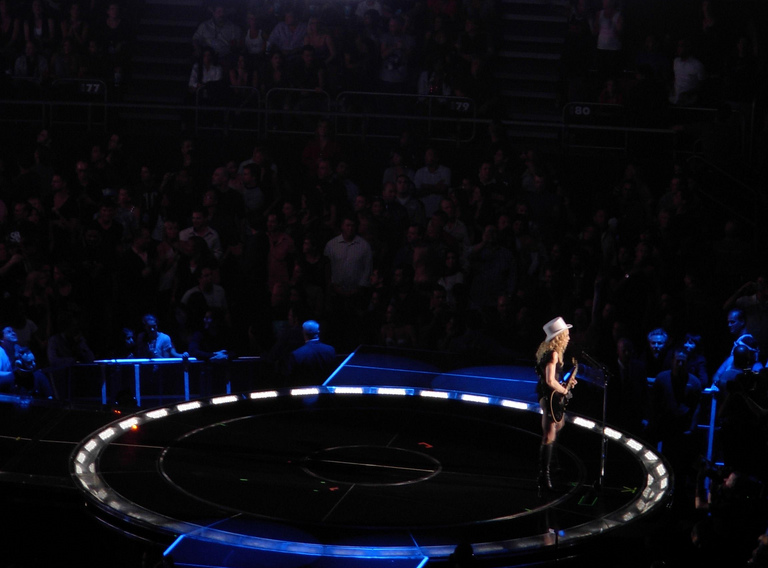
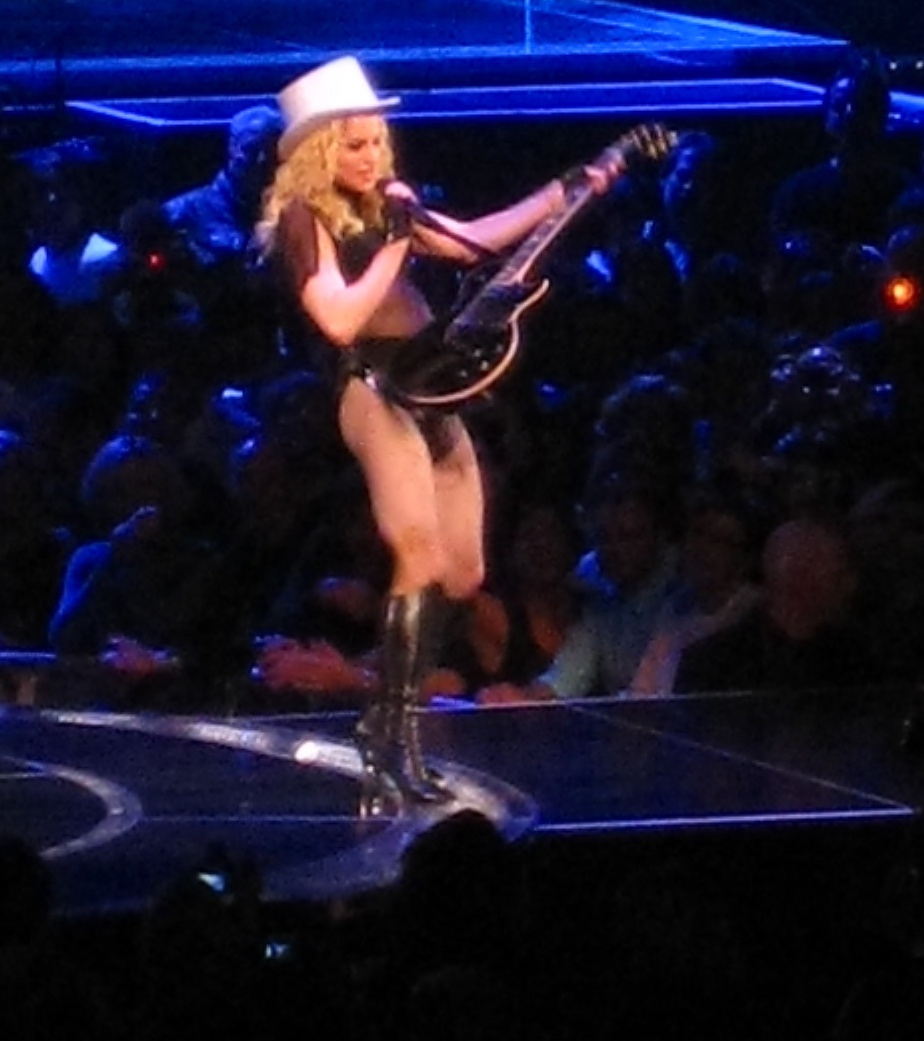
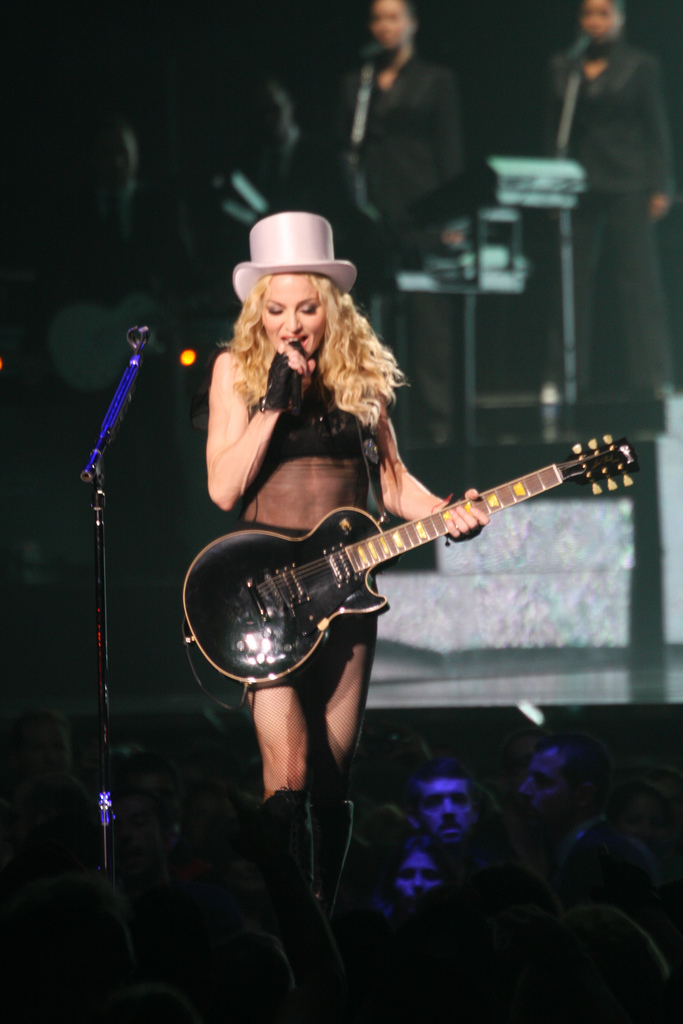
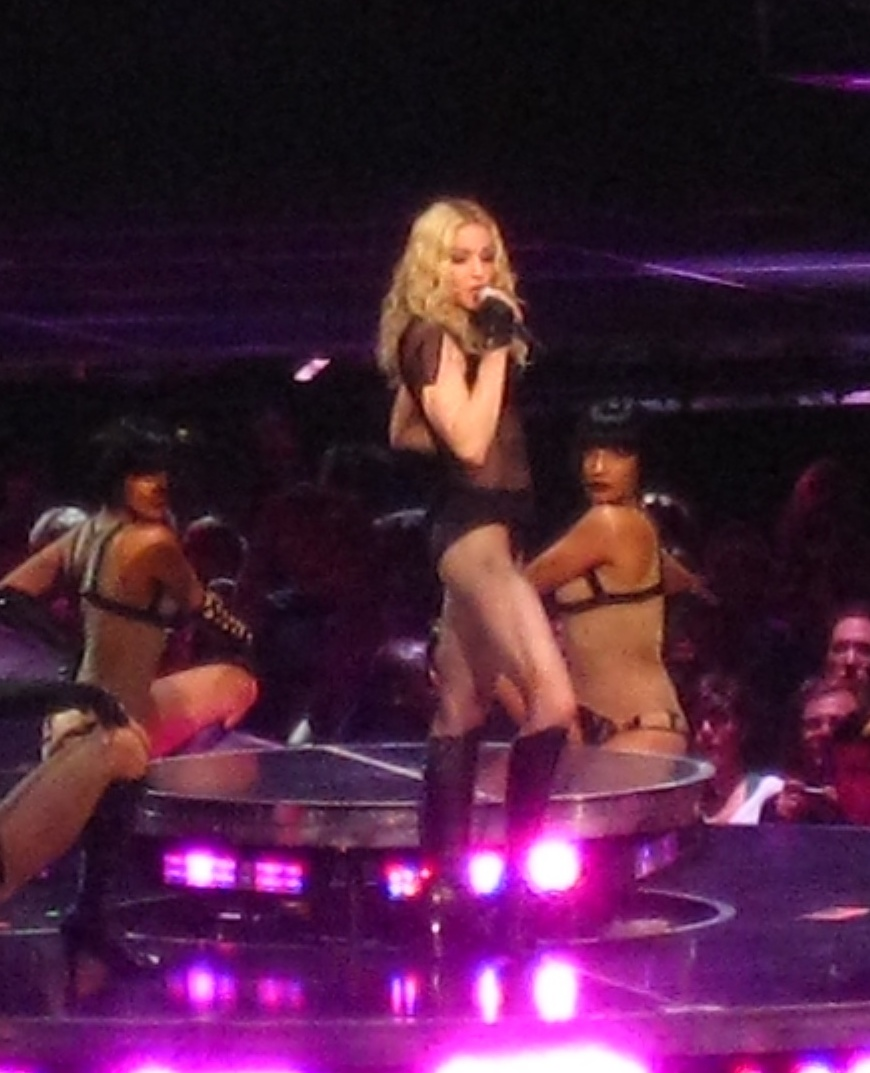
Vogue
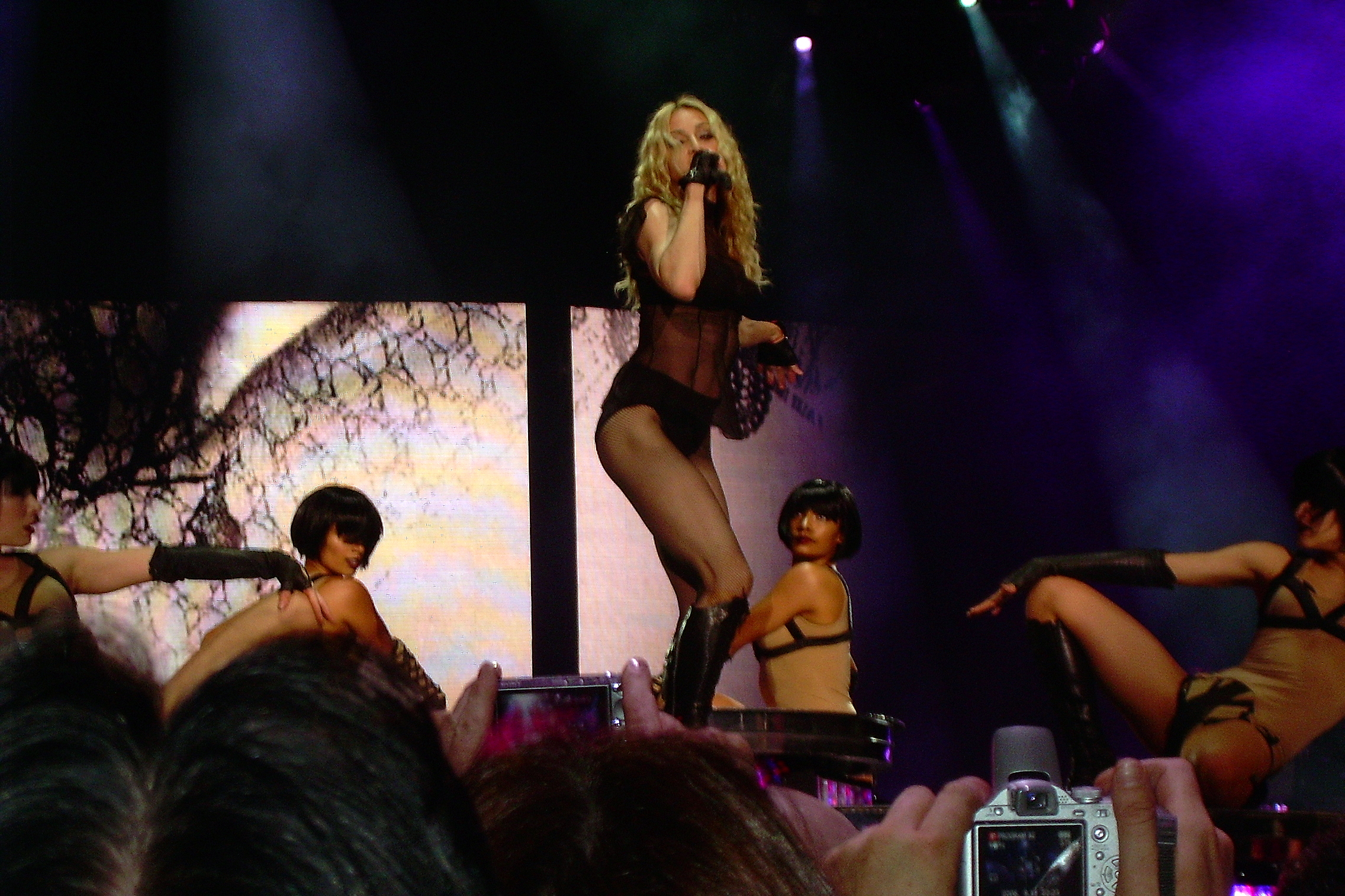
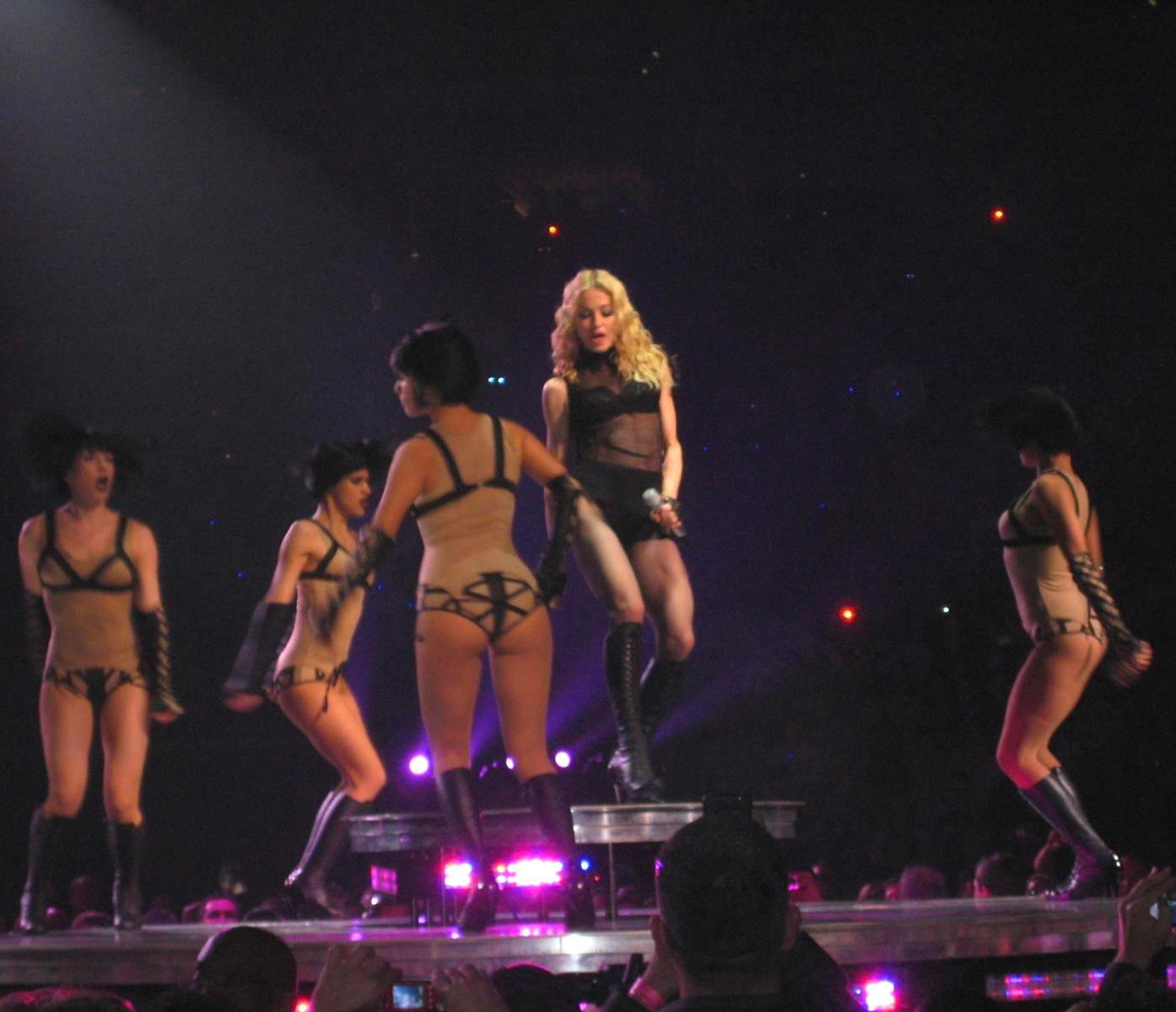
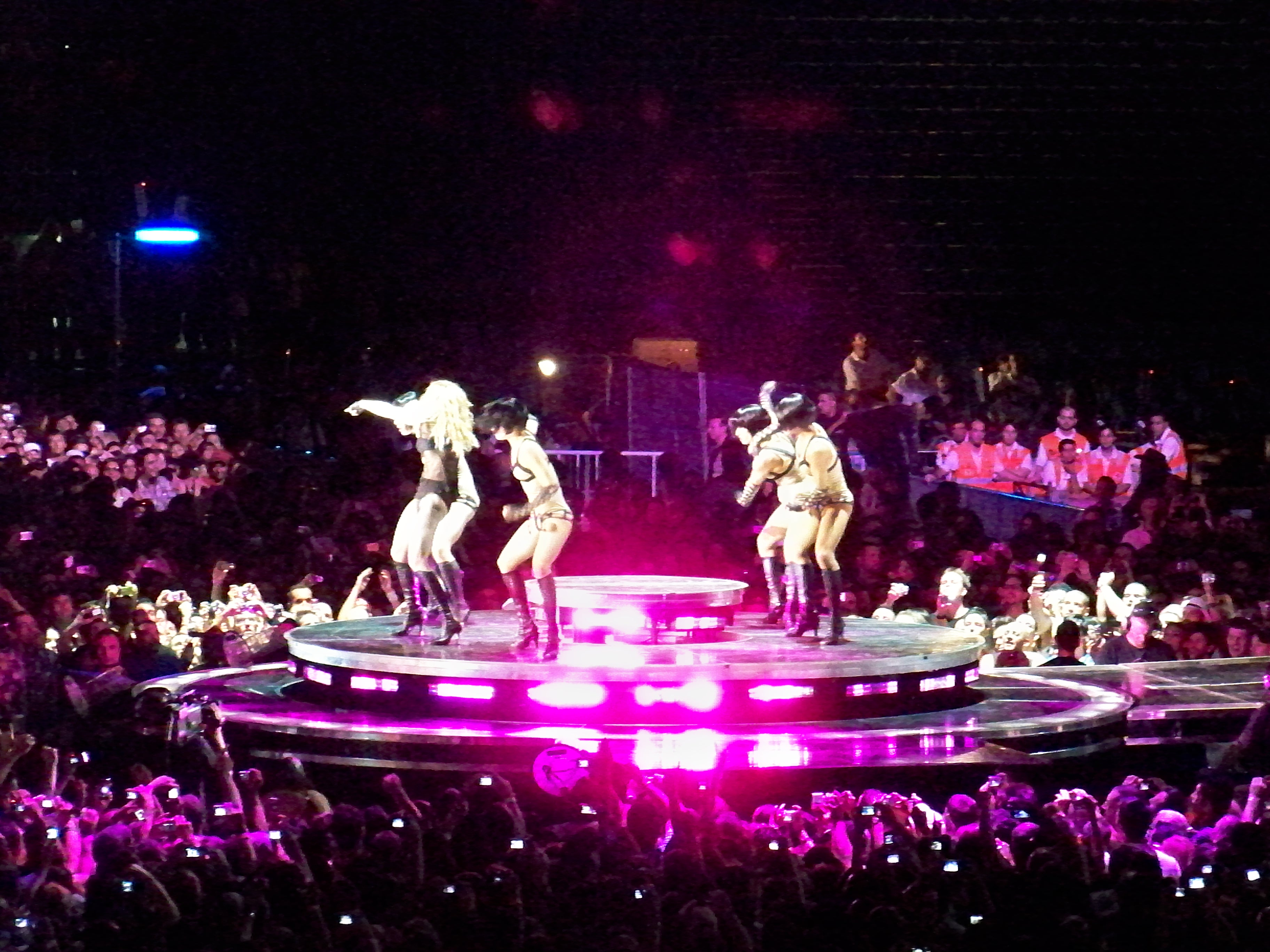
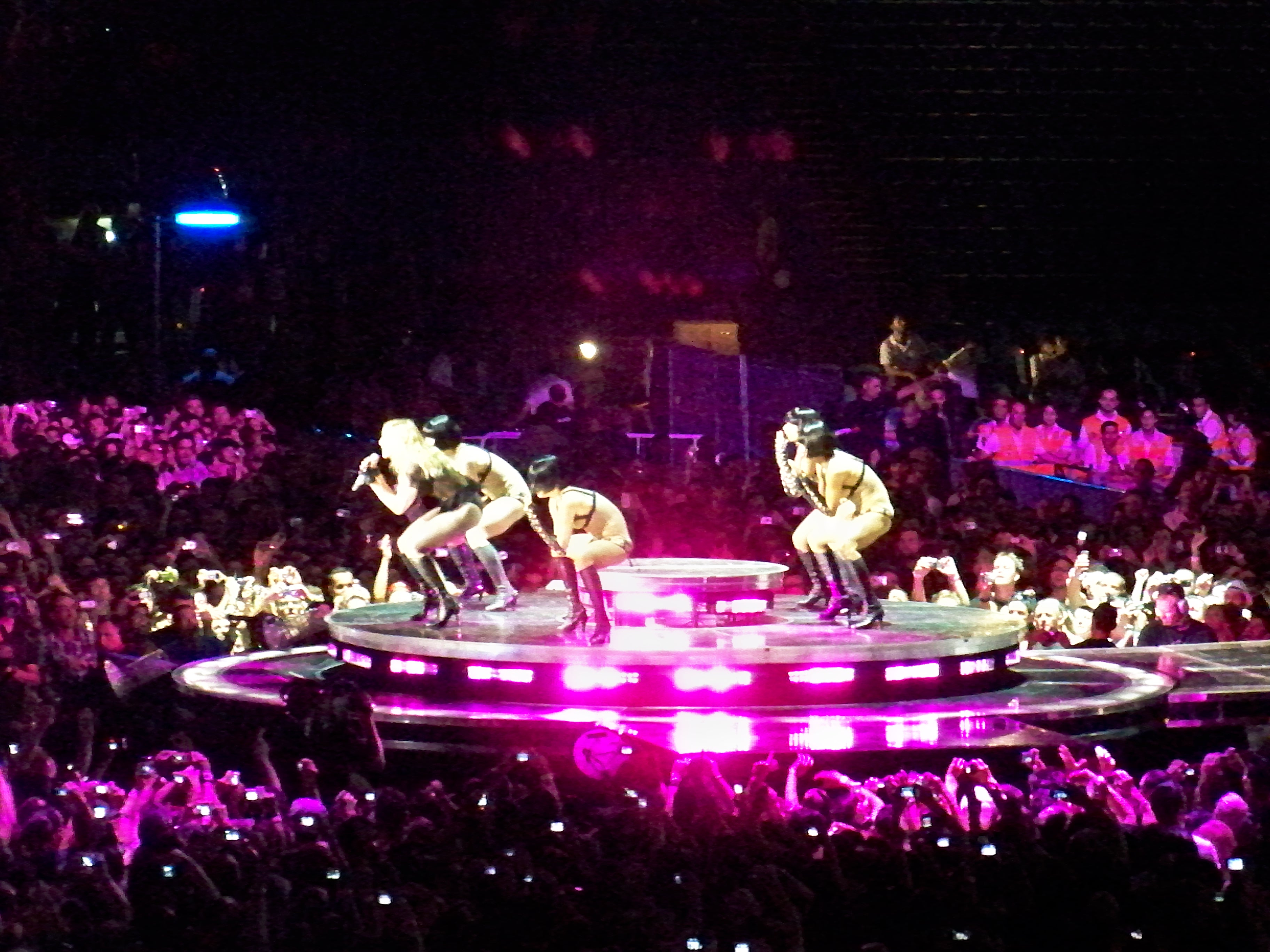
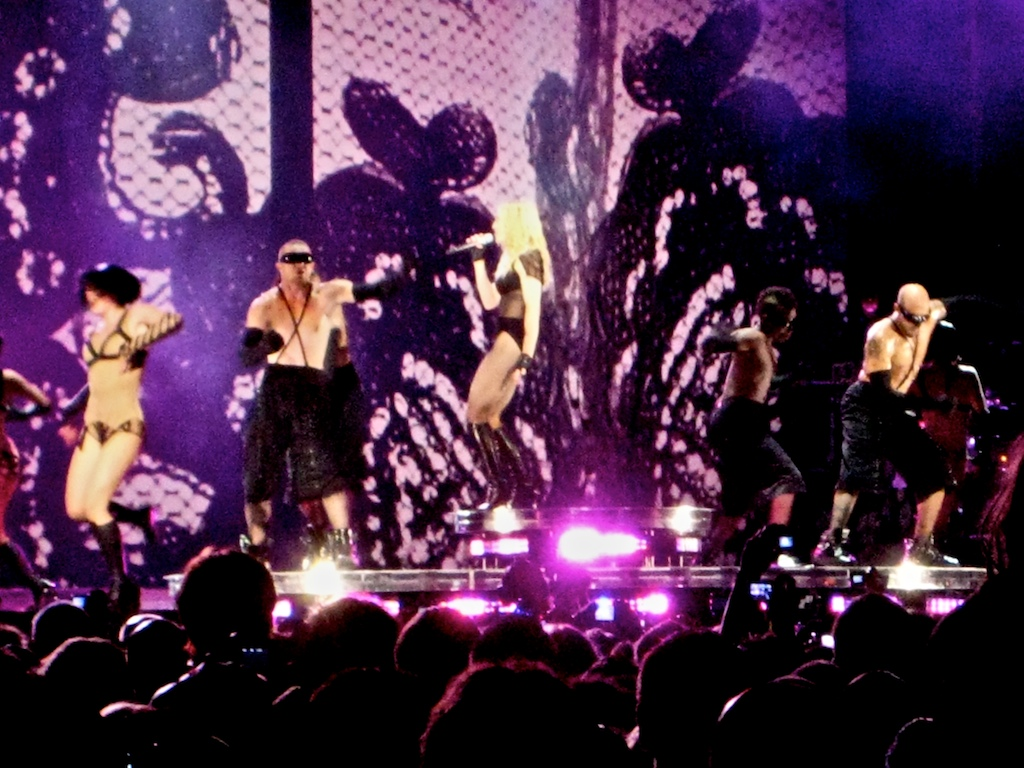
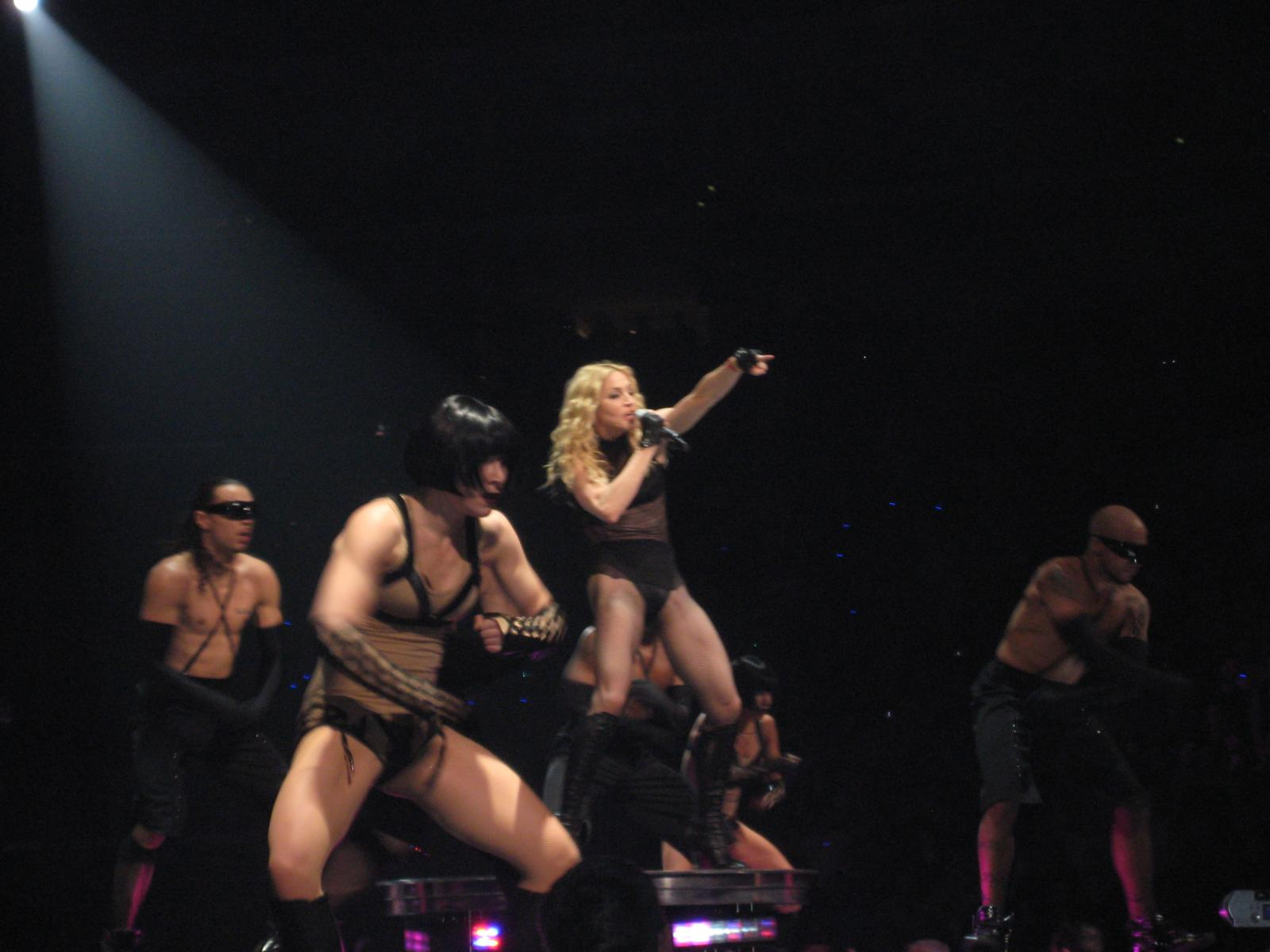
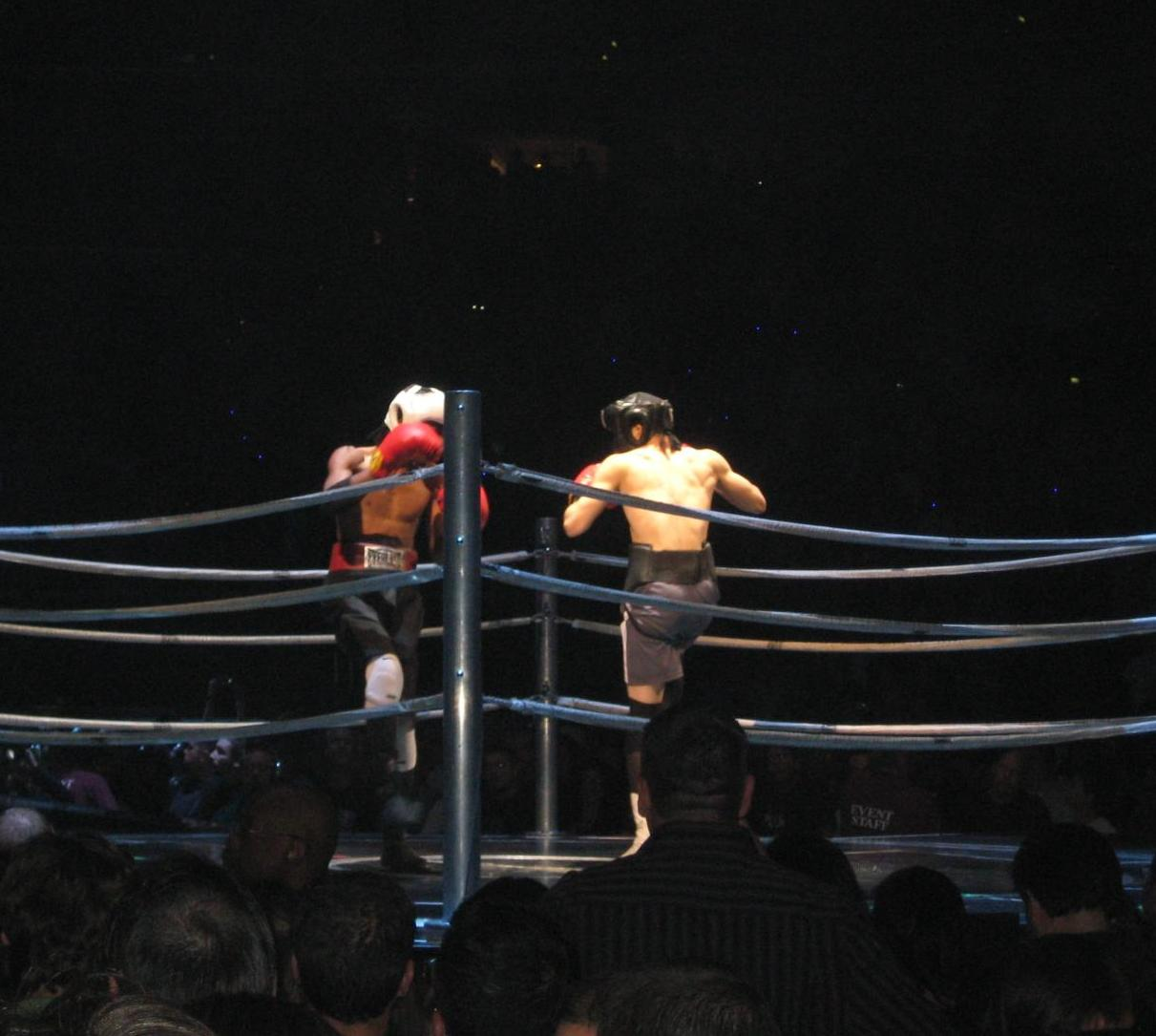
Die Another Day (Remix)
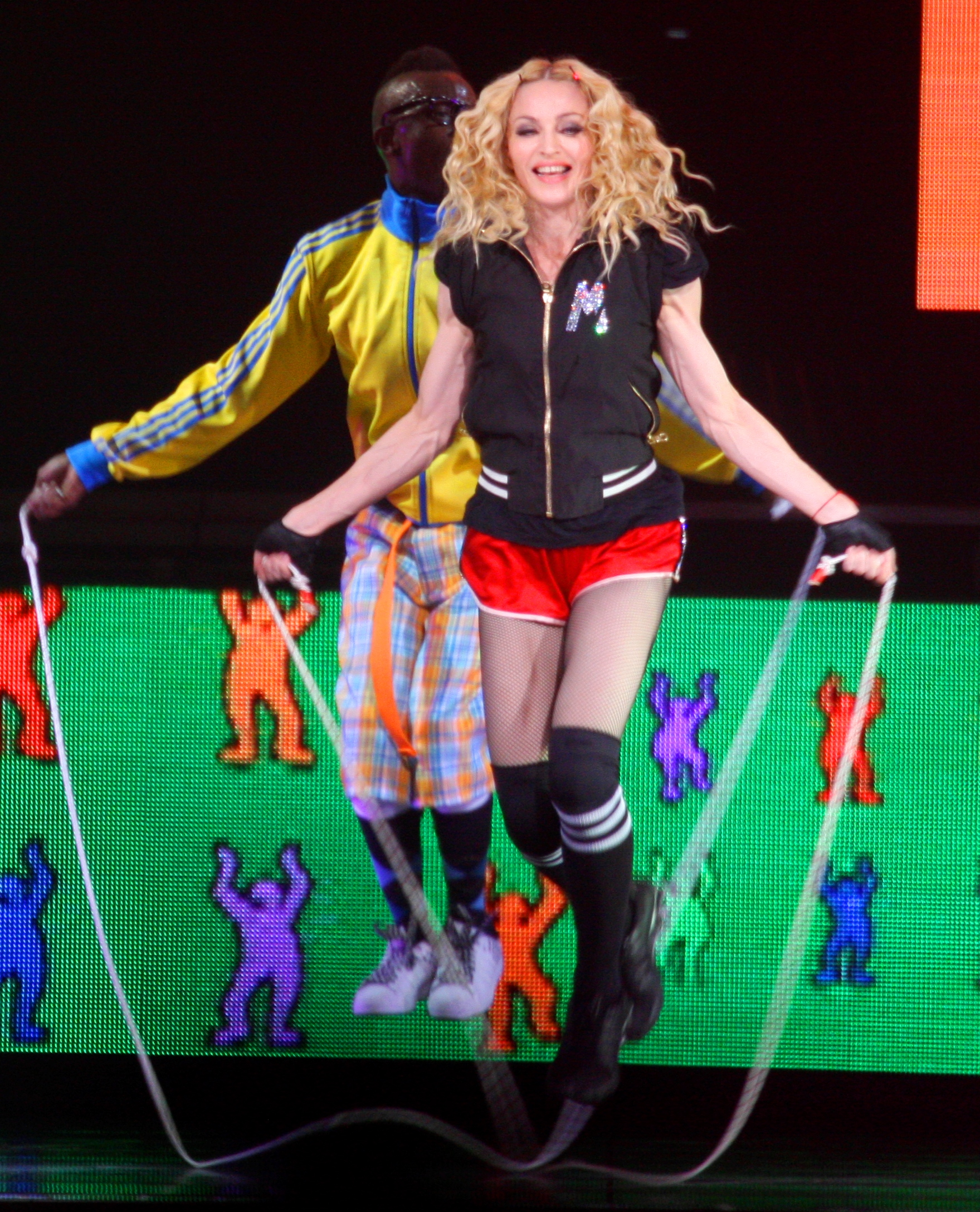
Into the Groove
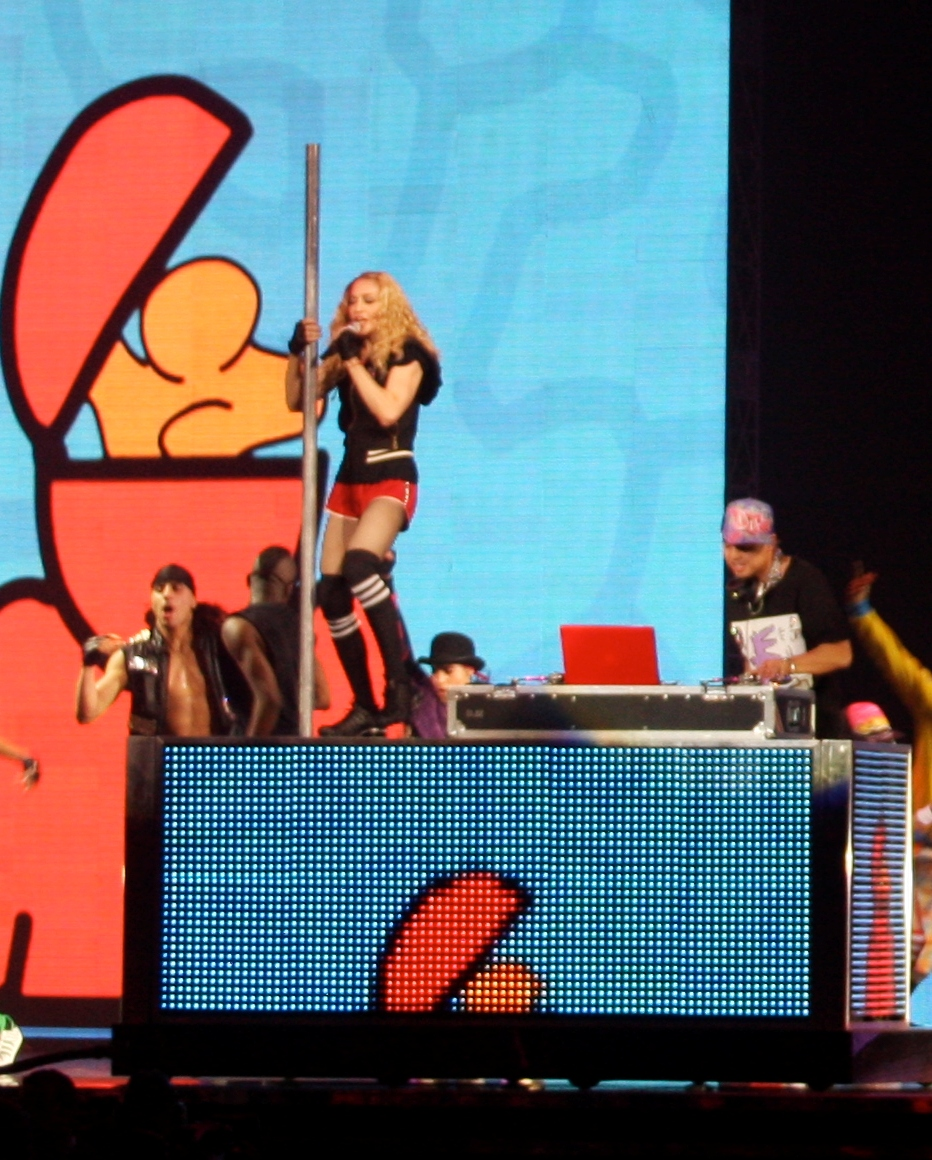
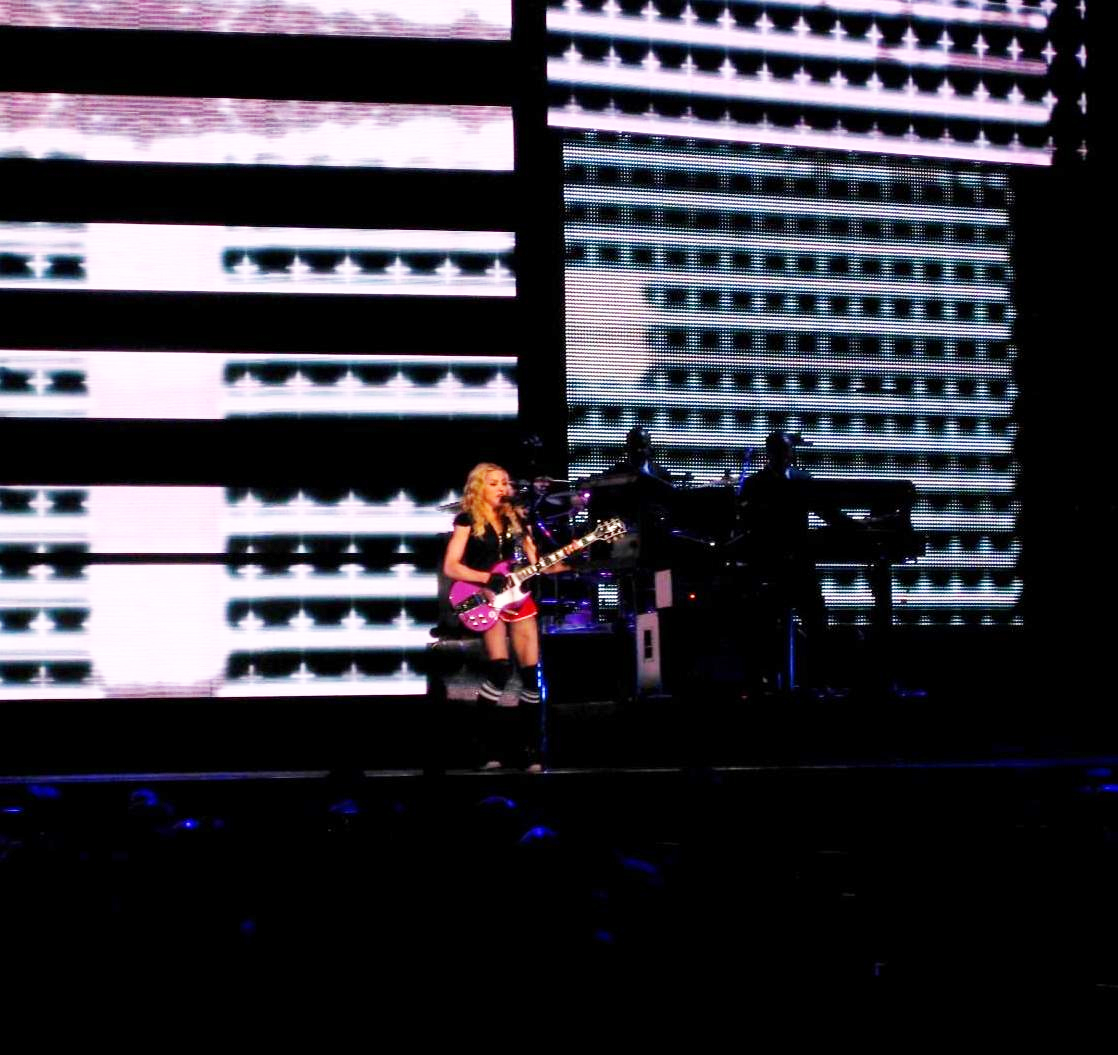
Borderline
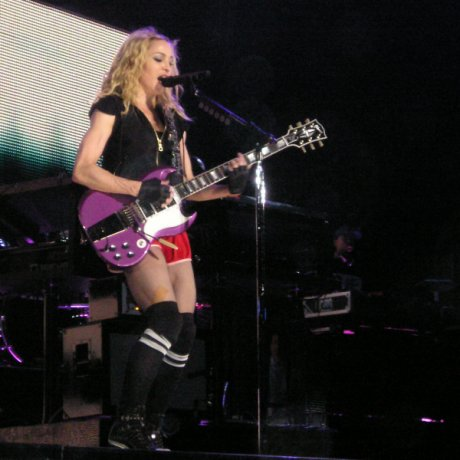
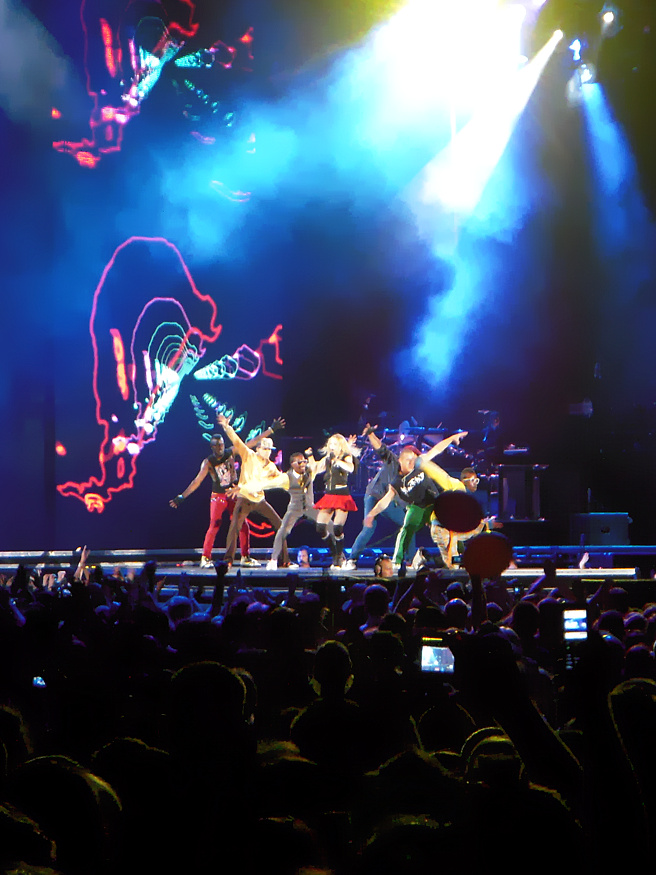
Holiday
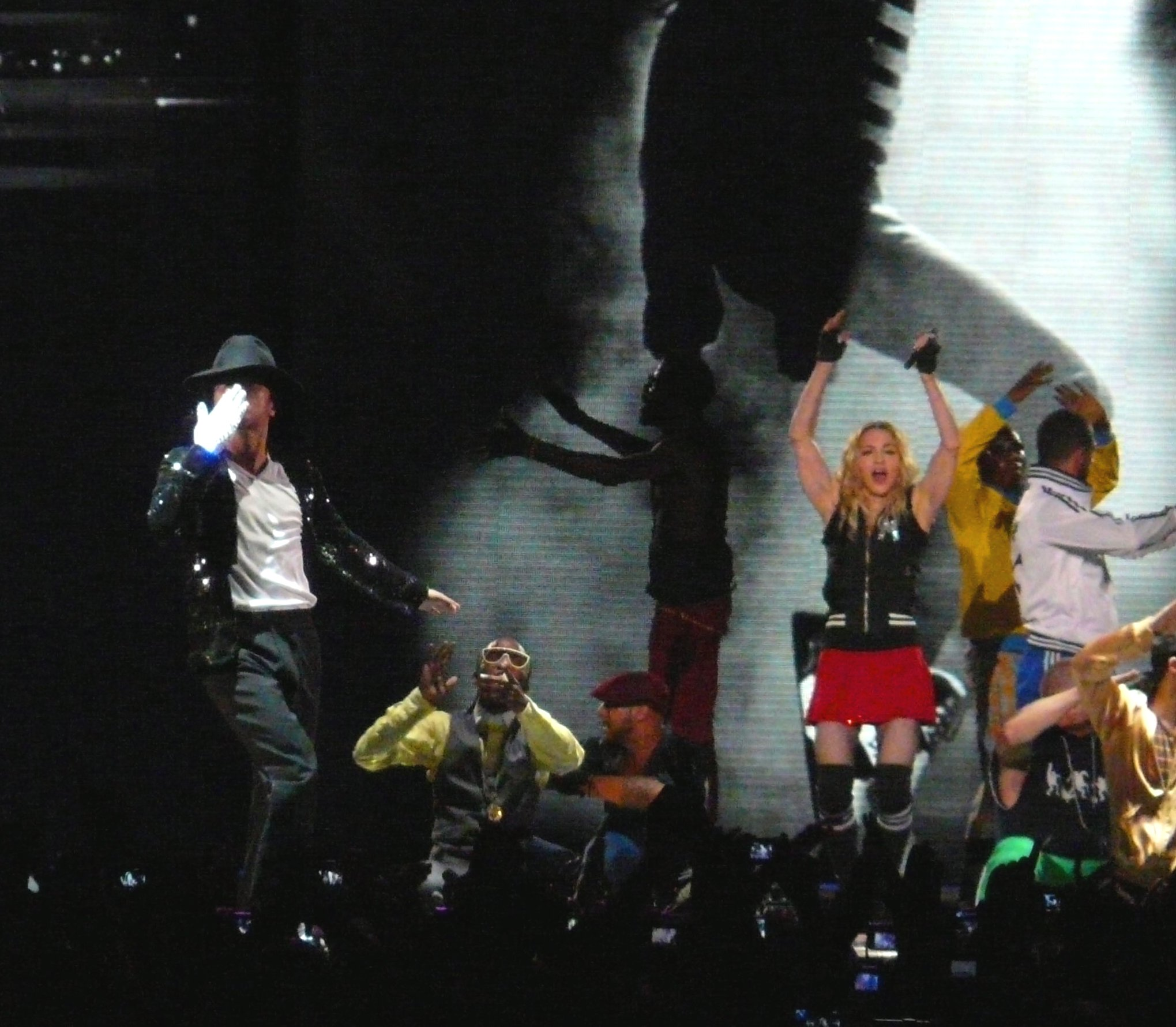
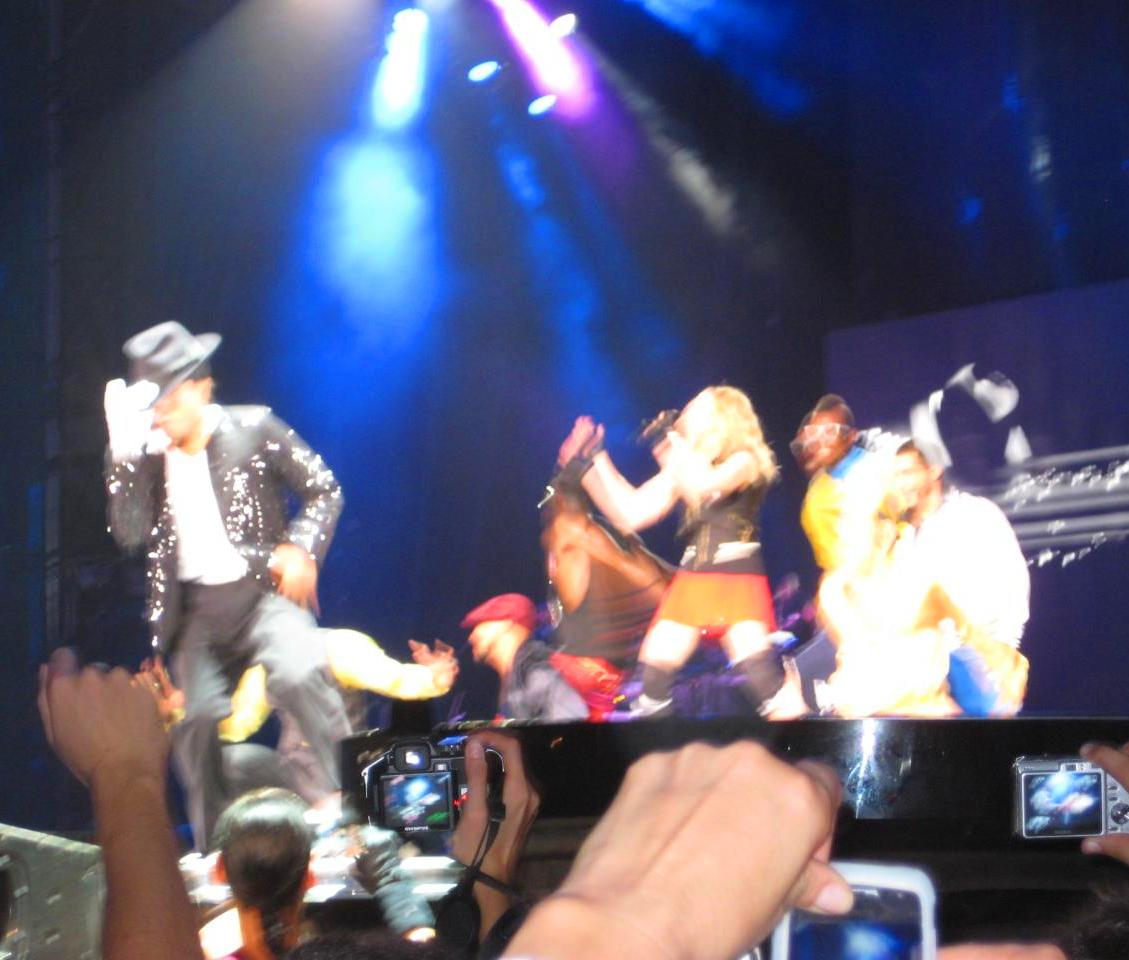
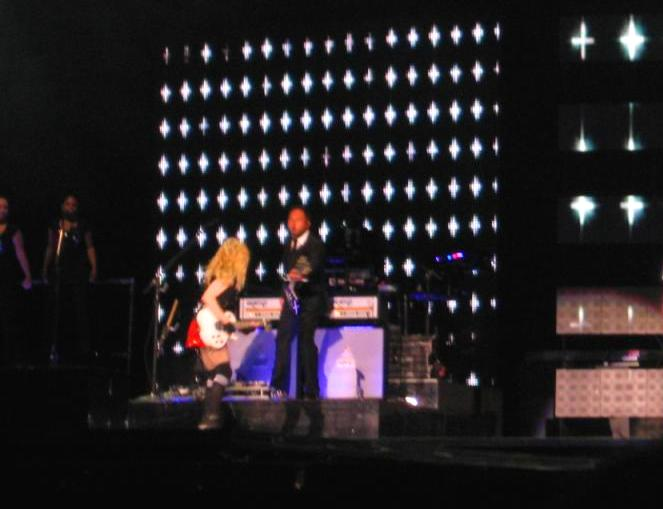
Dress You Up
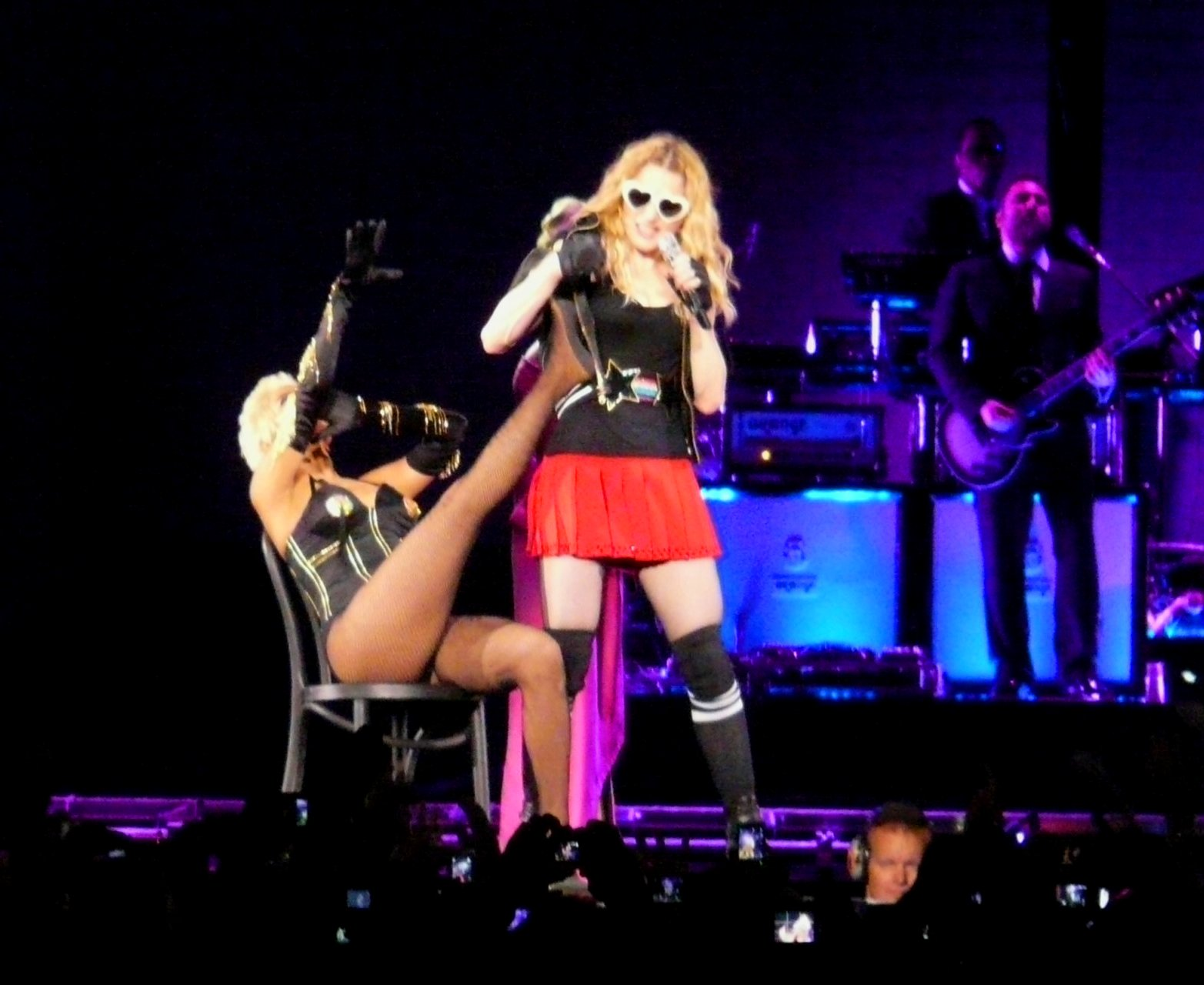
She's Not Me
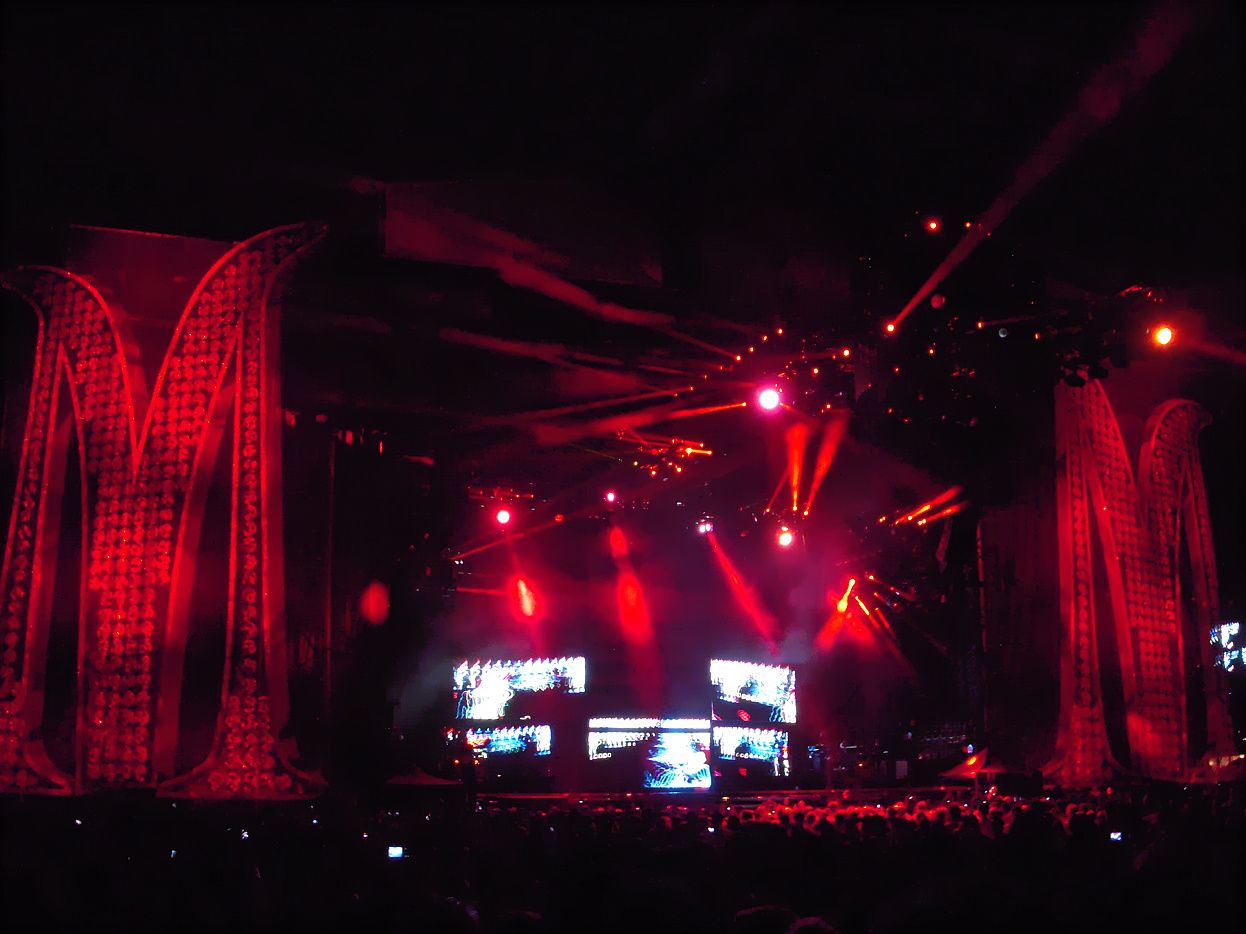
Music
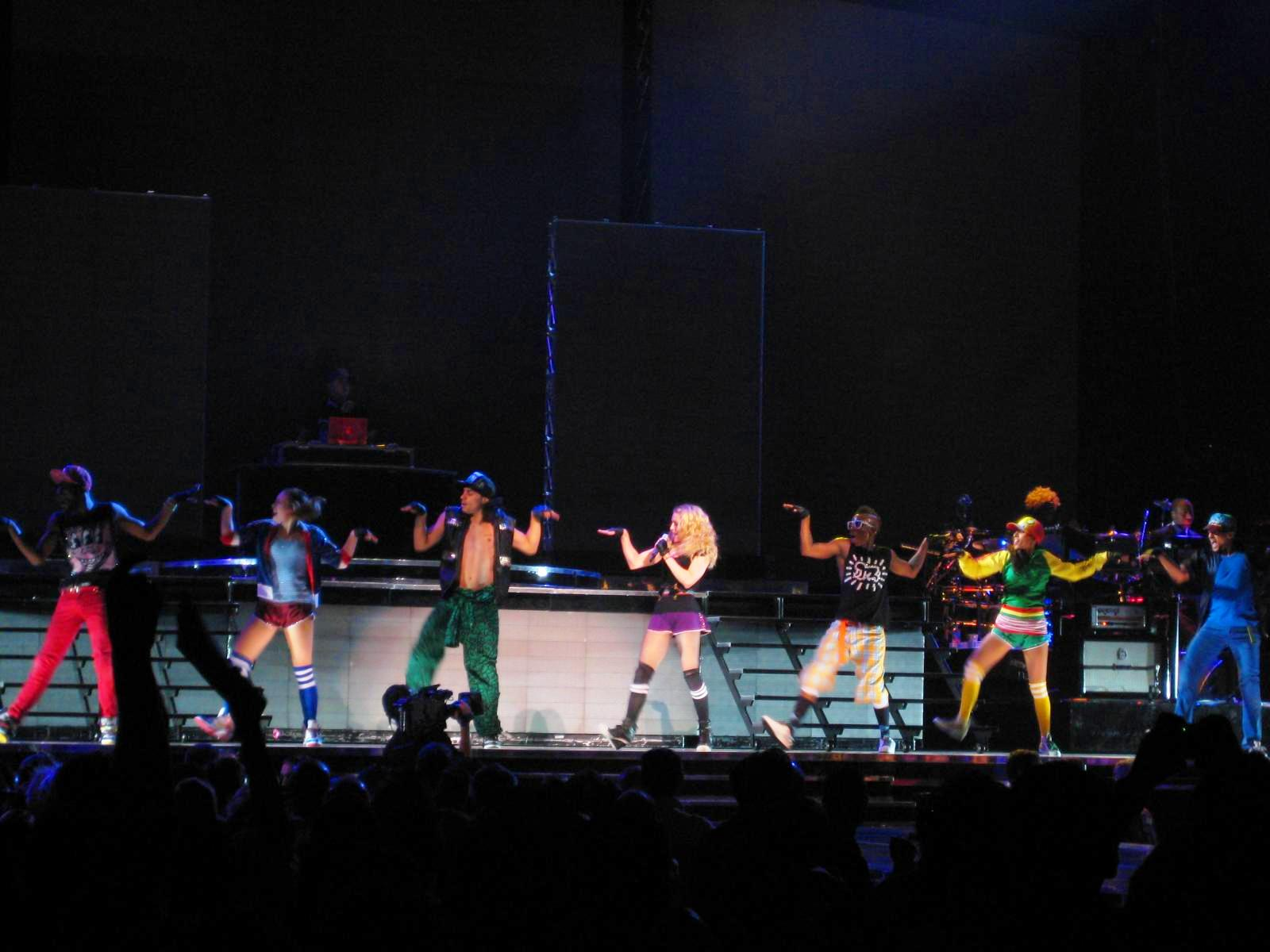
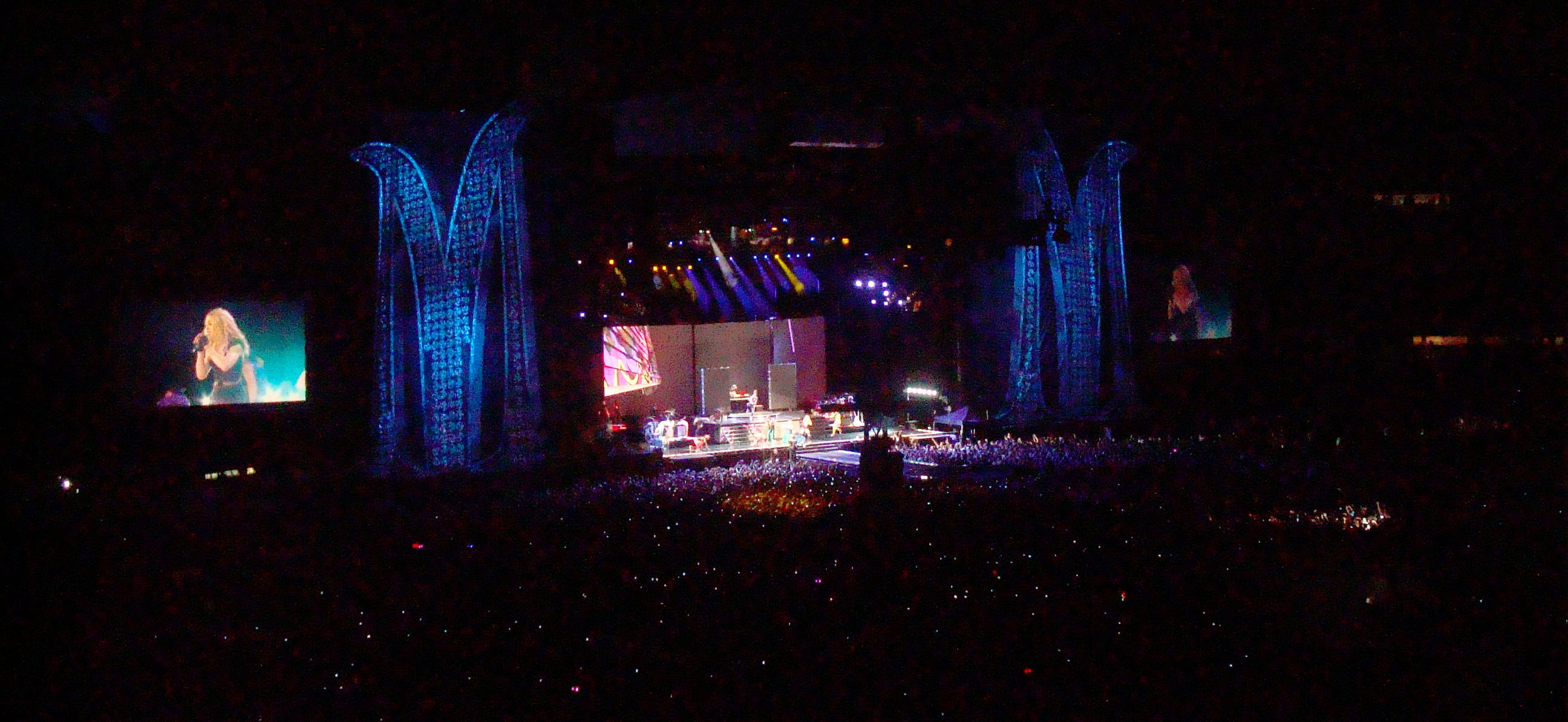
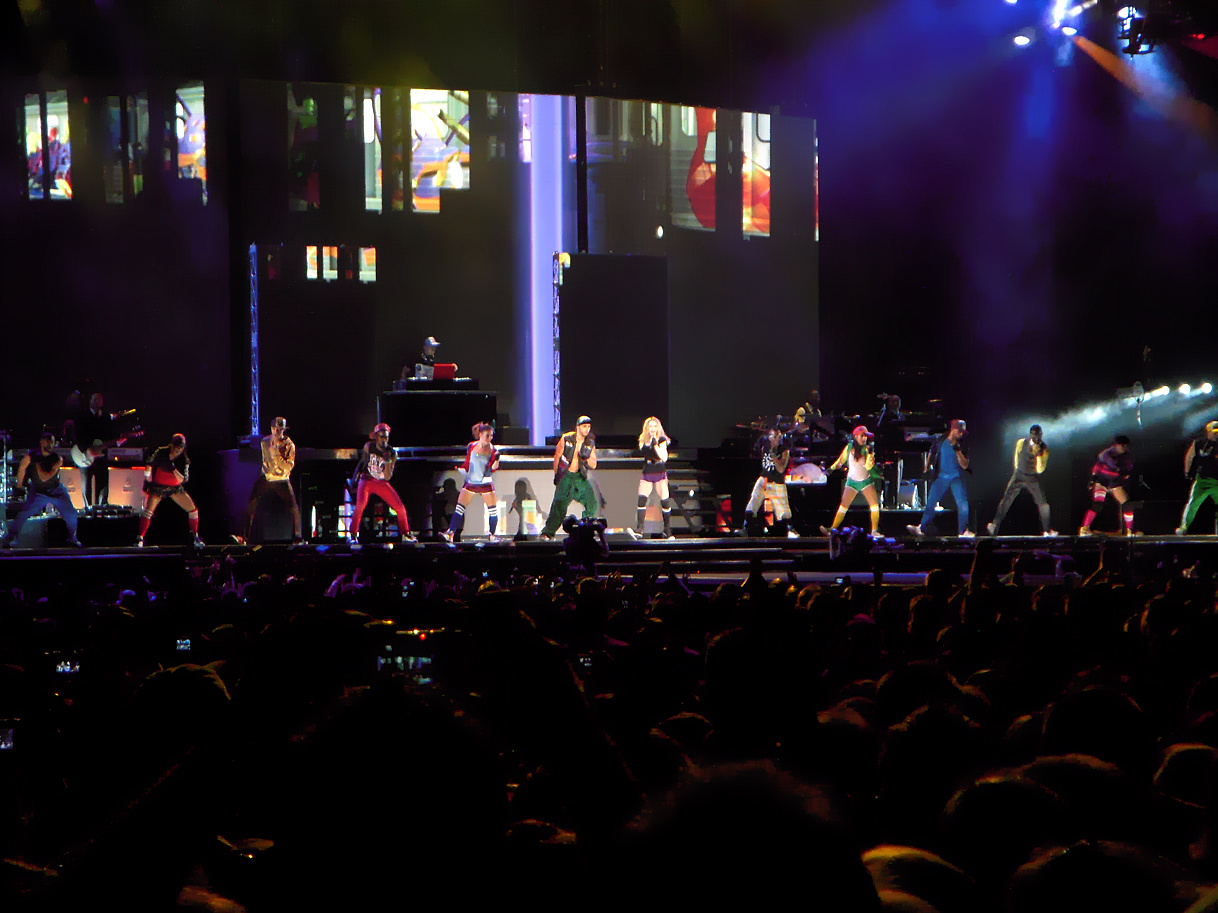
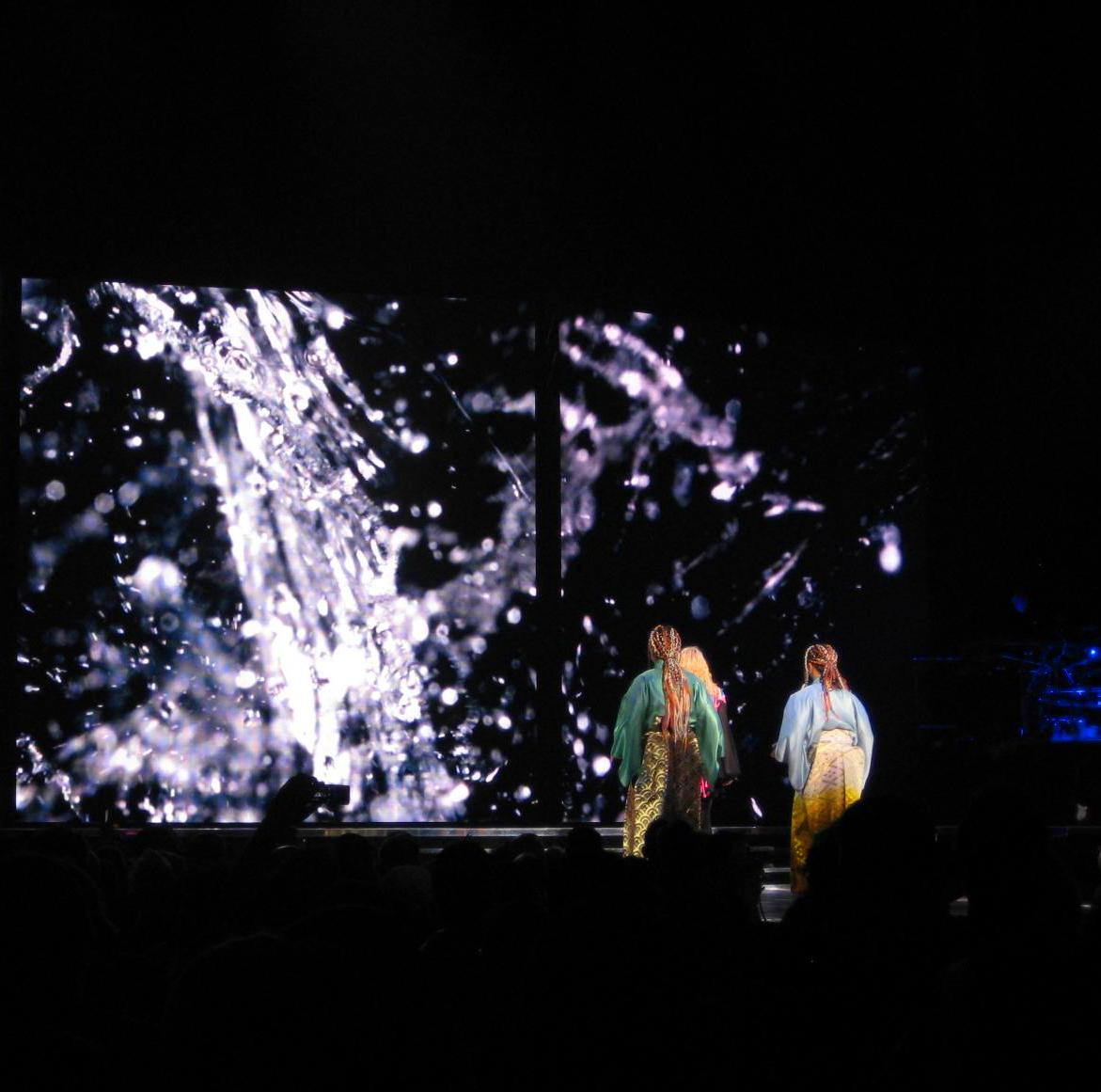
Rain (Remix)
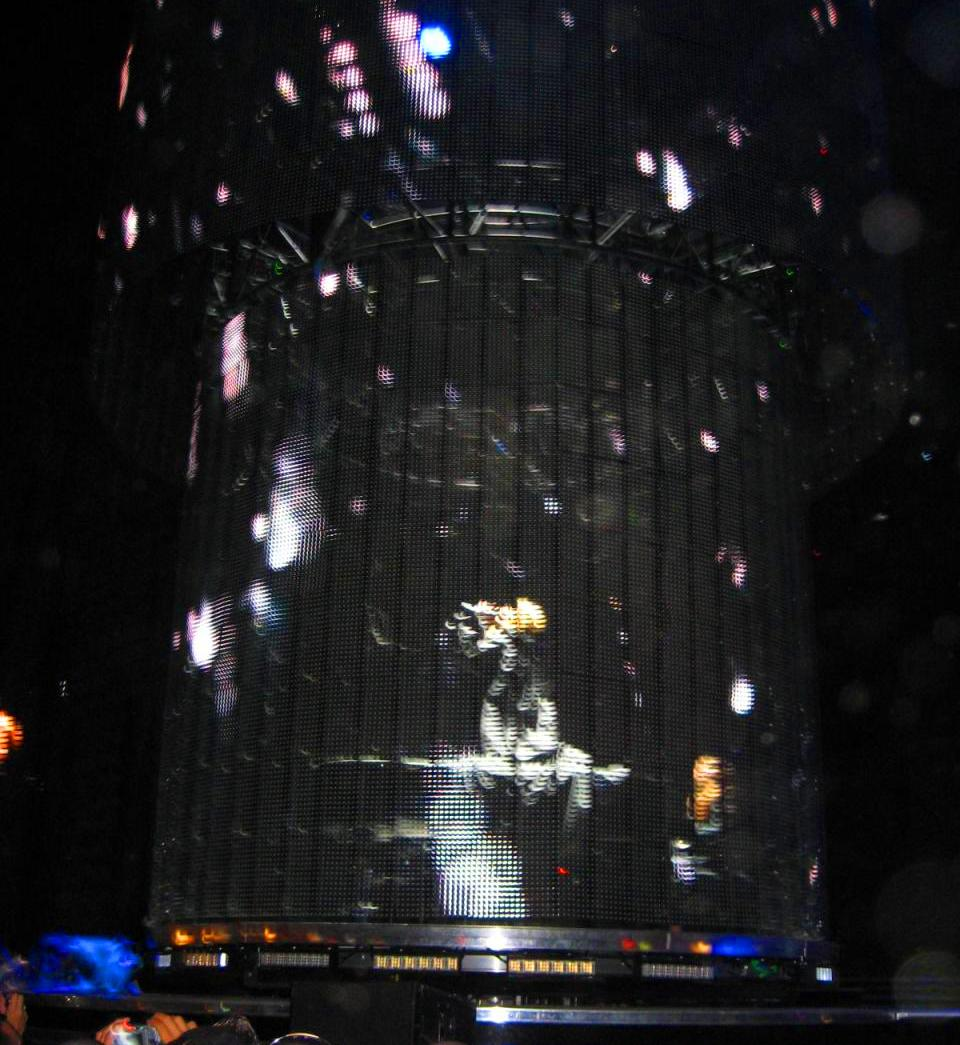
Devil Wouldn't Recognize You
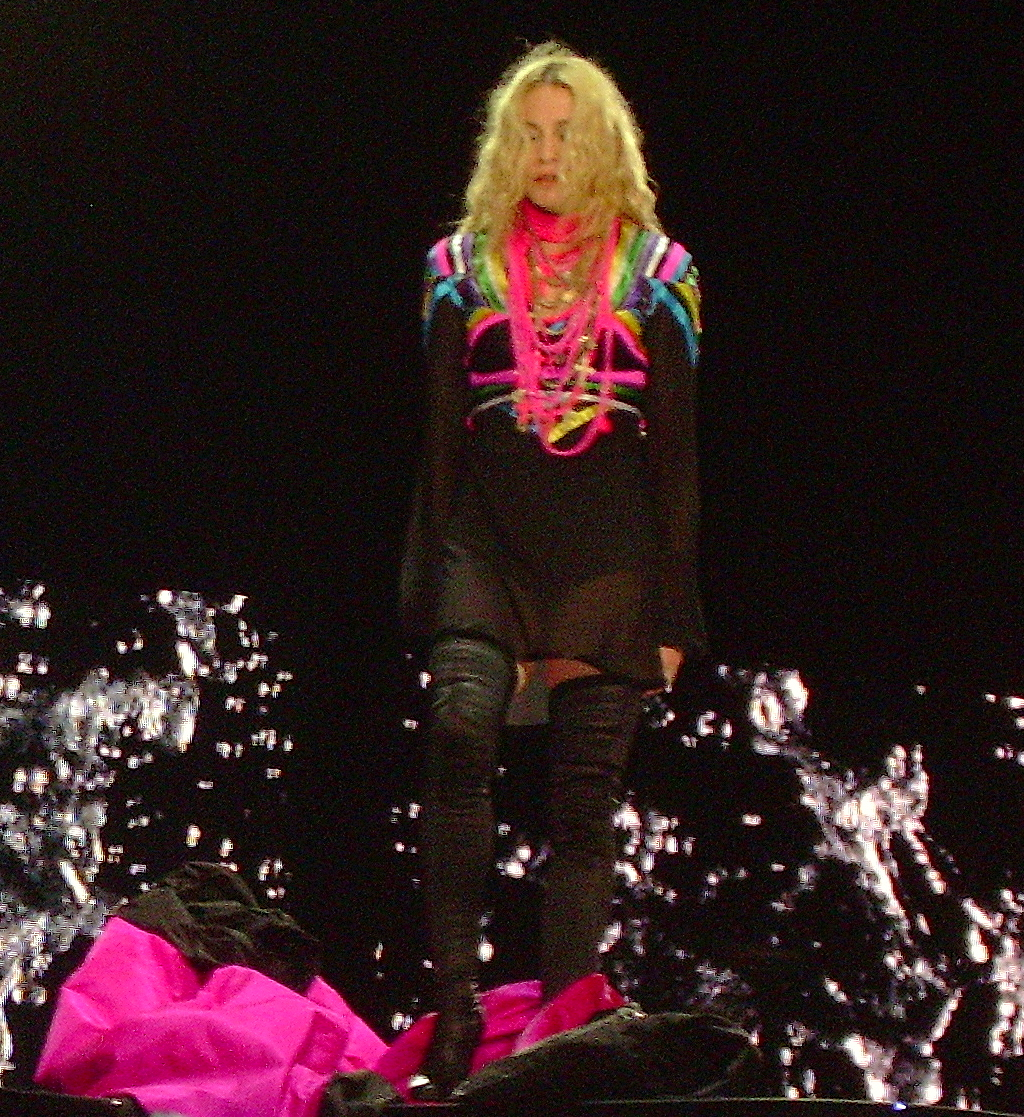
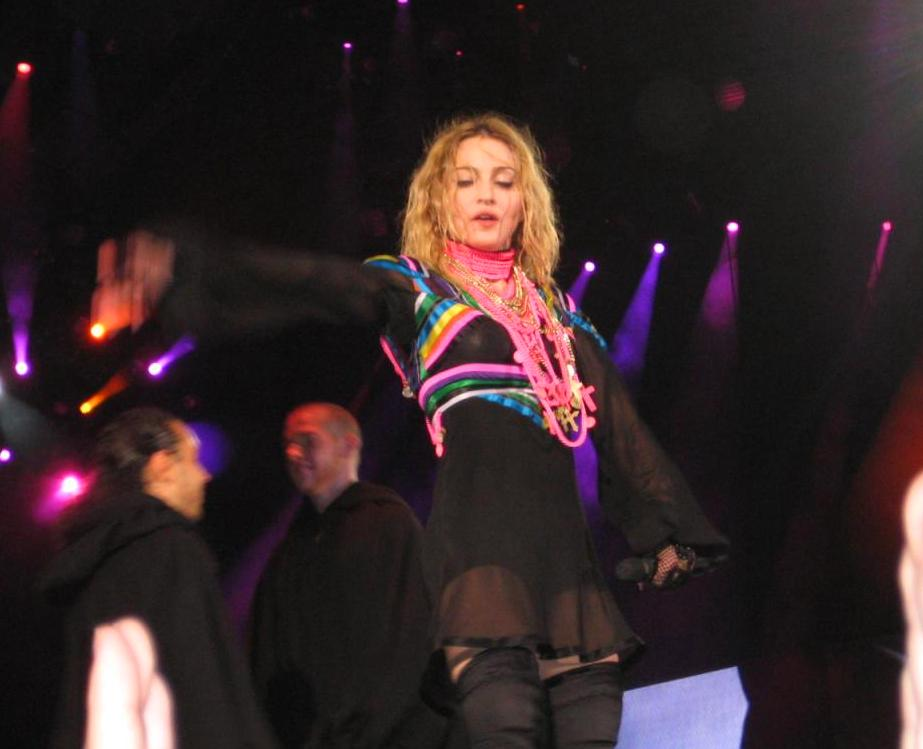
Spanish Lesson
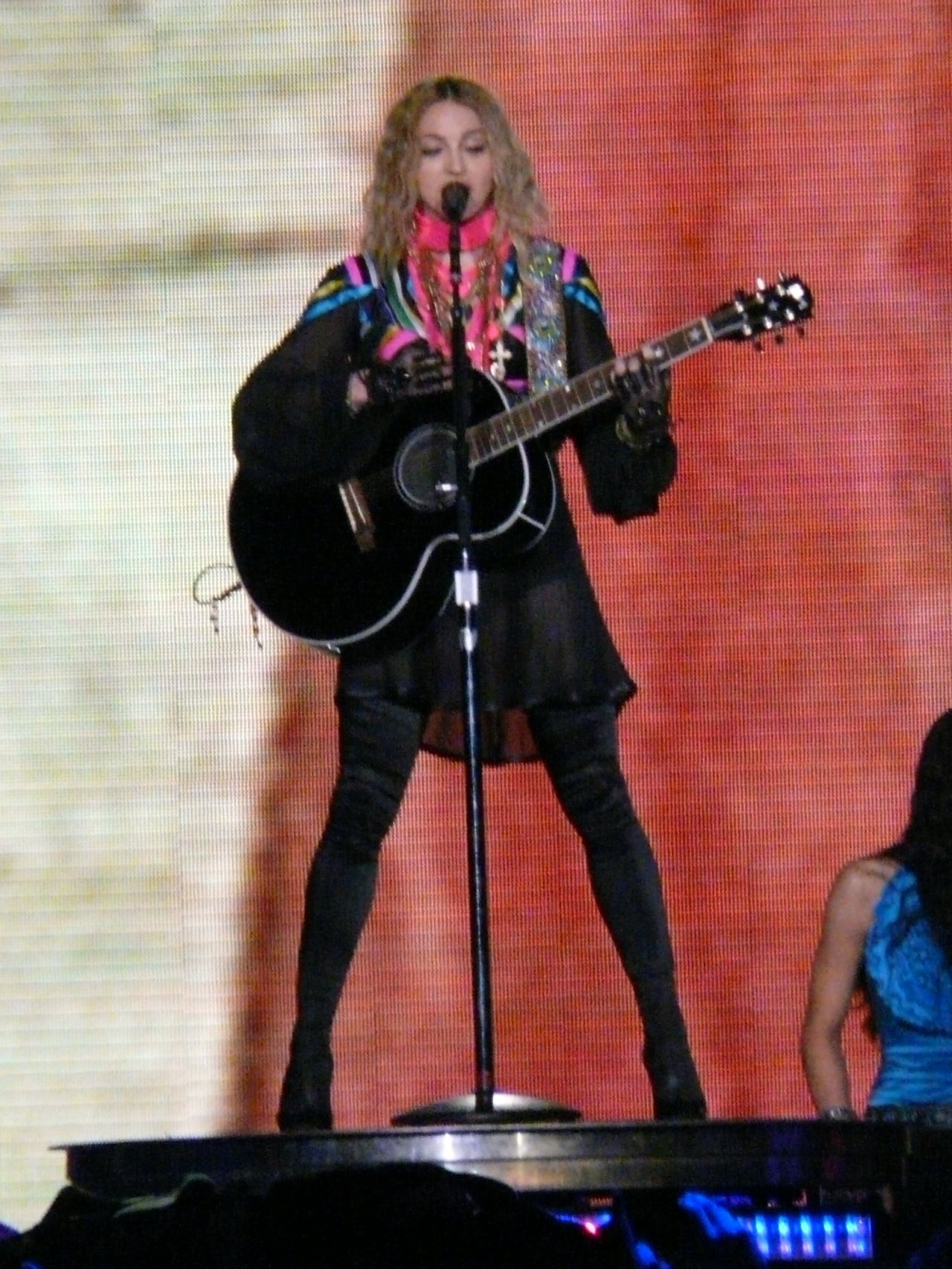
Miles Away
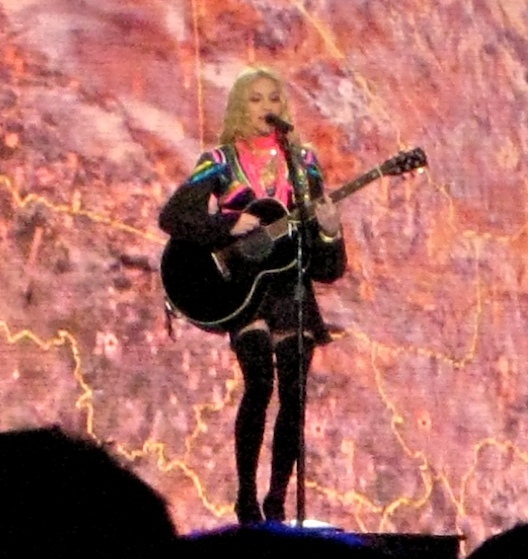
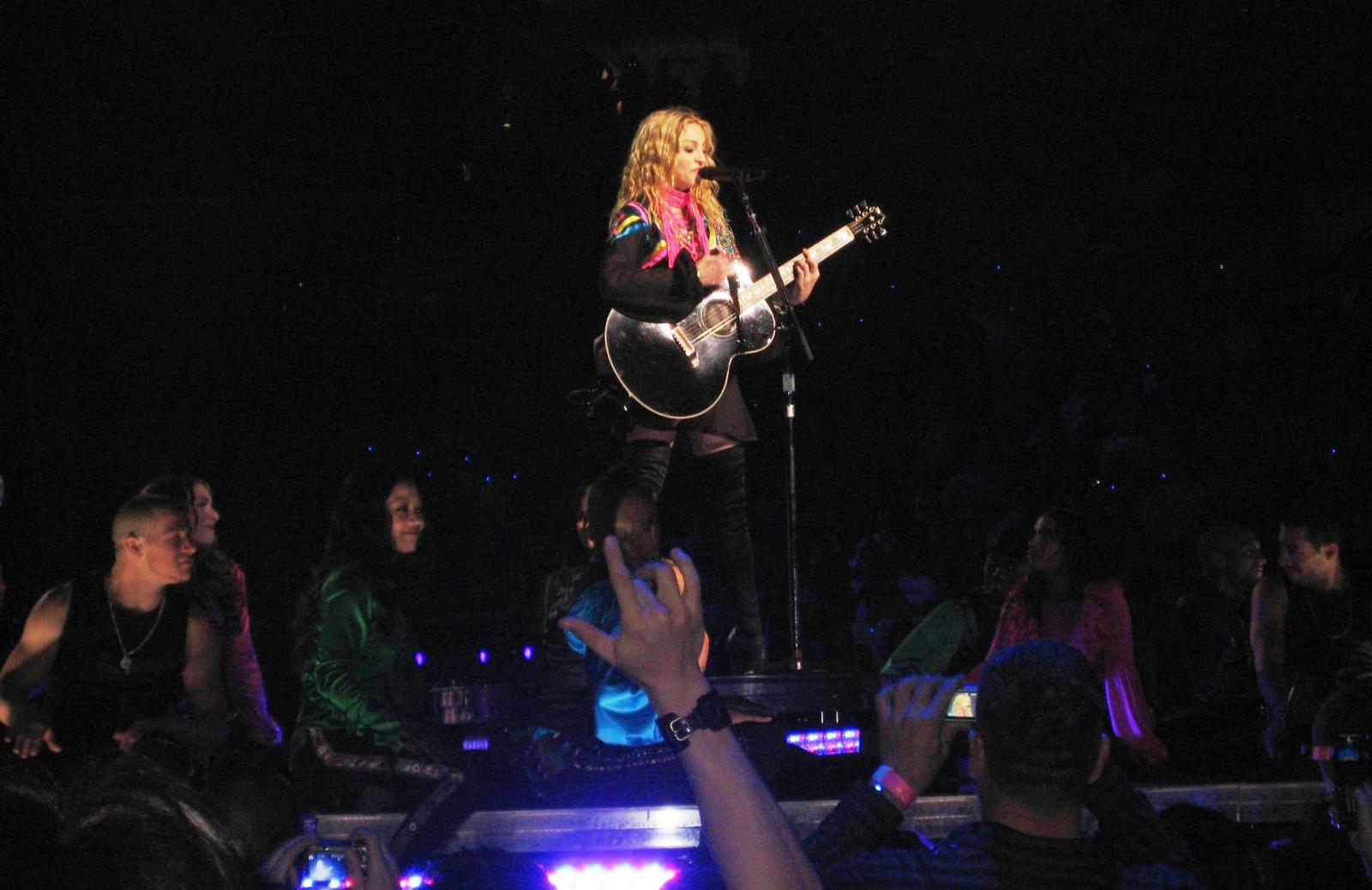
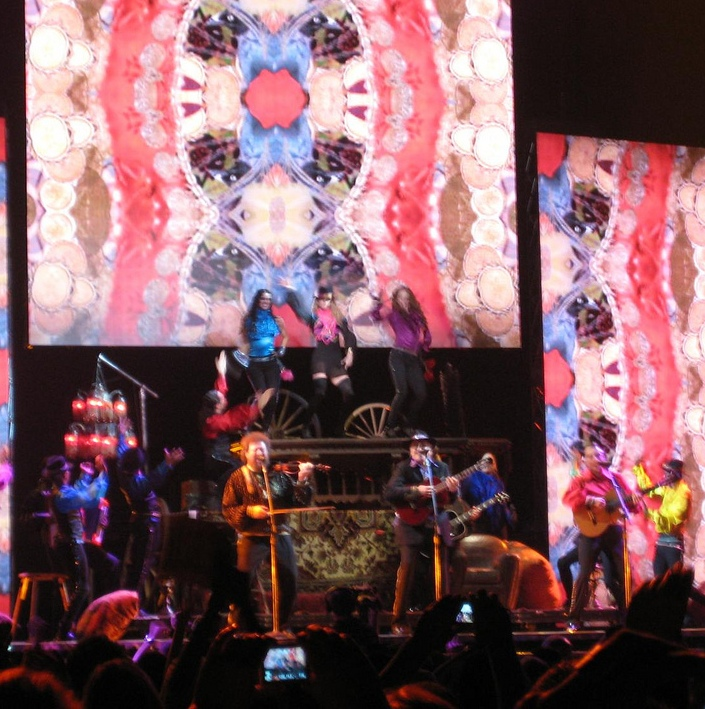
La Isla Bonita
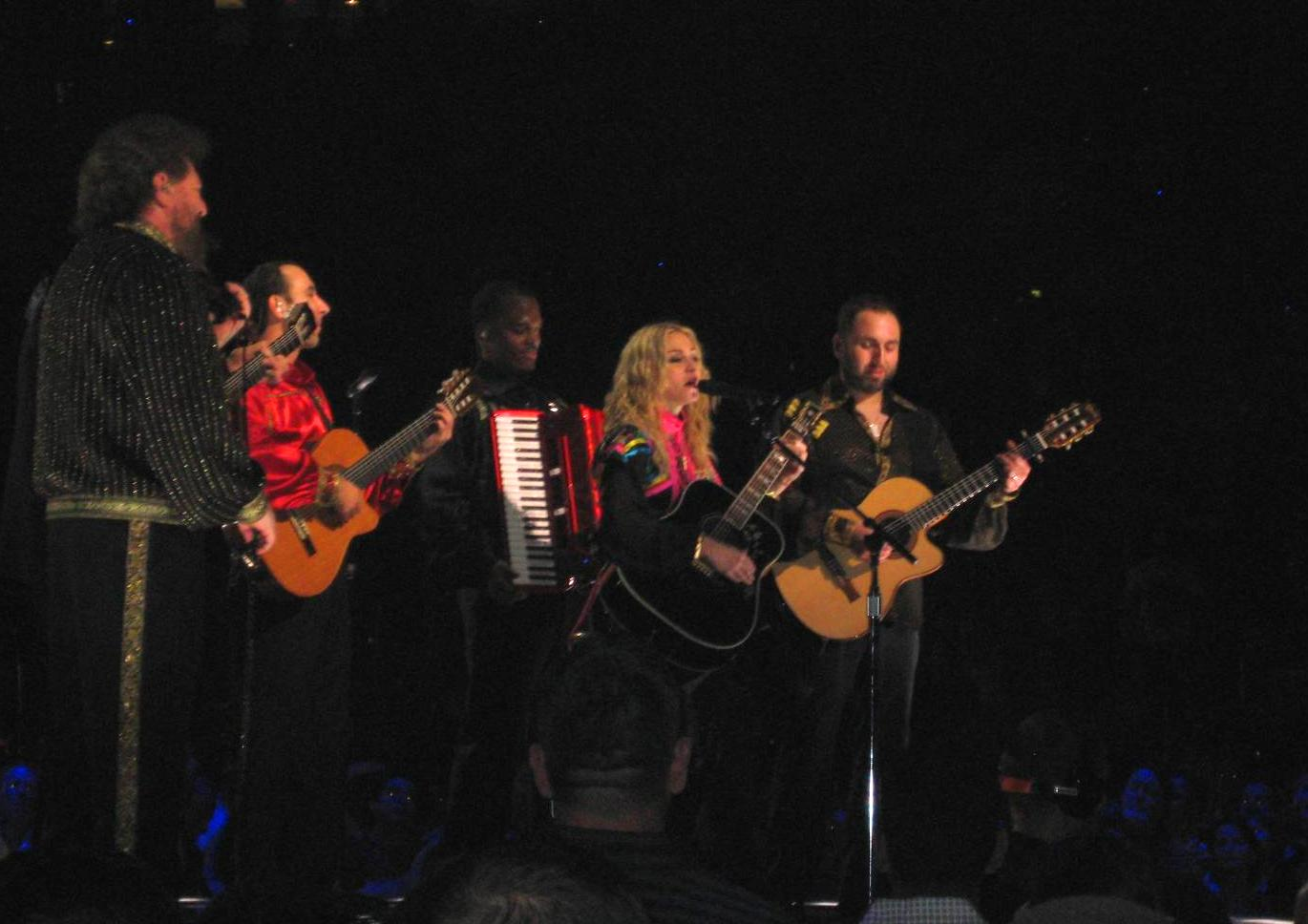
You Must Love Me
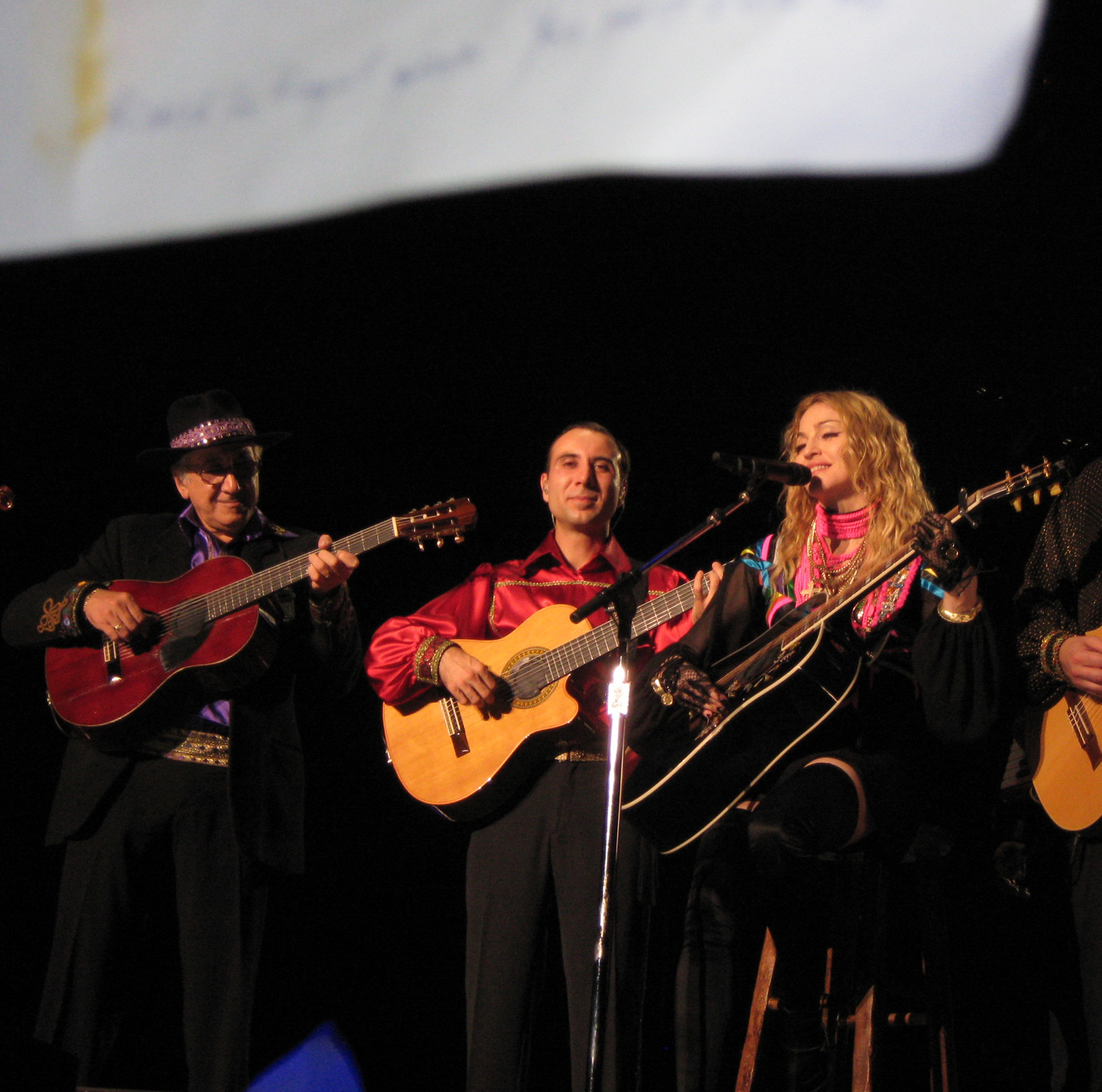
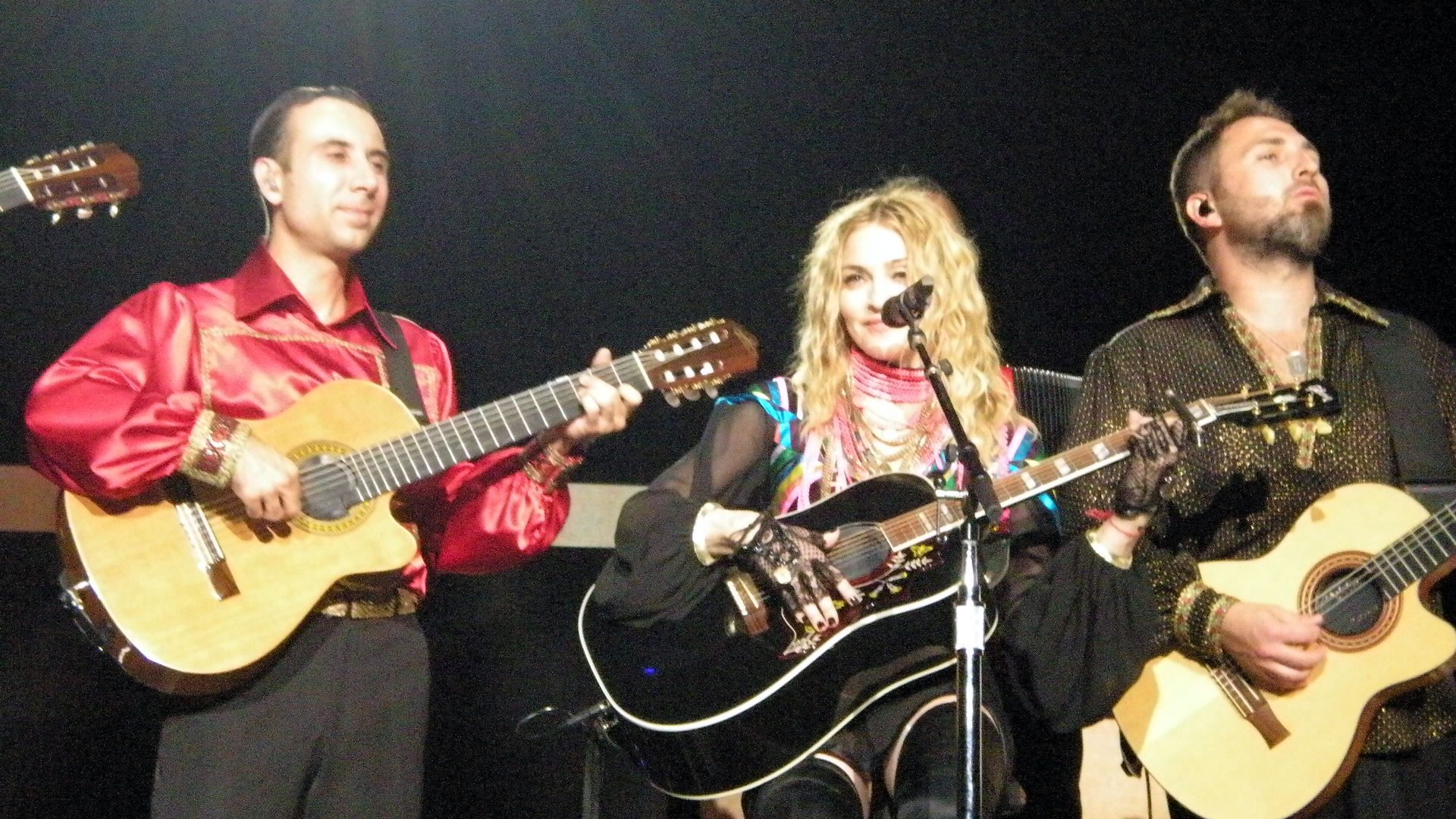
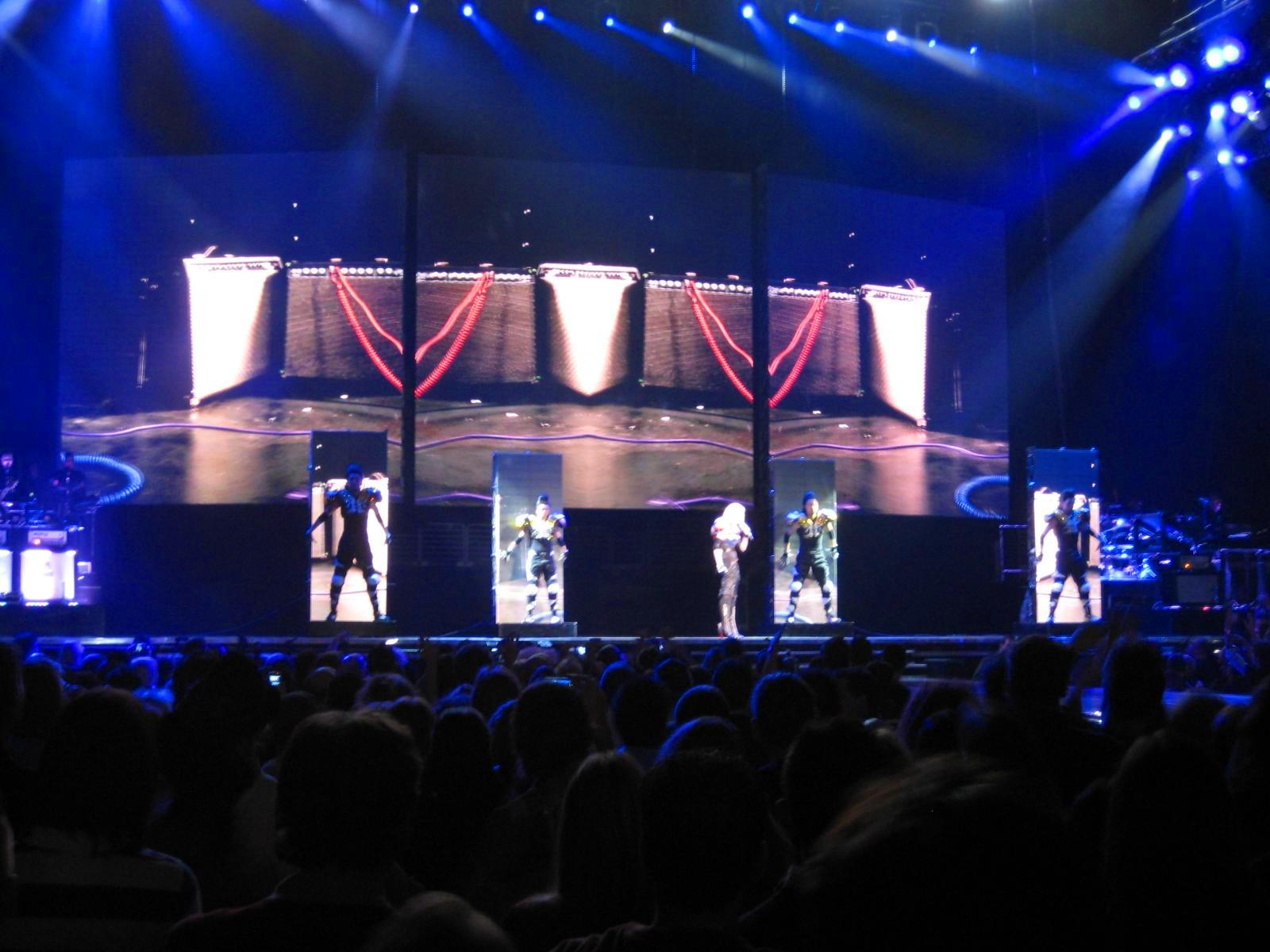
4 Minutes
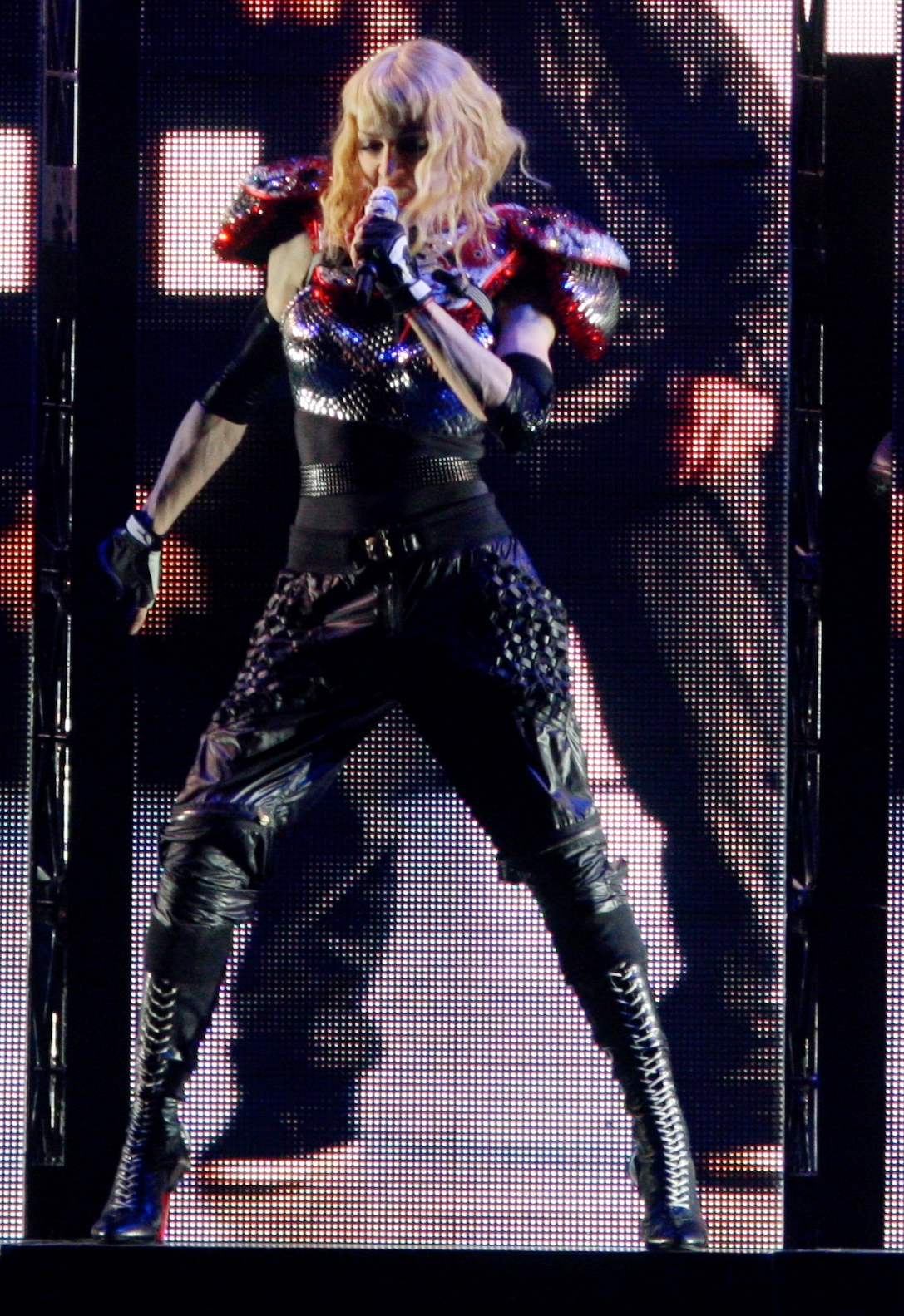
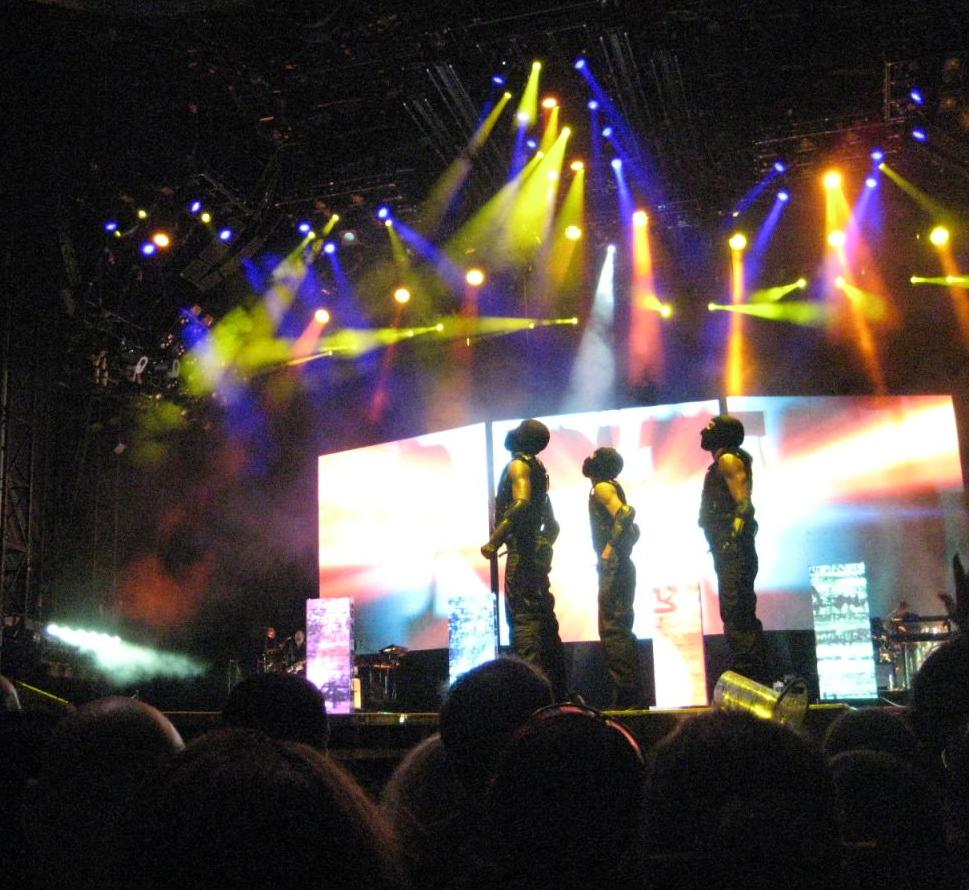
Like a Prayer
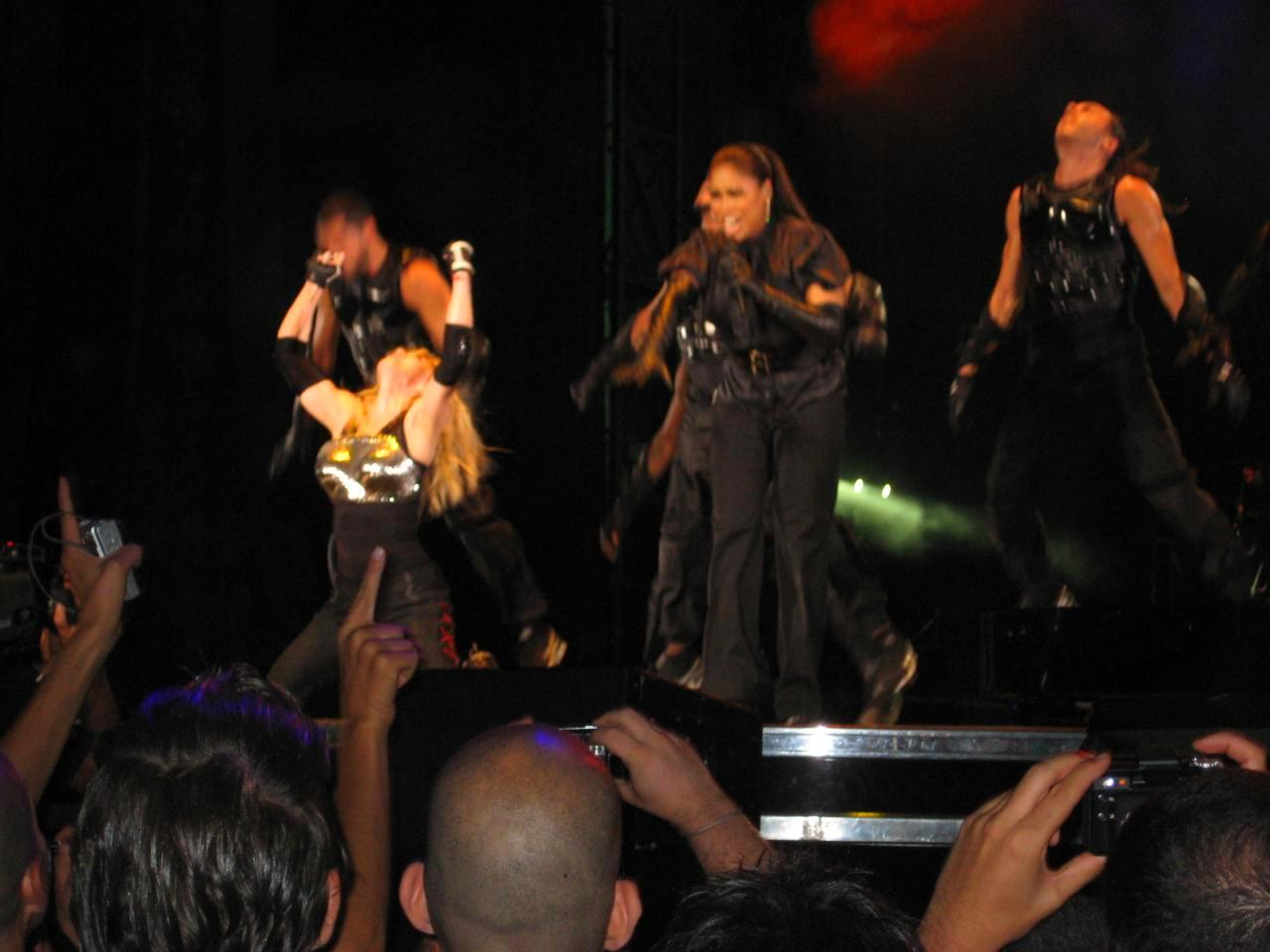
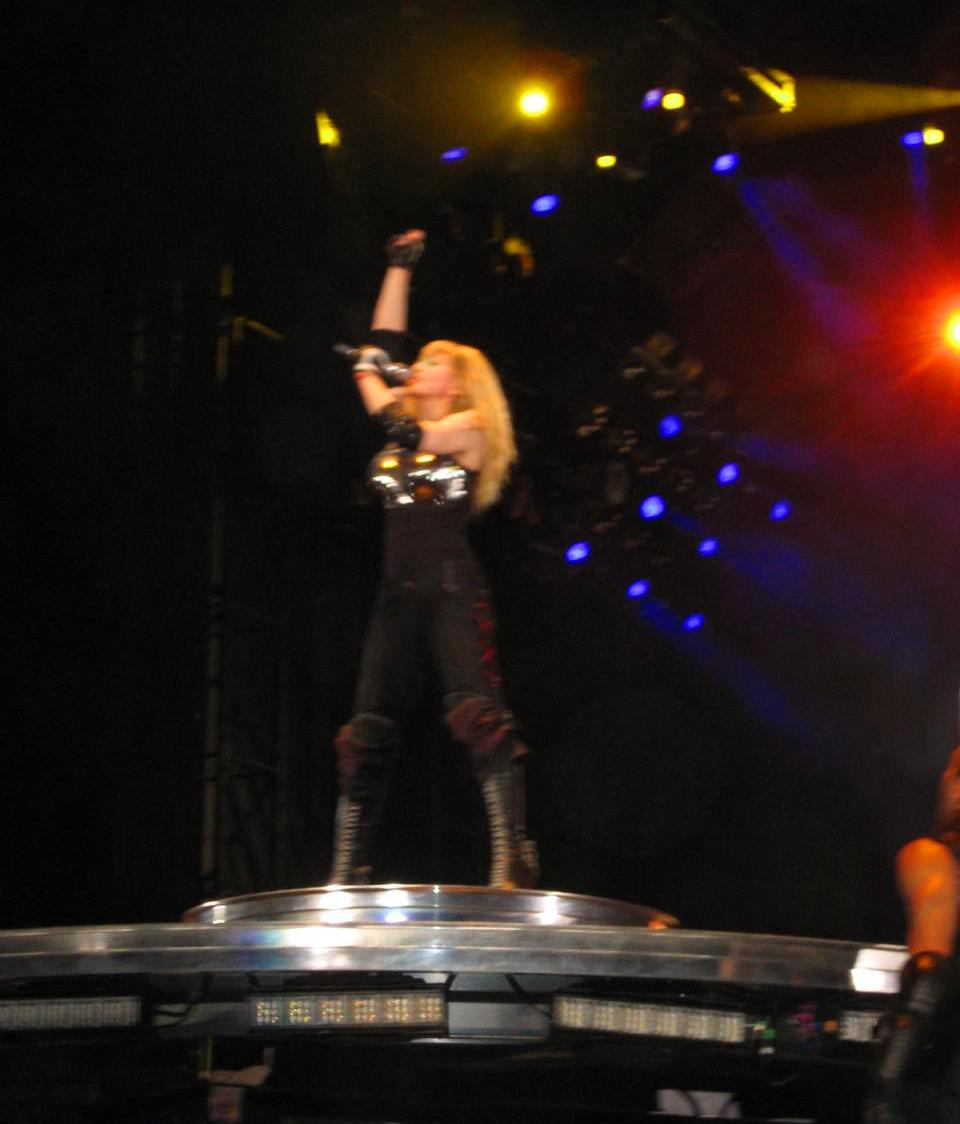
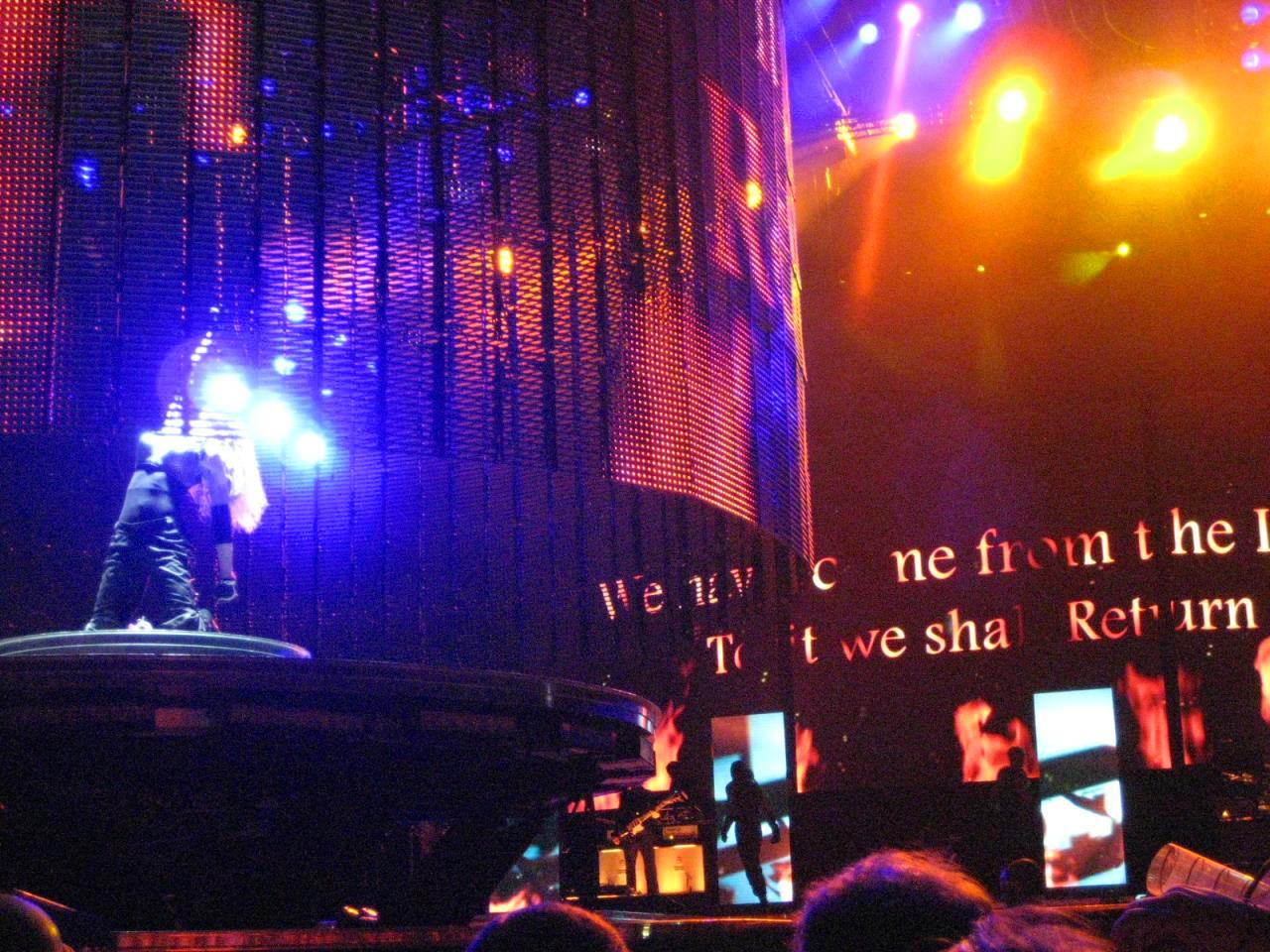
Frozen
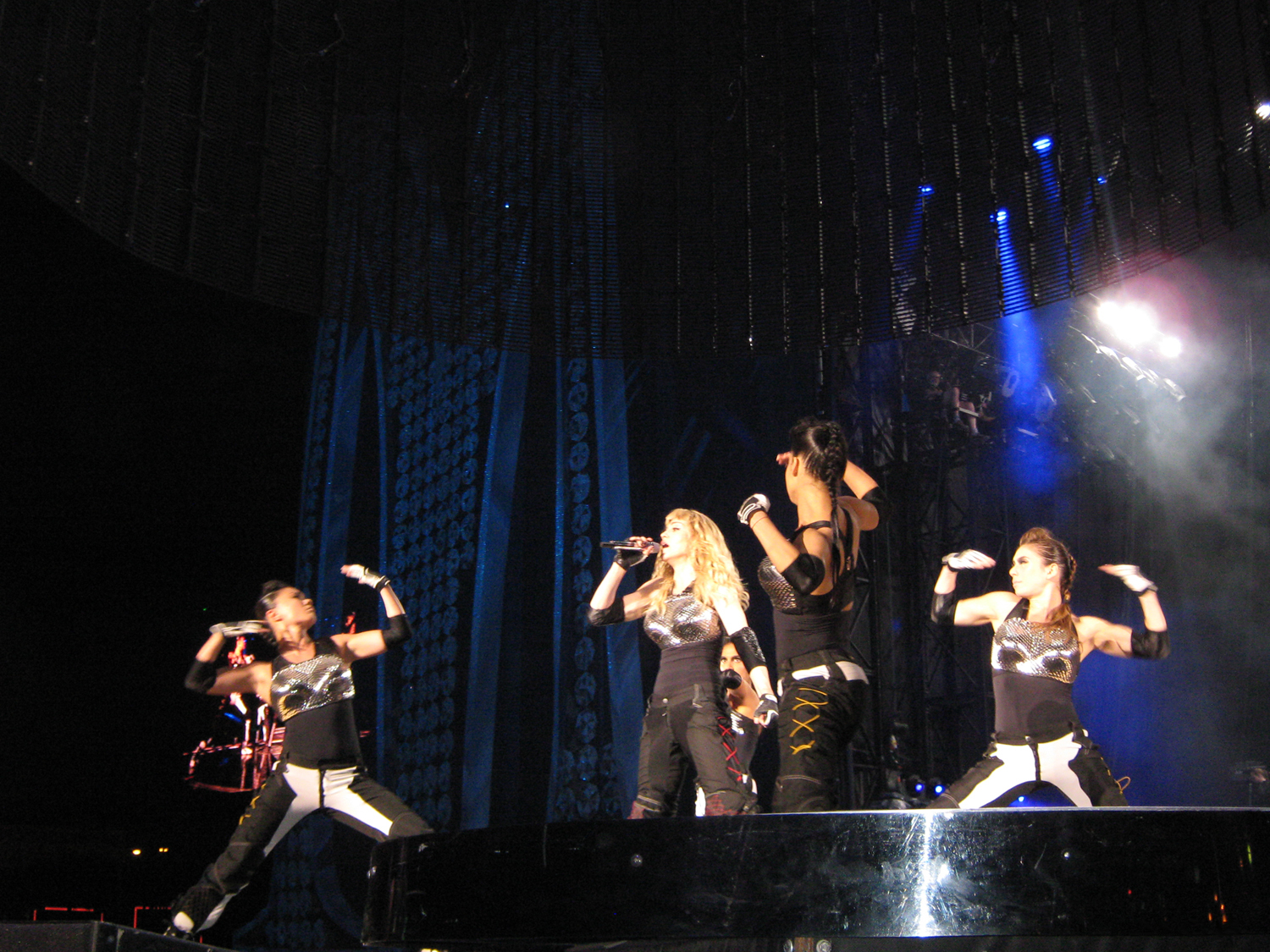
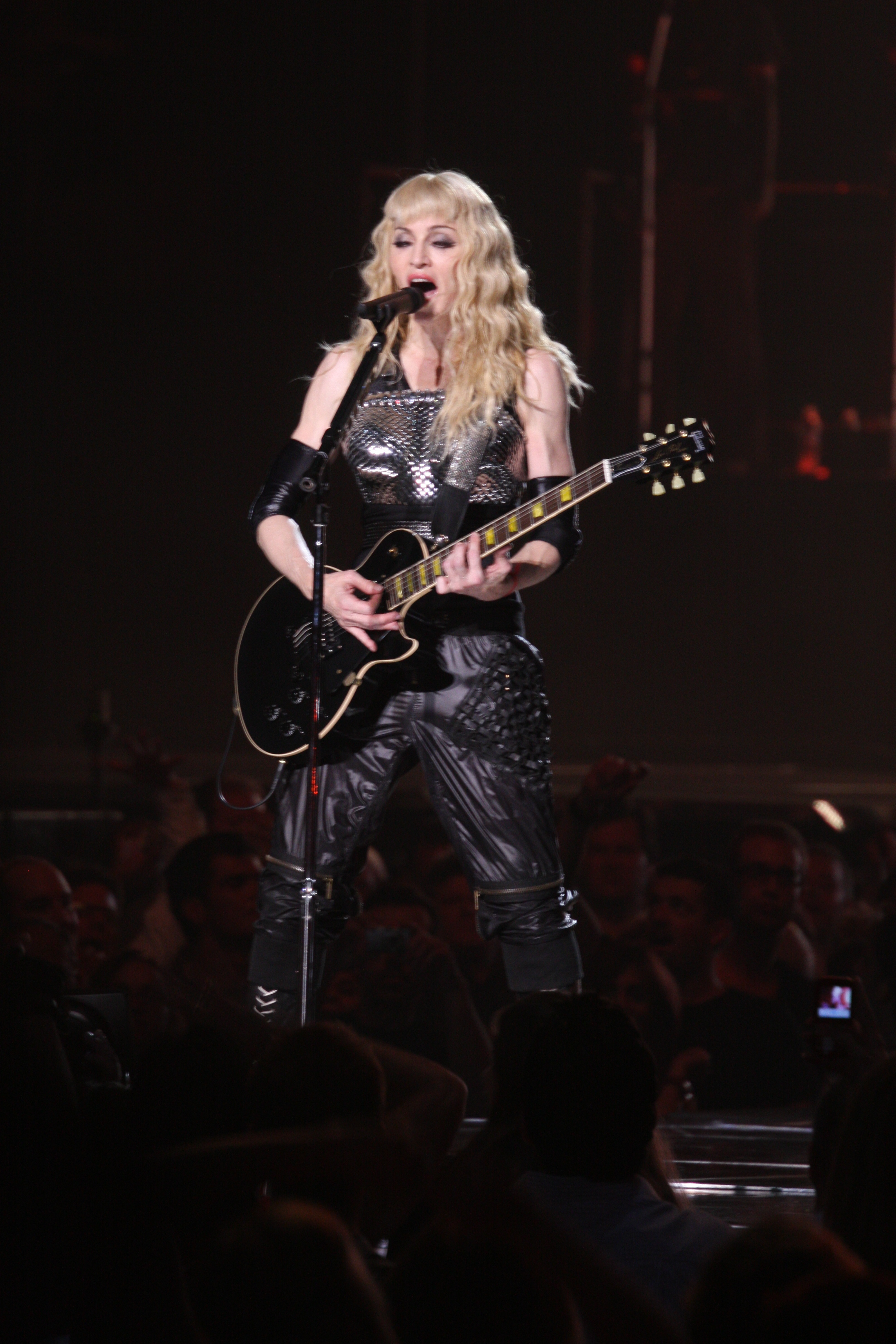
Ray of Light
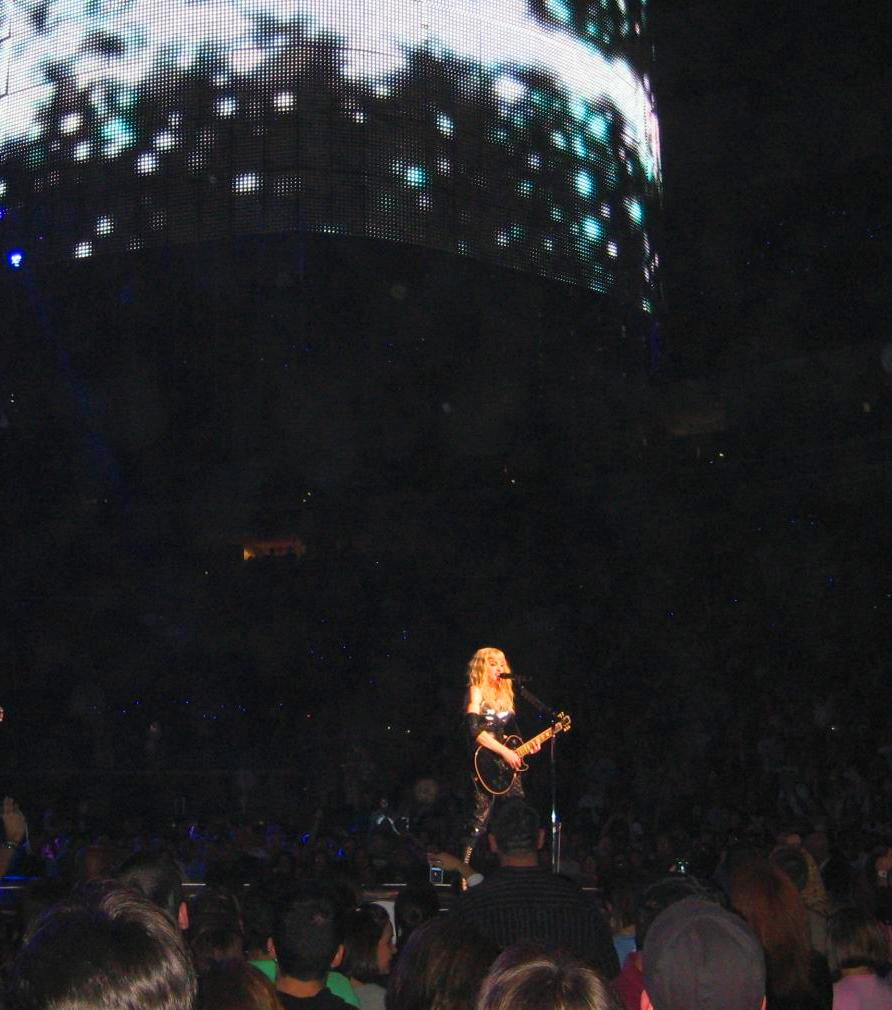
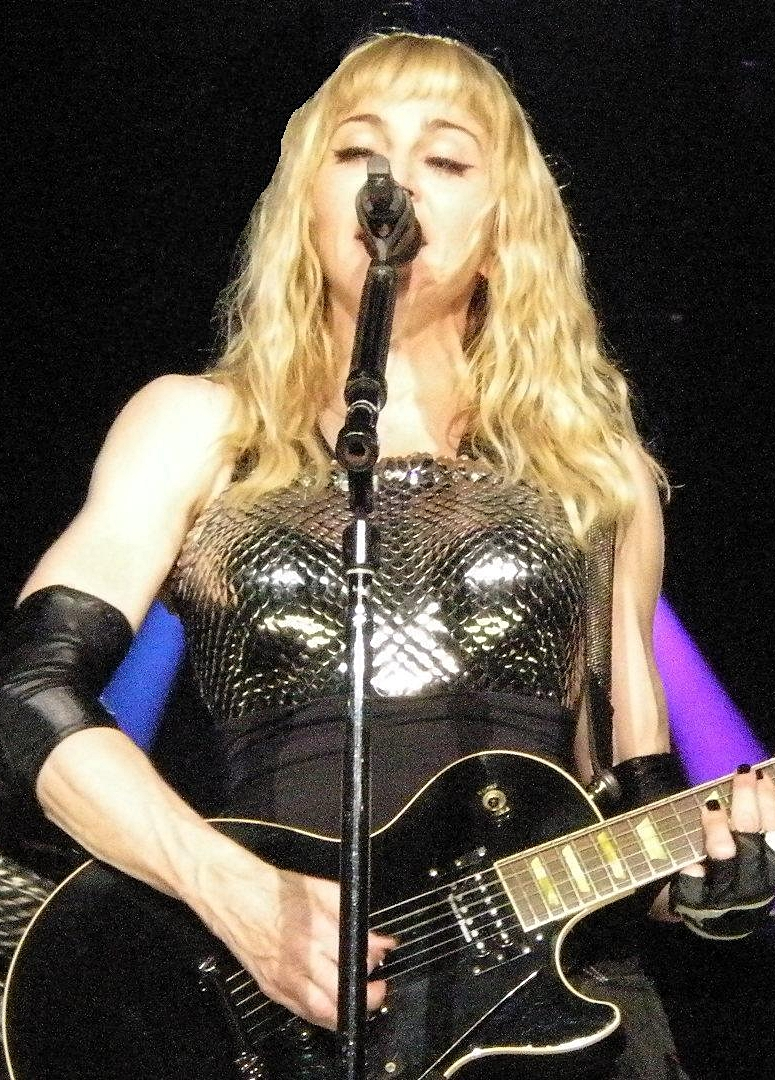
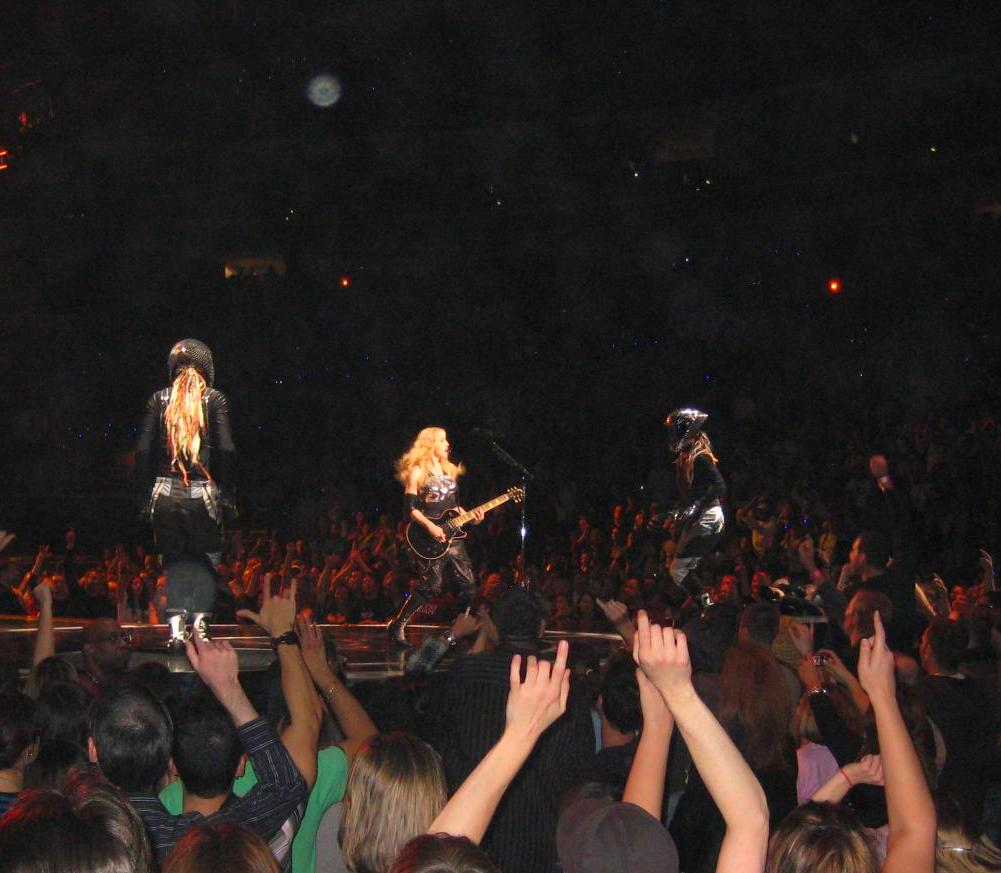
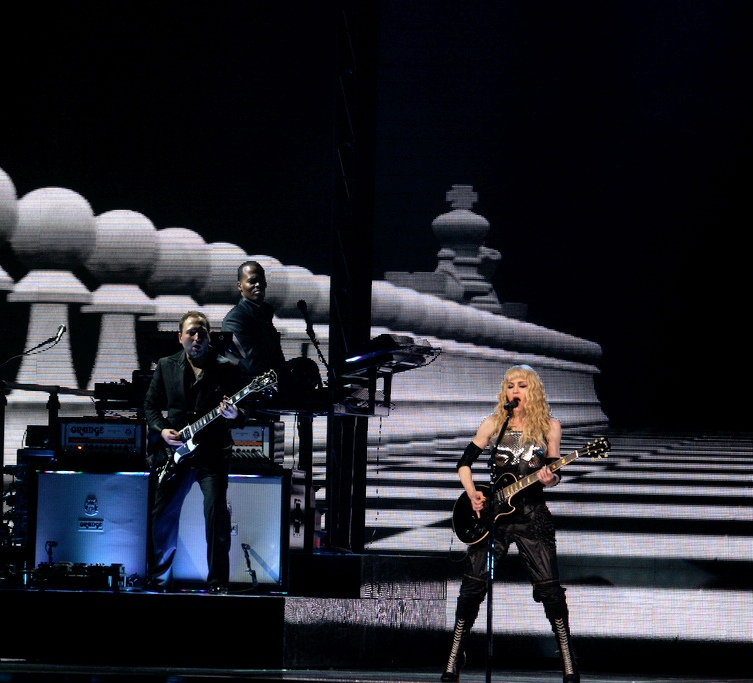
Hung Up
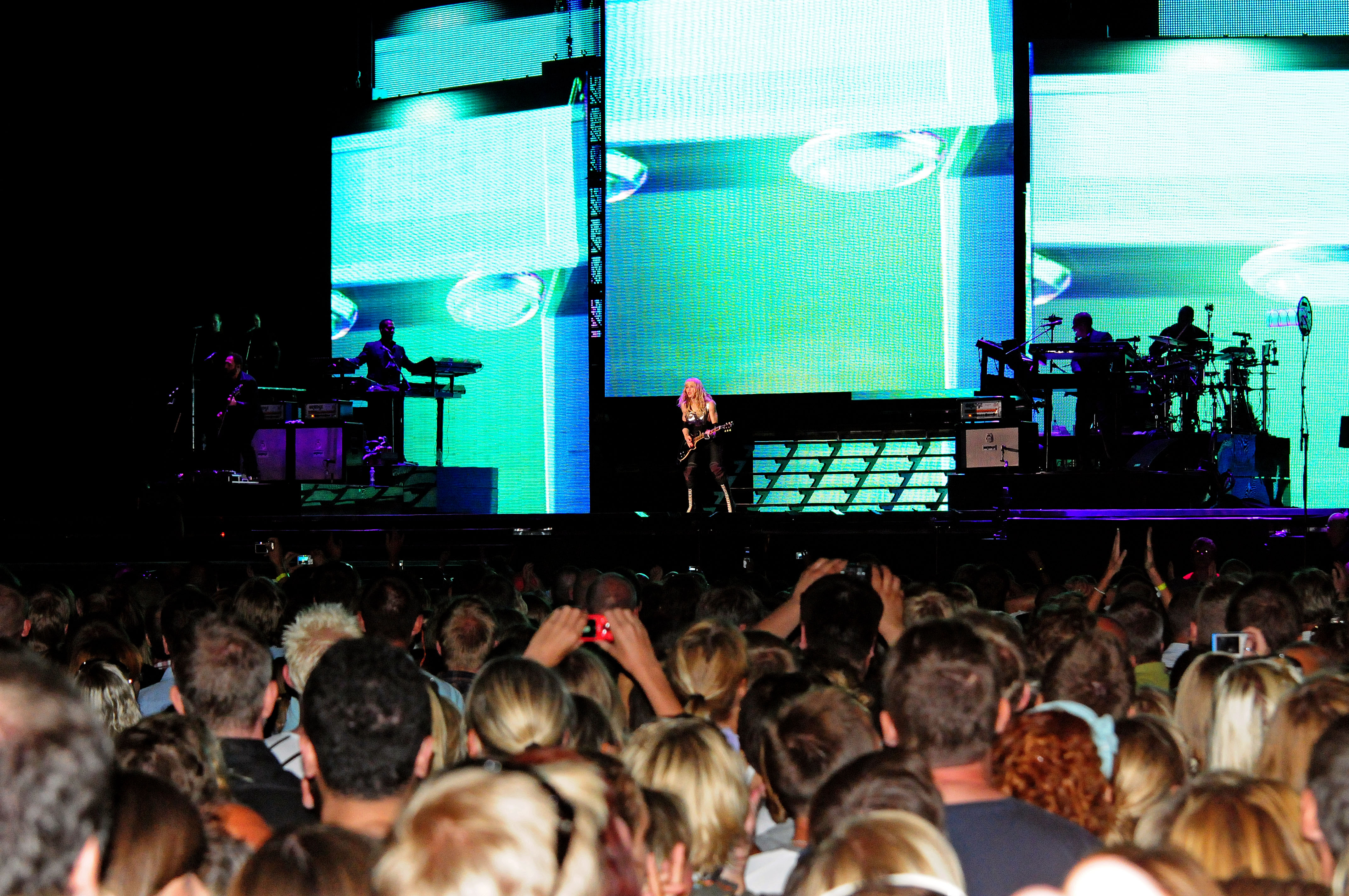
Give It 2 Me
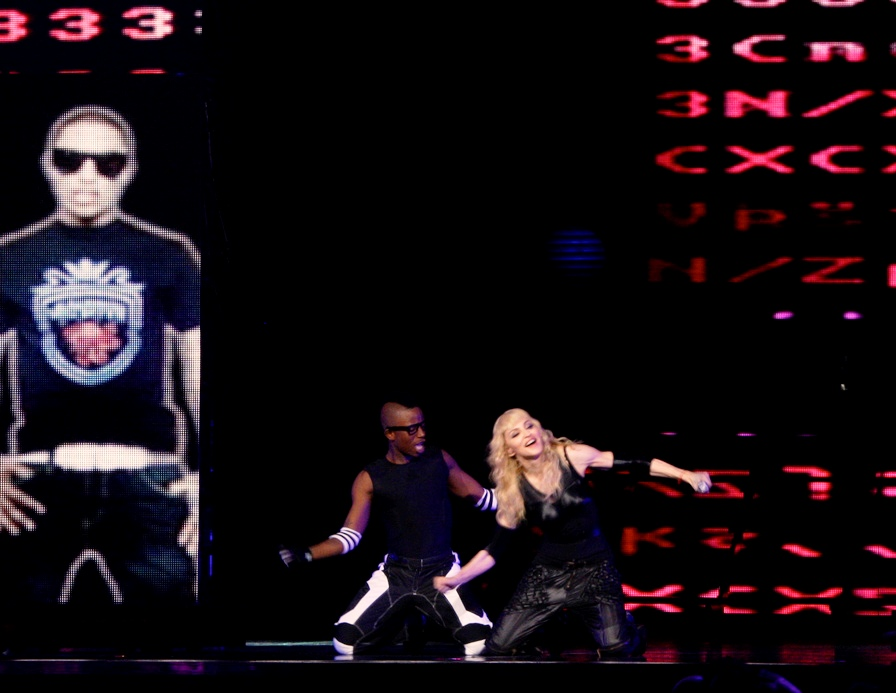
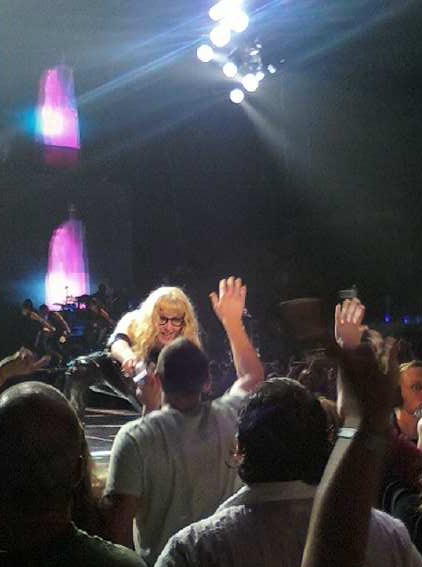
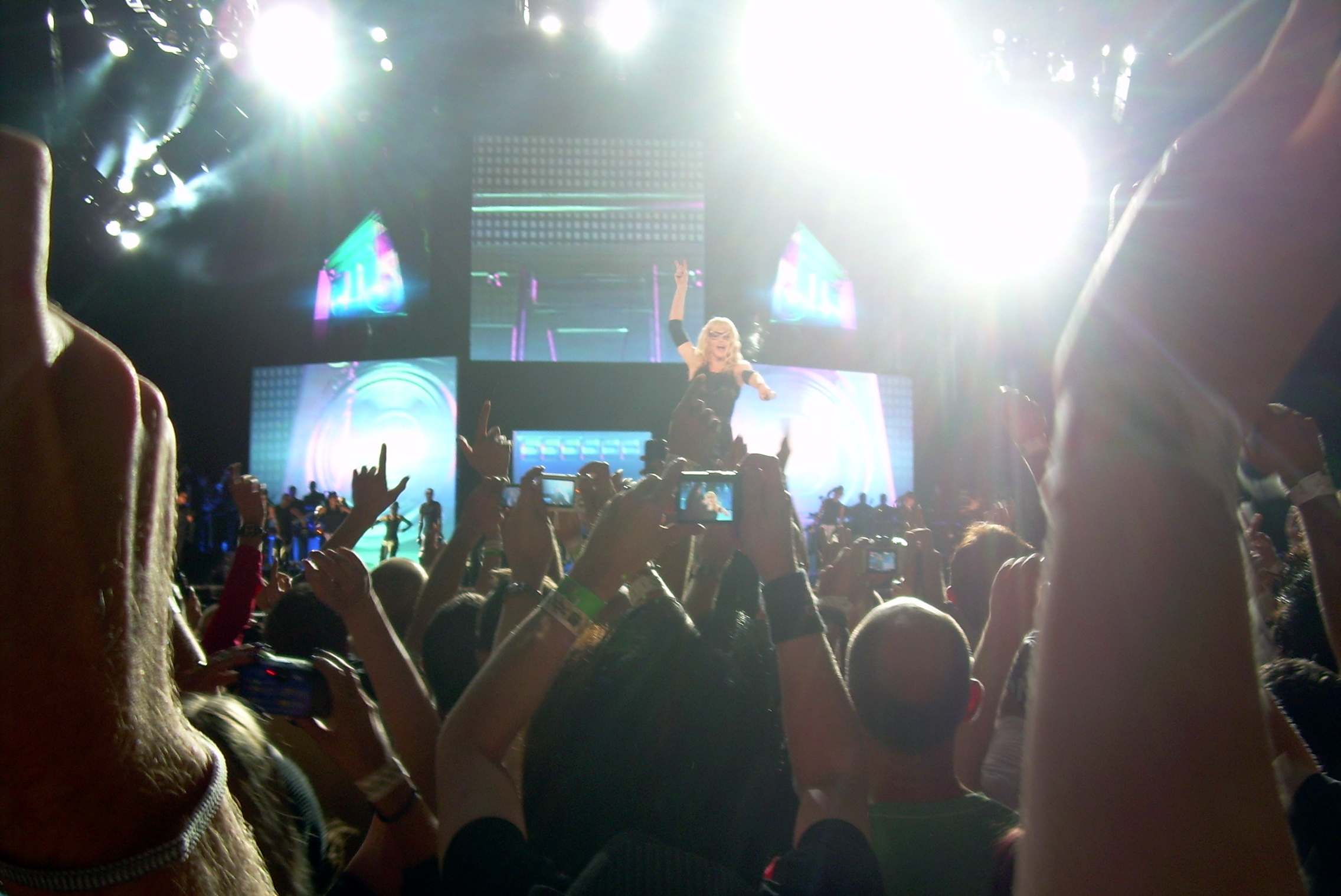
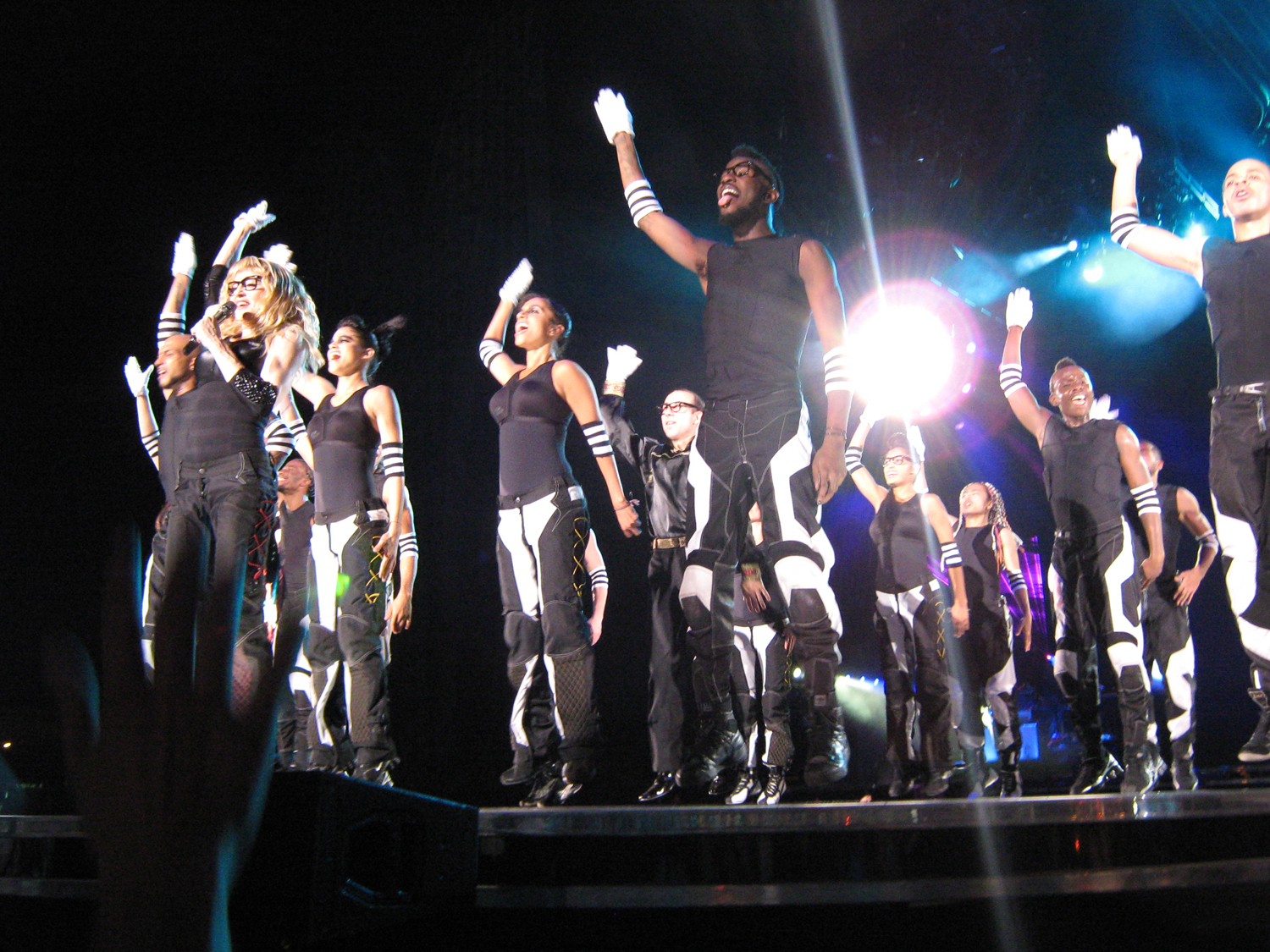
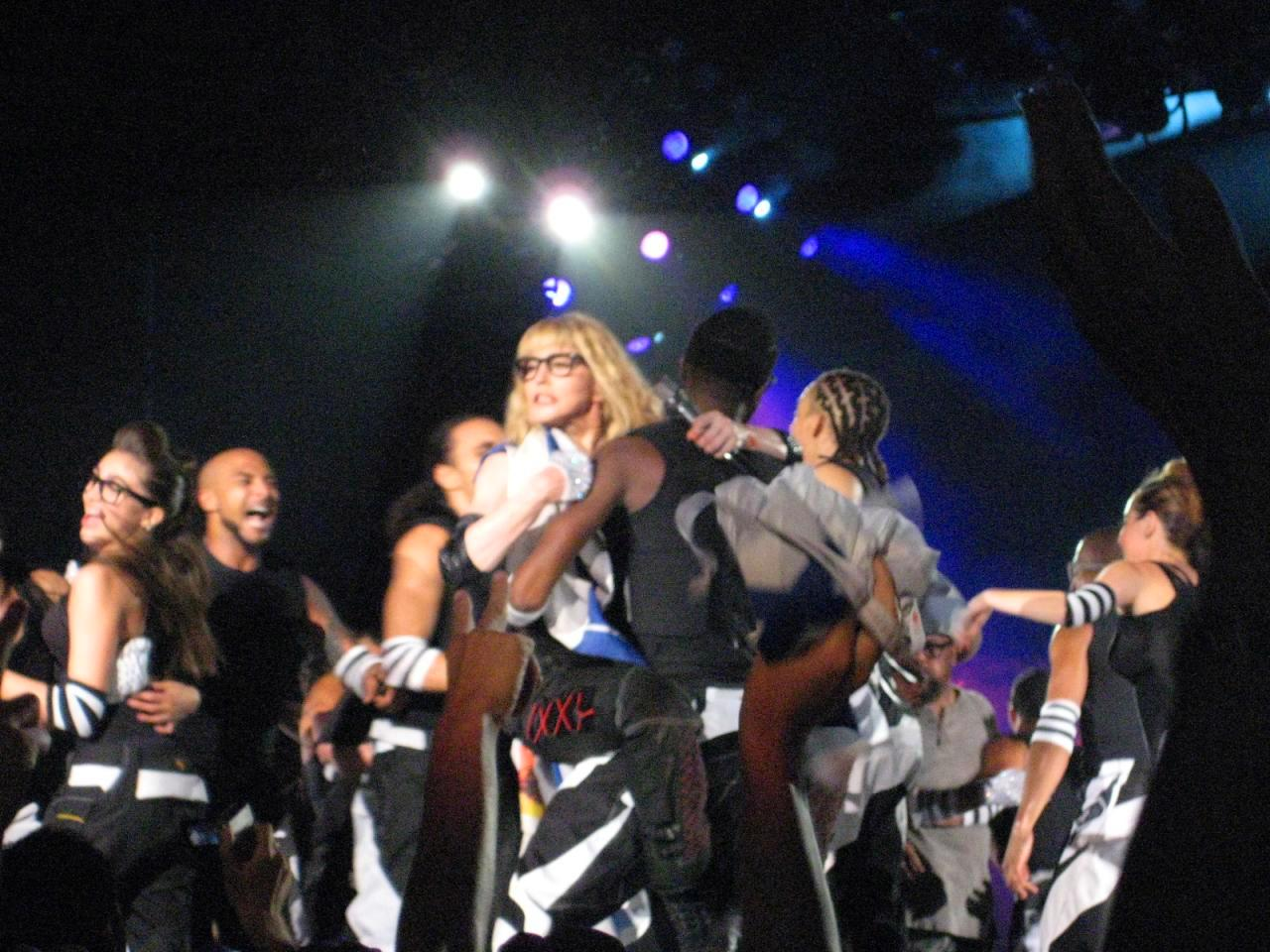
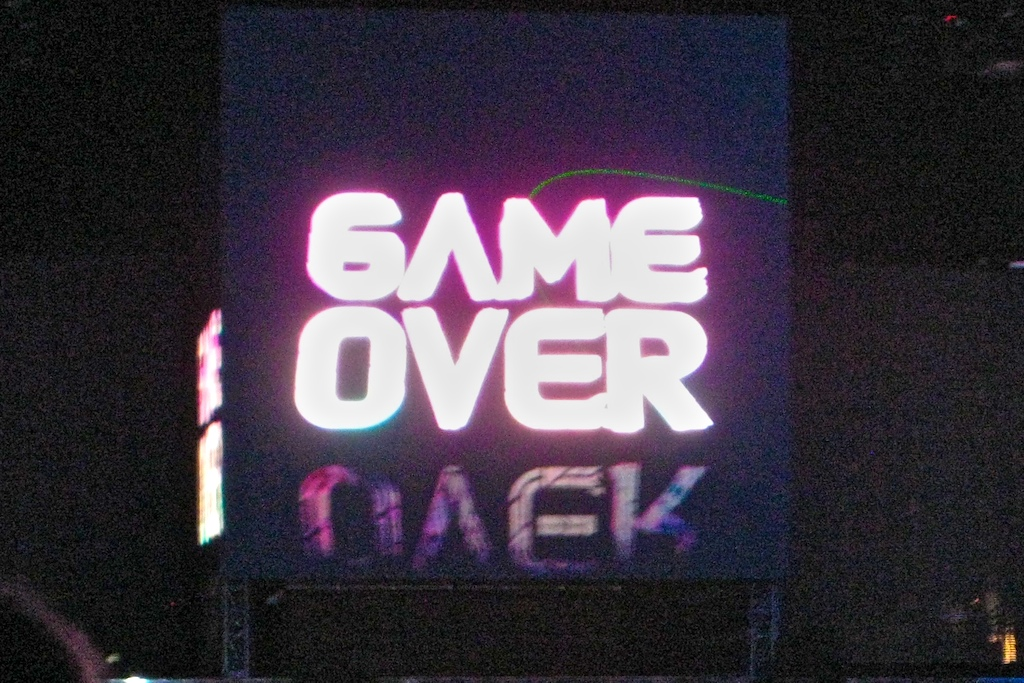

## Зовнішні посилання
- Офіційний сайт Мадонни [Архівовано 10 травня 2012 у Wayback Machine.]